# Умершие в декабре 2020 года
Это список известных людей, соответствующих установленным критериям значимости (см. Википедия:Критерии значимости персоналий), умерших в декабре 2020 года.
Причина смерти указывается лишь в исключительных случаях (убийство, самоубийство, гибель в результате военных действий, смертная казнь, ДТП или несчастные случаи). В остальных случаях — не указывается.

## 31 декабря

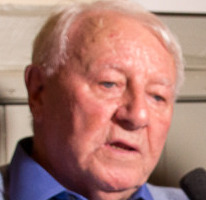
Томми Дохерти

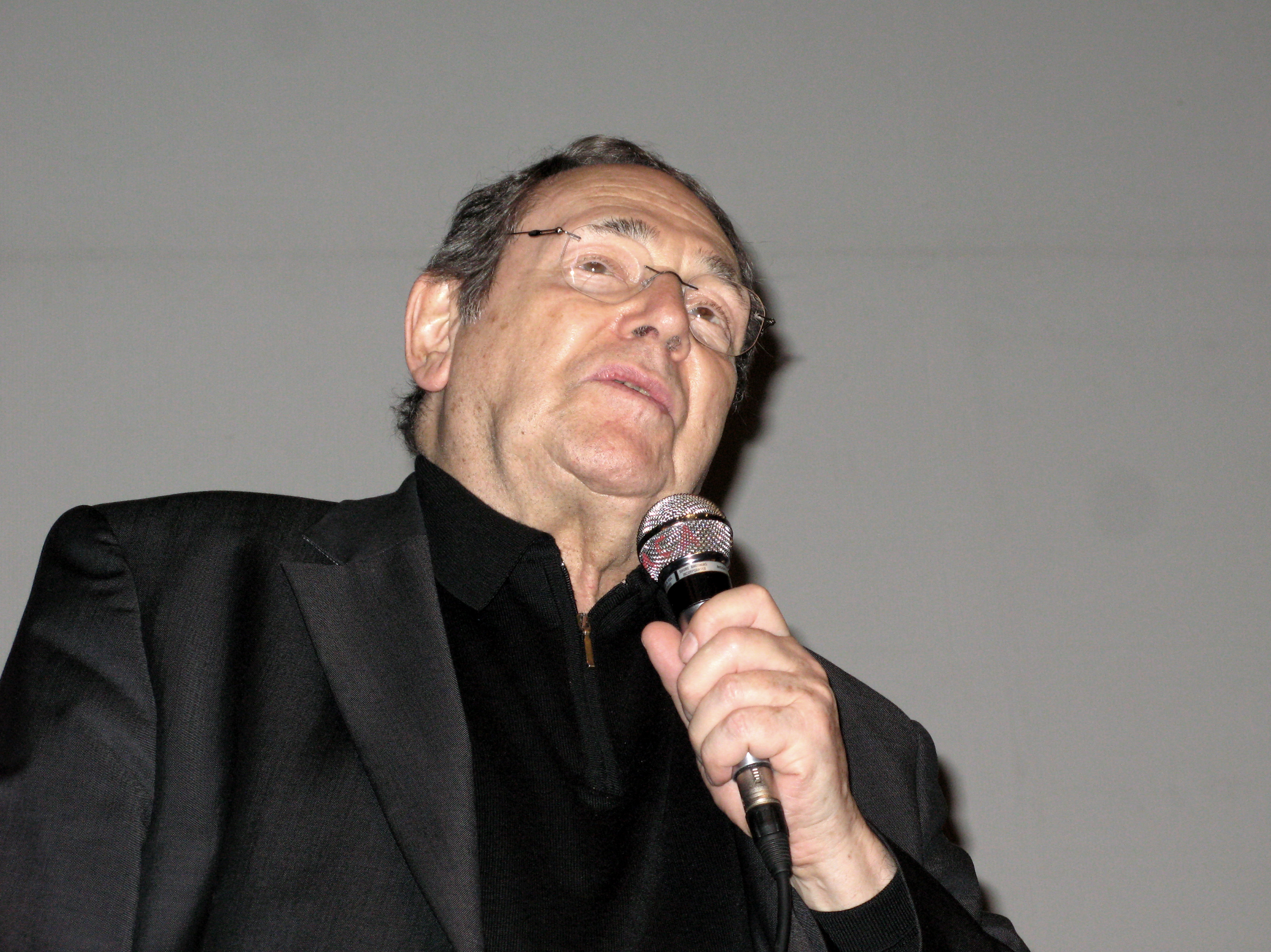
Робер Оссейн

- Баев, Александр Дмитриевич (65) — российский математик, доктор физико-математических наук, профессор, декан математического факультета ВГУ (с 2004 года)[1].
- Вершинин, Игорь Владимирович (72) — российский литературовед, доктор филологических наук, профессор, ректор (2000—2013) и президент (с 2013) СГСПУ[2].
- Дохерти, Томми (92) — шотландский футболист и тренер, игравший за национальную сборную[3].
- Киндо, Майкл (73) — индийский игрок в хоккей на траве, бронзовый призёр летних Олимпийских игр в Мюнхене (1972), чемпион мира (1975)[4].
- Лехто, Олли (95) — финский математик, иностранный член РАН (2008)[5].
- Оборотов, Юрий Николаевич (74) — украинский правовед, доктор юридических наук (2003), профессор[6].
- Орловский, Юрий Петрович (92) — советский и российский правовед, доктор юридических наук (1967), профессор (1976), заслуженный деятель науки Российской Федерации (1995)[7].
- Оссейн, Робер (93) — французский актёр и режиссёр театра и кино[8].
- Песков, Юрий Александрович (84) — советский и российский хозяйственный деятель, генеральный директор завода «Ростсельмаш» (1978—1996), Герой Социалистического Труда (1986)[9].
- Подкладов, Павел Владимирович — советский и российский театральный критик и журналист[10].
- Руайан, Оливье (58) — французский журналист, главный редактор журнала «Пари матч» (с 2006 года)[11].
- Солнцева, Лариса Александровна (85) — советская и российская актриса и телережиссёр, народная артистка РСФСР (1983)[12].
- Солнышкин, Николай Петрович (93) — советский и российский учёный и хозяйственный деятель, заслуженный машиностроитель РСФСР (1991)[13].
- Торнберг, Дик (88) — американский государственный деятель, губернатор Пенсильвании (1979—1987)[14].
- Феденко, Анатолий Семёнович (78) — советский и российский актёр, заслуженный артист РСФСР (1984)[15].
- Шашмурин, Владимир Аркадьевич (85) — советский и российский изобретатель, лауреат Государственной премии СССР[16].

## 30 декабря

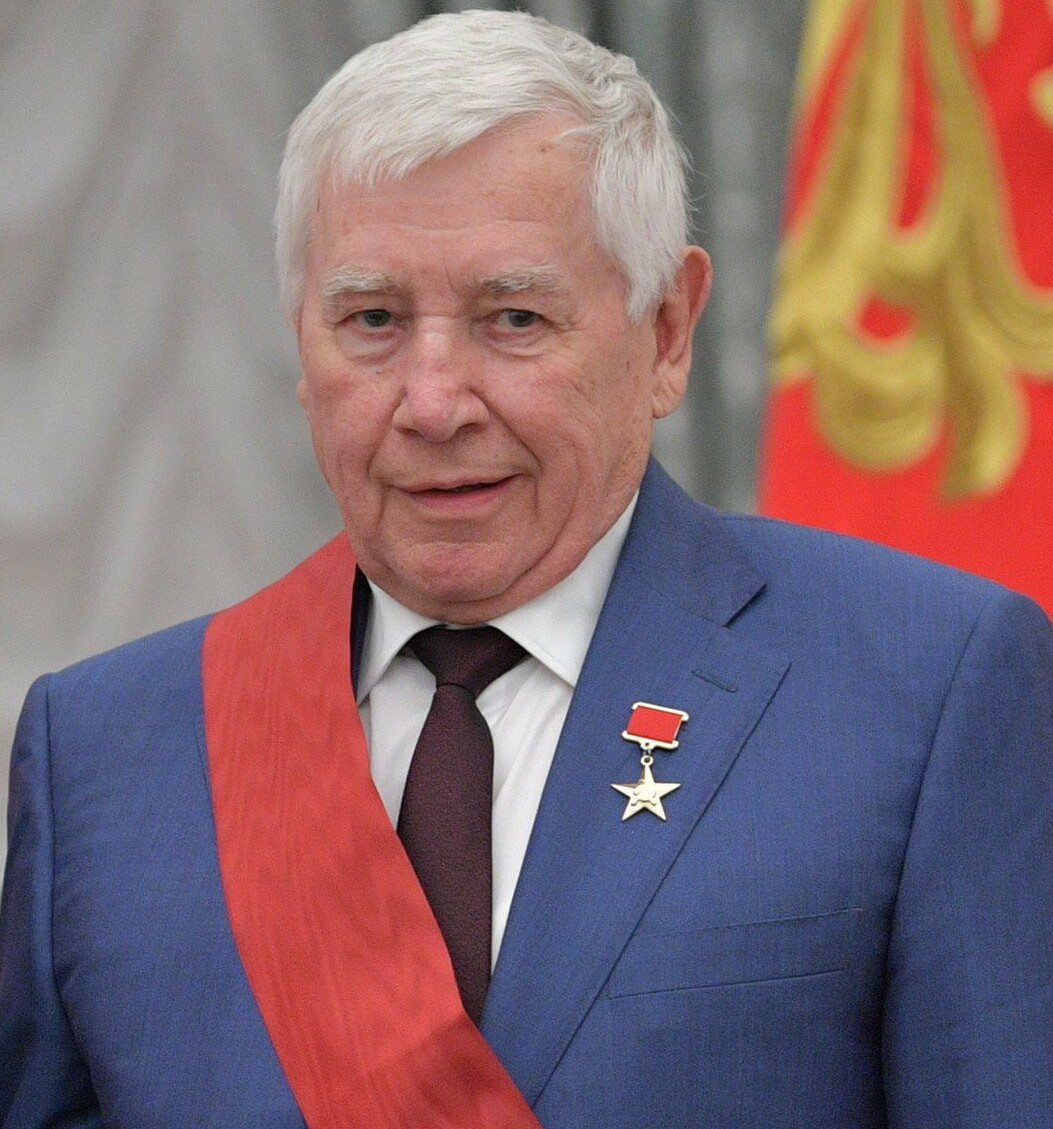
Юрий Бугаков

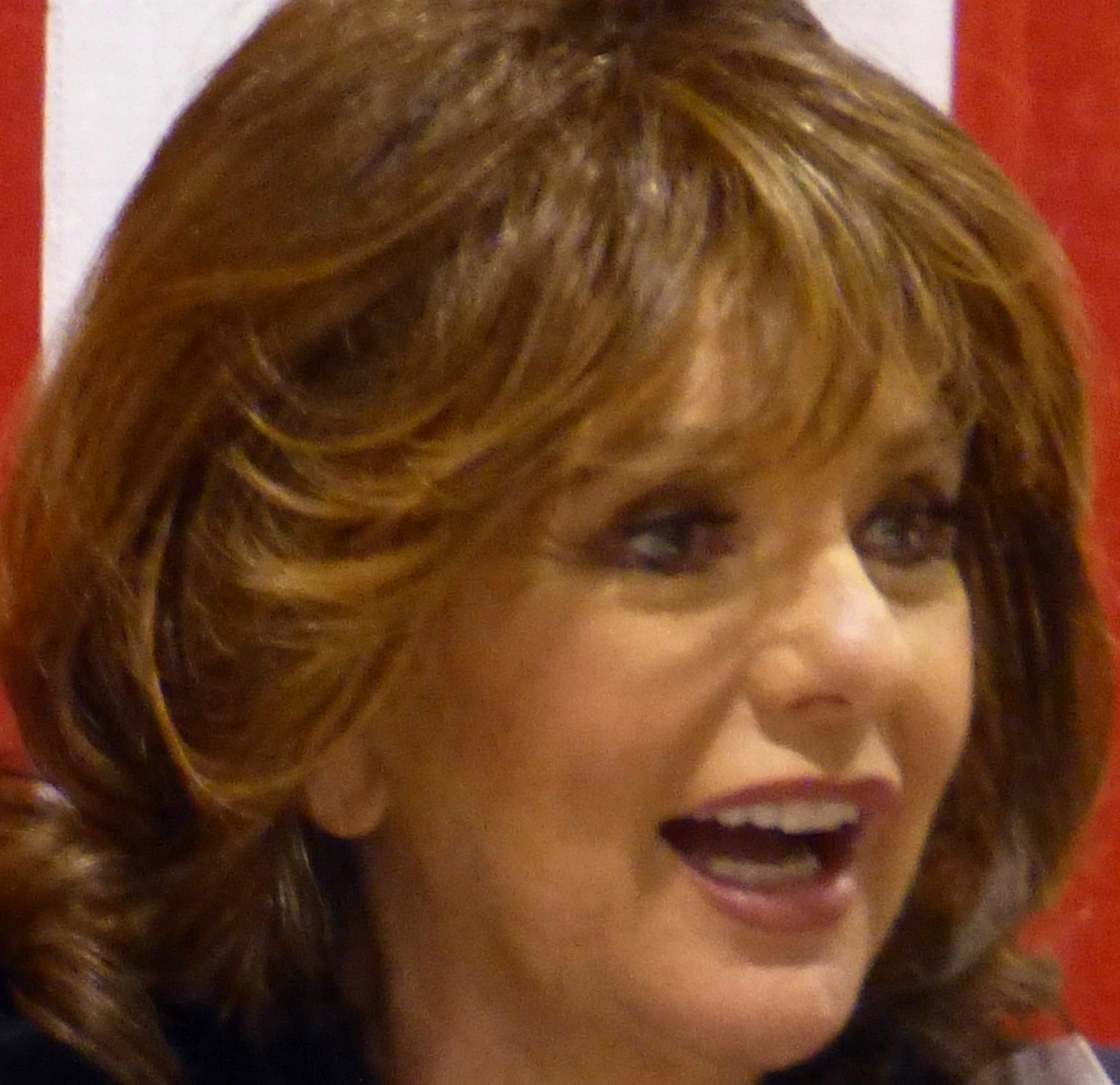
Доун Уэллс

- Бугаков, Юрий Фёдорович (82) — советский и российский хозяйственный деятель, Герой Социалистического Труда (1987), полный кавалер ордена «За заслуги перед Отечеством»[17].
- Голб, Норман (92) — американский историк-источниковед (о смерти объявлено в этот день)[18].
- Зон, Борис Абрамович (76) — советский и российский радиофизик, доктор физико-математических наук (1979), профессор кафедры математической физики и информационных технологий ВГУ, заслуженный деятель науки Российской Федерации (1996)[19].
- Константинов, Алексей Дмитриевич (56) — российский политический деятель, председатель Ярославской областной думы; ДТП[20].
- Линь Ци (39) — китайский миллиардер[21].
- Литтл, Сэмюэл (80) — американский серийный убийца[22].
- Лучански, Милан (51) — словацкий государственный деятель, начальник полиции Словакии, генерал полиции[23].
- Наварро, Марта (83) — мексиканская актриса[24].
- Пеньков, Николай Георгиевич (86) — советский и российский актёр, заслуженный артист РСФСР (1987)[25].
- Пигулевский, Владимир Антонович (71) — советский и футбольный функционер[26].
- Редькин, Анатолий Константинович (83) — советский и российский учёный в области технологии и оборудования лесопромышленного производства, доктор технических наук, профессор, заслуженный деятель науки и техники Российской Федерации (1996)[27].
- Спирин, Александр Сергеевич (89) — советский и российский биохимик, директор Института белка АН СССР/РАН (1967—2001), академик РАН (1991; академик АН СССР с 1970)[28].
- Страхов, Геннадий Николаевич (76) — советский и российский спортсмен по борьбе, серебряный призёр Летних Олимпийских игр 1972 года в Мюнхене[29].
- Темиров, Умар Ереджибович (88) — советский партийный деятель[30].
- Трёгер, Вальтер (91) — немецкий спортивный функционер, президент Национального олимпийского комитета Германии (1992—2002)[31].
- Уэллс, Доун (82) — американская актриса[32].
- Юрина, Анна Васильевна (91) — советский и российский учёный в области овощеводства, доктор сельскохозяйственных наук (1995), профессор УрГАУ, заслуженный агроном РСФСР (1977)[33].

## 29 декабря

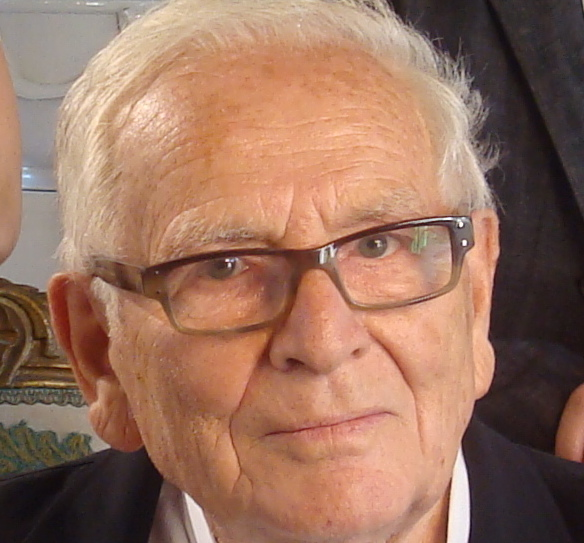
Пьер Карден

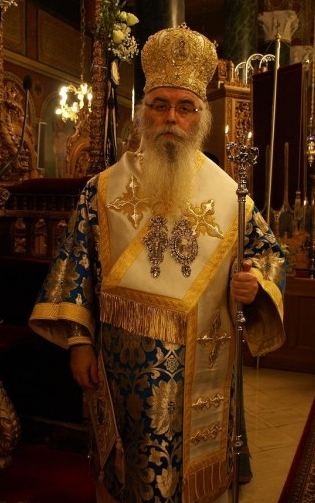
Серафим (Папакостас)

- Боллинг, Клод (90) — французский джазовый пианист и композитор[34].
- Бондаренко, Борис Иванович (82) — советский и украинский физик, директор Института газа НАНУ (с 2003 года), академик НАНУ (2006)[35].
- Вайсберг, Леонид Абрамович (76) — российский учёный в области механики, академик РАН (2016)[36].
- Власов, Владислав Петрович (91) — советский и белорусский театральный актёр, артист Белорусского государственного академического театра кукол, заслуженный артист Белорусской ССР[37].
- Гожик, Пётр Федосеевич (83) — украинский палеонтолог, директор Института геологических наук НАН Украины (с 1997 года), академик НАНУ (2006)[38].
- Гутьеррес Мачадо, Мигель Анхель (60) — мексиканский политик, депутат парламента Мексики[39].
- Зволинский, Вячеслав Петрович (73) — российский учёный в области почвоведения, академик РАСХН (2007—2013), академик РАН (2013)[40][41].
- Карден, Пьер (98) — французский модельер[42].
- Киньонес, Адольфо (Шабба-Ду) (65) — американский танцор, хореограф и актёр.
- Курбатова, Рената Николаевна (65) — советская и российская певица, солистка Поморской филармонии, заслуженная артистка Российской Федерации (1993)[43].
- Лайхо, Алекси (41) — финский музыкант и певец[44].
- Нанди, Никхил (88) — индийский футболист, участник Олимпийских игр 1956 года[45].
- Ольми, Коррадо (94) — итальянский киноактёр[46].
- Панарин, Владимир Алексеевич (64) — советский и российский лётчик, абсолютный чемпион мира по вертолётному спорту (1992), заслуженный мастер спорта России[47].
- Серафим (Папакостас) (61) — епископ Элладской православной церкви, митрополит Касторийский (с 1996)[48].
- Сноцци, Луиджи (88) — швейцарский архитектор[49].
- Хаджикосев, Симеон (79) — болгарский литературовед[50].
- Эчанове, Хосефина (92) — мексиканская актриса[51].

## 28 декабря

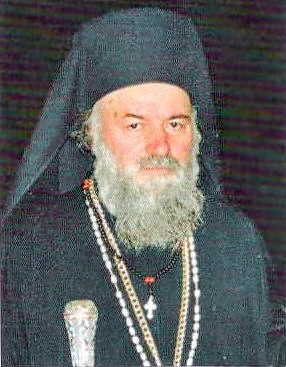
Горазд (Димитриевский)

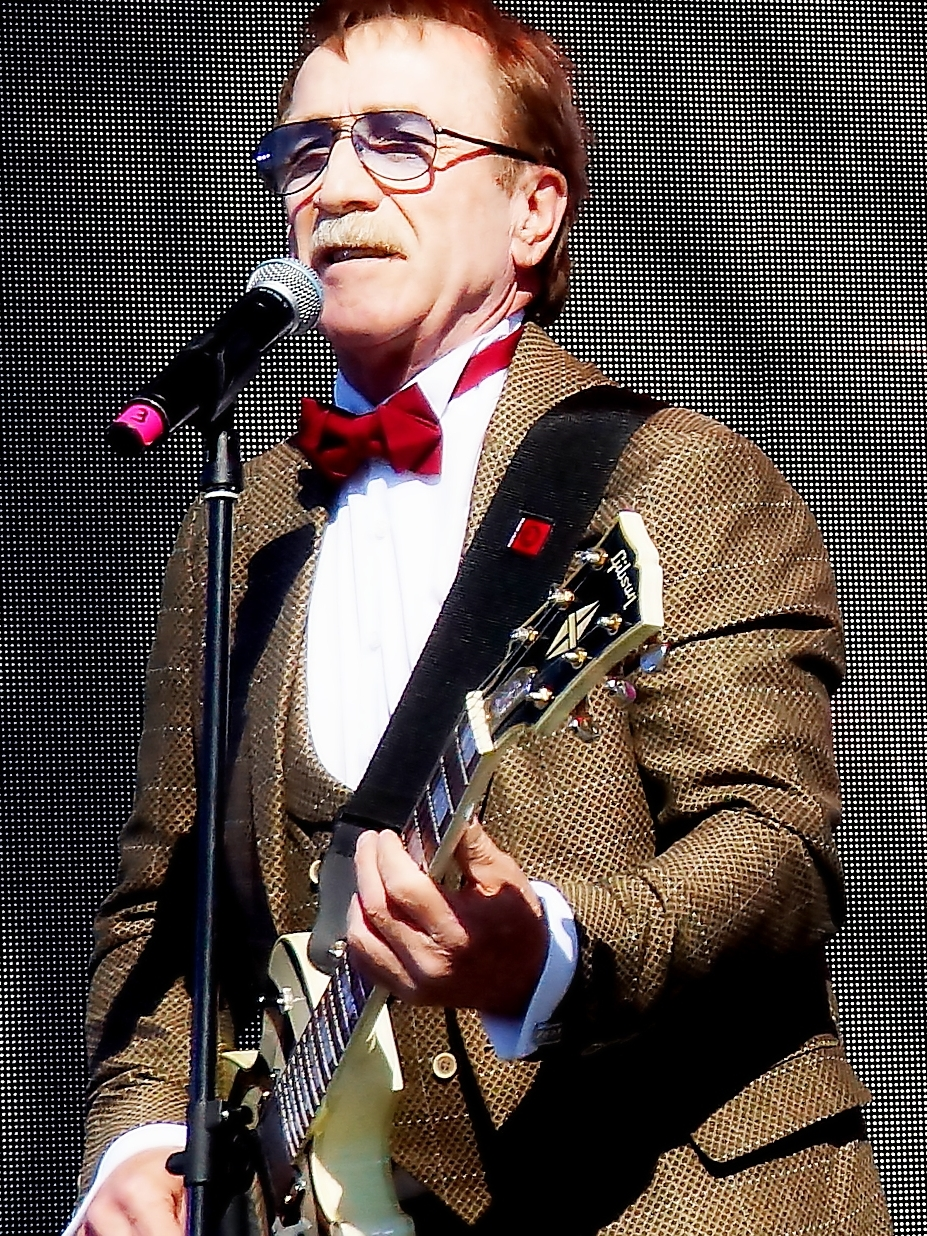
Владимир Ефименко

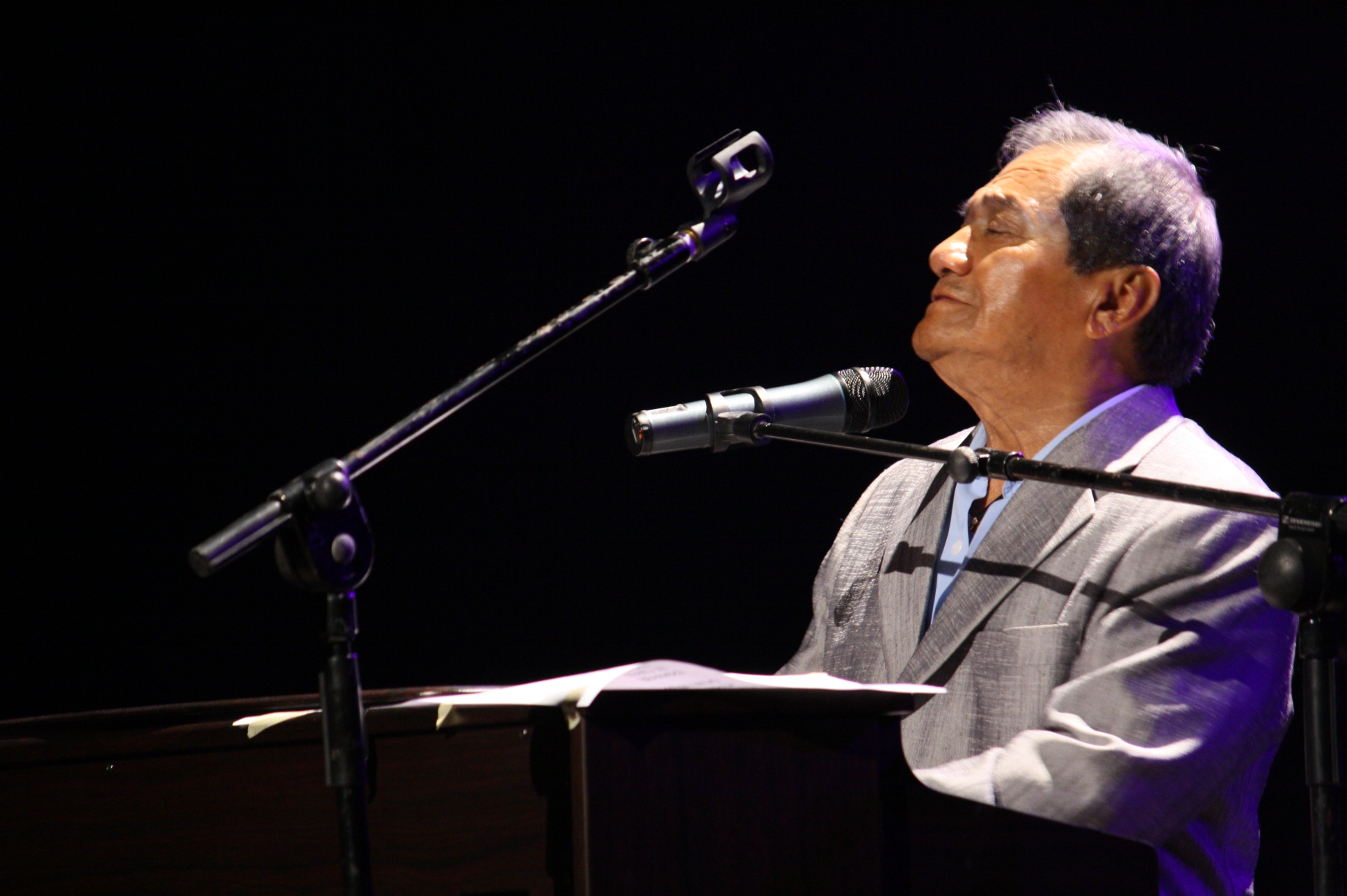
Армандо Мансеро

- Аббс, Питер (78) — английский поэт (о смерти объявлено в этот день)[52].
- Борщевский, Александр Максимович (83) — доцент СПбПУ, основатель и бессменный директор Народного театра «Глагол» СПбПУ, заслуженный работник культуры Российской Федерации[53].
- Бравер, Моше (101) — израильский географ, картограф и журналист.
- Горазд (Димитриевский) (86) — епископ Македонской православной церкви, митрополит Европейский (1995—2006)[54].
- Ефименко, Владимир Петрович (67) — советский и российский эстрадный певец и исполнитель, солист вокально-инструментального ансамбля «Лейся, песня»[55].
- Мансанеро, Армандо (85) — мексиканский музыкант, певец, актёр и композитор[56].
- Ушкалов, Виктор Фёдорович (84) — украинский учёный в области механики, член-корреспондент НАНУ[57].
- Хамагути, Павел Суэо (72) — японский католический прелат, епископ Оиты (с 2011)[58].
- Хомерики, Александр Автандилович (71) — советский и грузинский оперный певец (тенор), художественный руководитель и солист Батумского театра оперы и балета[59].
- Широнина, Валентина Ивановна (79) — советская и российская актриса театра и театральный педагог, заслуженная артистка РСФСР (1978)[60].
- Штейнберг, Генрих Семёнович (85) — советский и российский вулканолог, доктор геолого-минералогических наук (1988)[61].

## 27 декабря
- Братишкин, Михаил Иванович (96) — советский и российский финансист, глава «Челиндбанка» (с 1990)[62].
- Валуев, Борис Леонидович (73) — советский и российский художник-сценограф, главный художник московского театра «Сатирикон» (1996—1999)[63].
- Вашакмадзе, Джульетта (87) — советская и грузинская актриса и телеведущая, заслуженная артистка Грузинской ССР (1967)[64].
- Веласко Пинья, Антонио (85) — мексиканский писатель[65].
- Ивич, Александр (71) — сербский математик, академик САНУ (2000)[66].
- Котхари, Сунил (87) — индийский историк танца[67].
- Линк, Уильям (87) — американский телесценарист[68].
- Пинтор, Серджо (83) — итальянский католический прелат[69].
- Рейнберг, Марк Альбертович (82) — советский и российский архитектор, член-корреспондент РААСН[70][71].
- Сенников, Дмитрий Николаевич (73) — советский и российский художник, заслуженный художник Российской Федерации (2011)[72].
- Торопцев, Юрий Лаврентьевич (95) — советский и российский организатор промышленного производства, Герой Социалистического Труда (1971)[73].

## 26 декабря

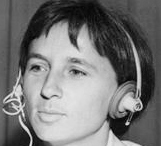
Милка Бабович

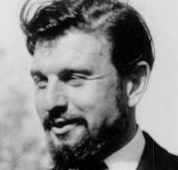
Джордж Блейк

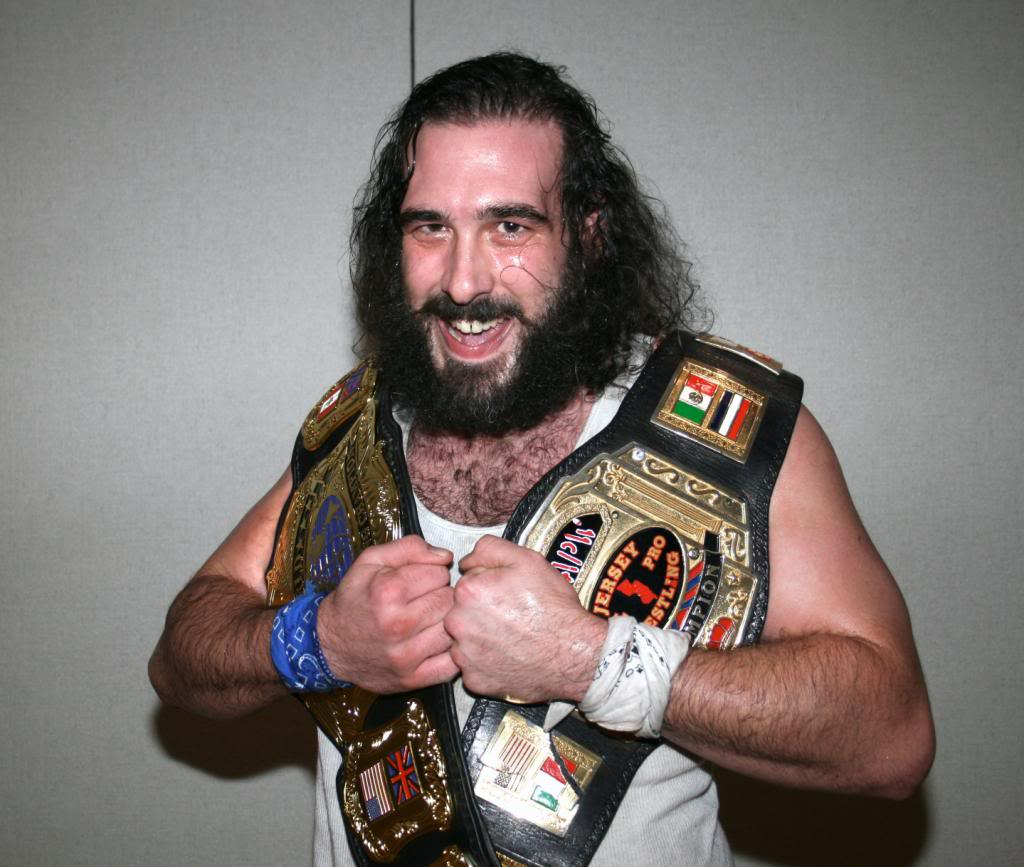
Люк Харпер

- Бабович, Милка (92) — хорватская спортсменка и журналистка[74].
- Блейк, Джордж (98) — сотрудник советской внешней разведки[75].
- Заико, Леонид Фёдорович (72) — белорусский экономист[76].
- Кузин, Пётр Александрович (86) — советский и российский писатель[77].
- Люк Харпер (41) — американский рестлер[78].
- Мурадян, Сурен Степанович (90) — армянский детский писатель[79].
- Чепурин, Геннадий Ефимович (84) — советский и российский учёный в области механизации сельскохозяйственного производства, член-корреспондент РАСХН (1993—2014), член-корреспондент РАН (2014)[80].
- Шеховцов, Владимир Иванович (83) — советский и российский нейрохирург, заслуженный врач Российской Федерации[81].
- Шмидт, Вильям Владимирович (51) — российский религиовед, доктор философских наук (2007), профессор, сотрудник РАГС[82].

## 25 декабря

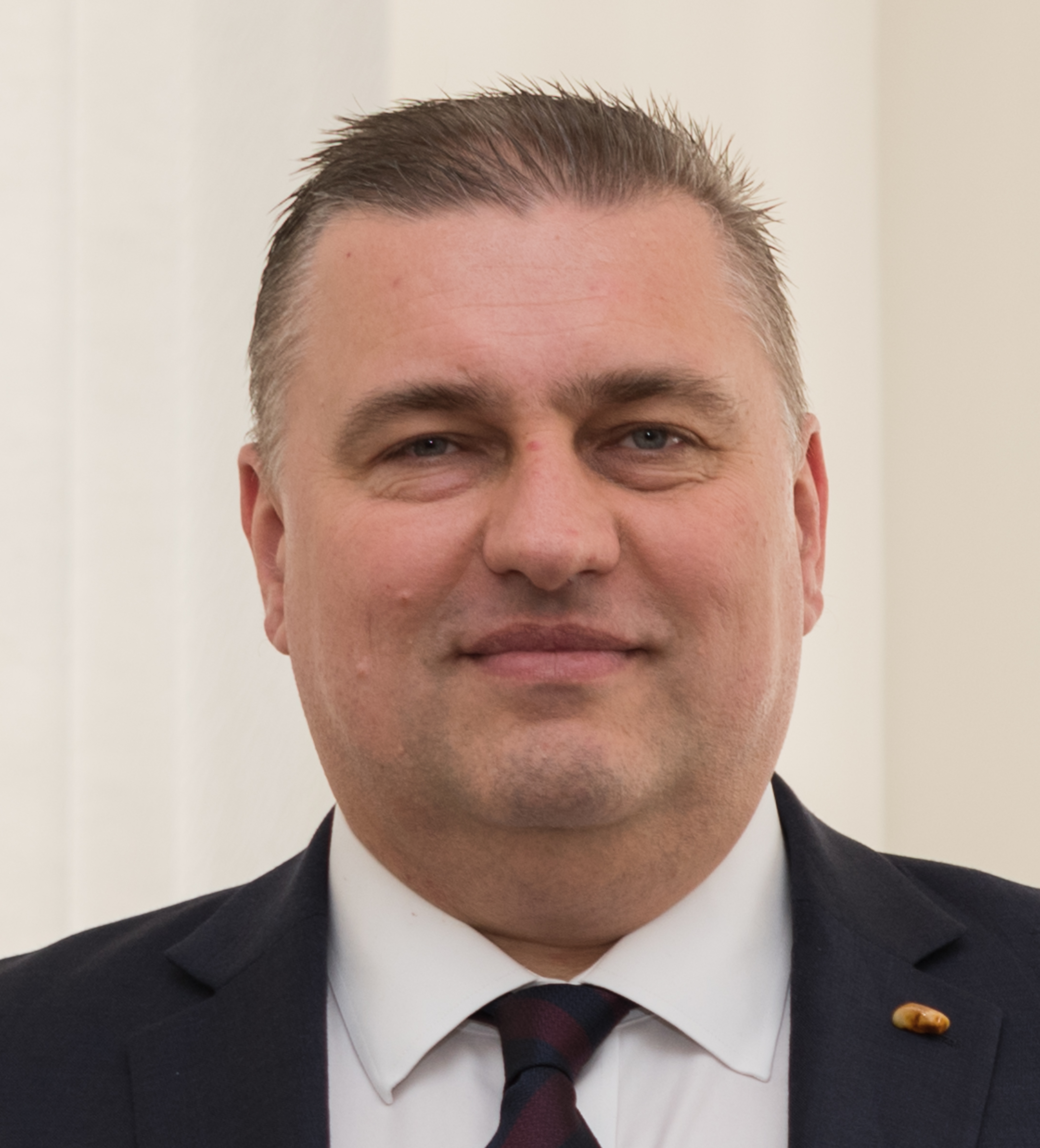
Олег Кравченко

- Бакин, Владимир Гаврилович (74) — российский государственный деятель, председатель Законодательного собрания Кировской области (с 2019)[83].
- Богдан, Иван Гаврилович (92) — советский борец греко-римского стиля, чемпион летних Олимпийских игр в Риме (1960), заслуженный мастер спорта СССР (1960)[84].
- Галкин, Владимир Иванович (66) — российский химик, доктор химических наук (1992), профессор (1998), директор Химического института Казанского университета (2003—2020)[85].
- Джонс, Кей Си (88) — американский баскетболист и тренер, чемпион летних Олимпийских игр в Мельбурне (1956)[86].
- Кащеев, Фёдор Александрович (86) — советский и российский художник, заслуженный художник РСФСР (1991)[87].
- Кошель, Владимир Иванович (61) — российский оториноларинголог, доктор медицинских наук (1999), профессор, ректор Ставропольского медицинского университета (с 2015)[88].
- Кравченко, Олег Иванович (49) — белорусский дипломат, замминистра иностранных дел (2017—2020), посол в США (с 2020)[89].
- Кюрегян, Карен Гарегинович (74) — советский, российский и армянский тренер по теннису, заслуженный тренер СССР[90].
- Марсова, Тамара Евдокимовна (93) — советская и российская актриса, заслуженная артистка РСФСР (1982)[91].
- Никитин, Валентин Викторович (85) — советский и российский ортопед-травматолог, доктор медицинских наук (1987), профессор (1988), заслуженный врач Российской Федерации (2000)[92].
- Роуз, Барбара (84) — американский историк искусства и художественный критик[93].
- Ряэтс, Яан (88) — советский и эстонский композитор[94].
- Стоядинович, Нинослав (70) — сербский учёный в области микроэлектроники и наноэлектроники, академик САНУ (2012)[95].
- Ходж, Дэниэл (88) — американский борец вольного стиля, серебряный призёр летних Олимпийских игр в Мельбурне (1956)[96].
- Цыгалко, Максим Владимирович (37) — белорусский футболист, игравший за национальную сборную[97] Архивная копия от 25 декабря 2020 на Wayback Machine.
- Шарипов, Мазагиб Шамсутдинович (83) — советский и российский композитор-песенник, заслуженный работник культуры Российской Федерации (1997)[98].
- Элиг, Майкл (54) — американский клубный промоутер, музыкант и писатель[99].

## 24 декабря

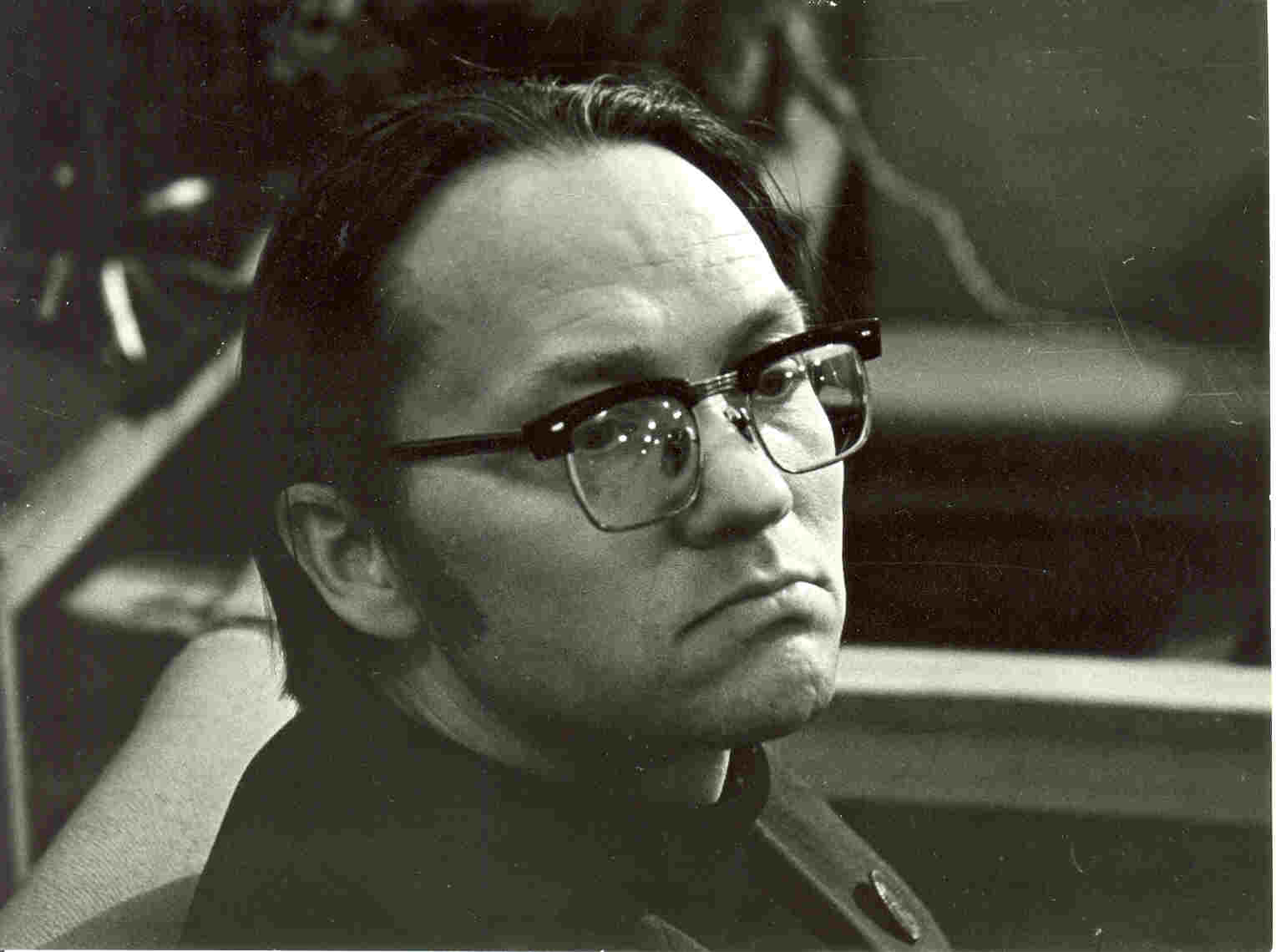
Лоренс Блинов

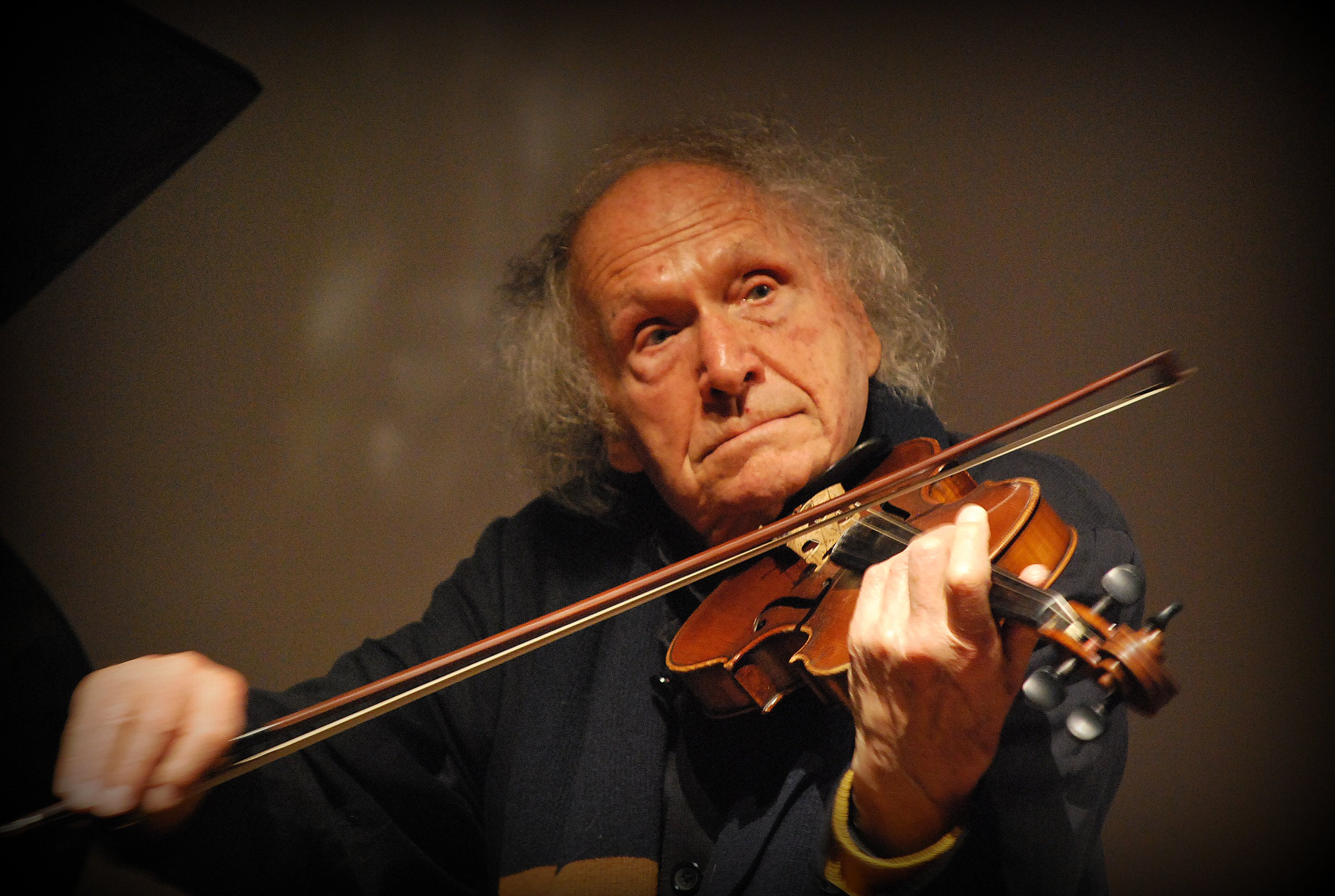
Иври Гитлис

- Алиев, Кямран Имран оглы (67) — азербайджанский фольклорист, член-корреспондент НАНА (2017)[100].
- Блинов, Лоренс Иванович (84) — советский и российский композитор, философ, поэт[101].
- Бородуля, Валентин Алексеевич (83) — белорусский теплоэнергетик, член-корреспондент НАН Беларуси (2000)[102].
- Гитлис, Иври (98) — израильский скрипач[103].
- Зудов, Николай Иванович (72) — советский и российский художник, заслуженный художник Российской Федерации (2002)[104].
- Кремона, Джон (102) — мальтийский государственный деятель, главный судья Мальты (1971—1981), и. о. президента (1976)[105].
- Мхланга, Винсент — исполняющий обязанности премьер-министра Эсватини (2018)[106].
- Оборина, Любовь Александровна (76) — советский и российский живописец и график, заслуженный художник Российской Федерации (2001), профессор кафедры изобразительного искусства Смоленского государственного университета[107].
- Рубцов, Валерий Александрович (81) — председатель Рыбинского горисполкома (1988—1990), глава объединённой администрации Рыбинска и Рыбинского района (1994—2000)[108].
- Салимбангон, Бенхур (75) — филиппинский политический деятель, депутат Палаты Представителей Филиппин (2007—2019)[109].
- Смит, Гай Н. (81) — английский беллетрист (о смерти объявлено в этот день)[110].
- Сушинский, Богдан Иванович (74) — украинский писатель[111].
- Узун, Николай Иванович (82) — советский и молдавский государственный деятель, председатель Кишинёвского горисполкома, министр строительства Молдавской ССР[112].
- Христов, Владимир Кириллович (71) — российский предприниматель[113].
- Худяков, Дмитрий Сергеевич (92) — российский краевед и телеведущий, заслуженный работник культуры Российской Федерации (1999)[114].

## 23 декабря

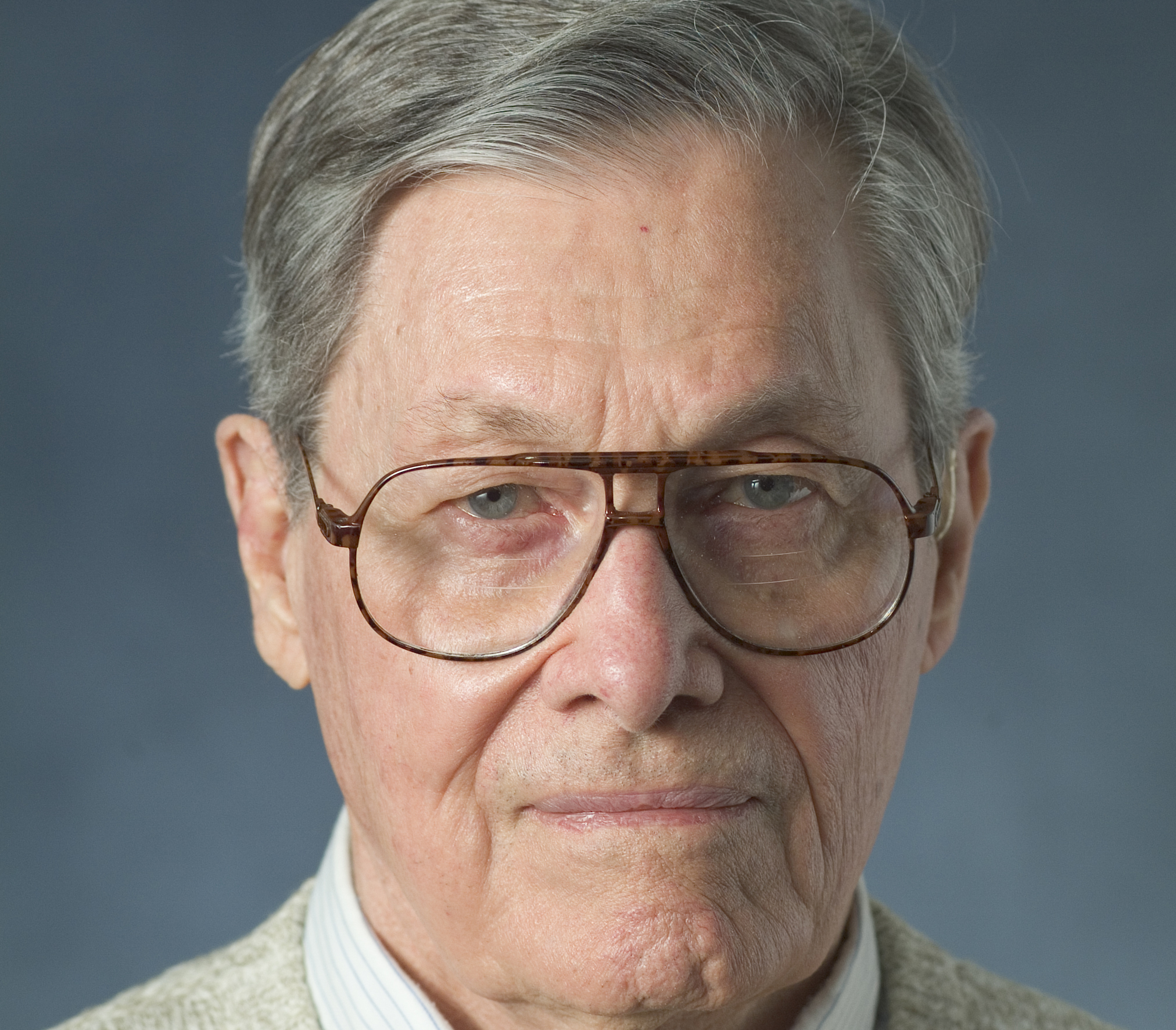
Джеймс Ганн

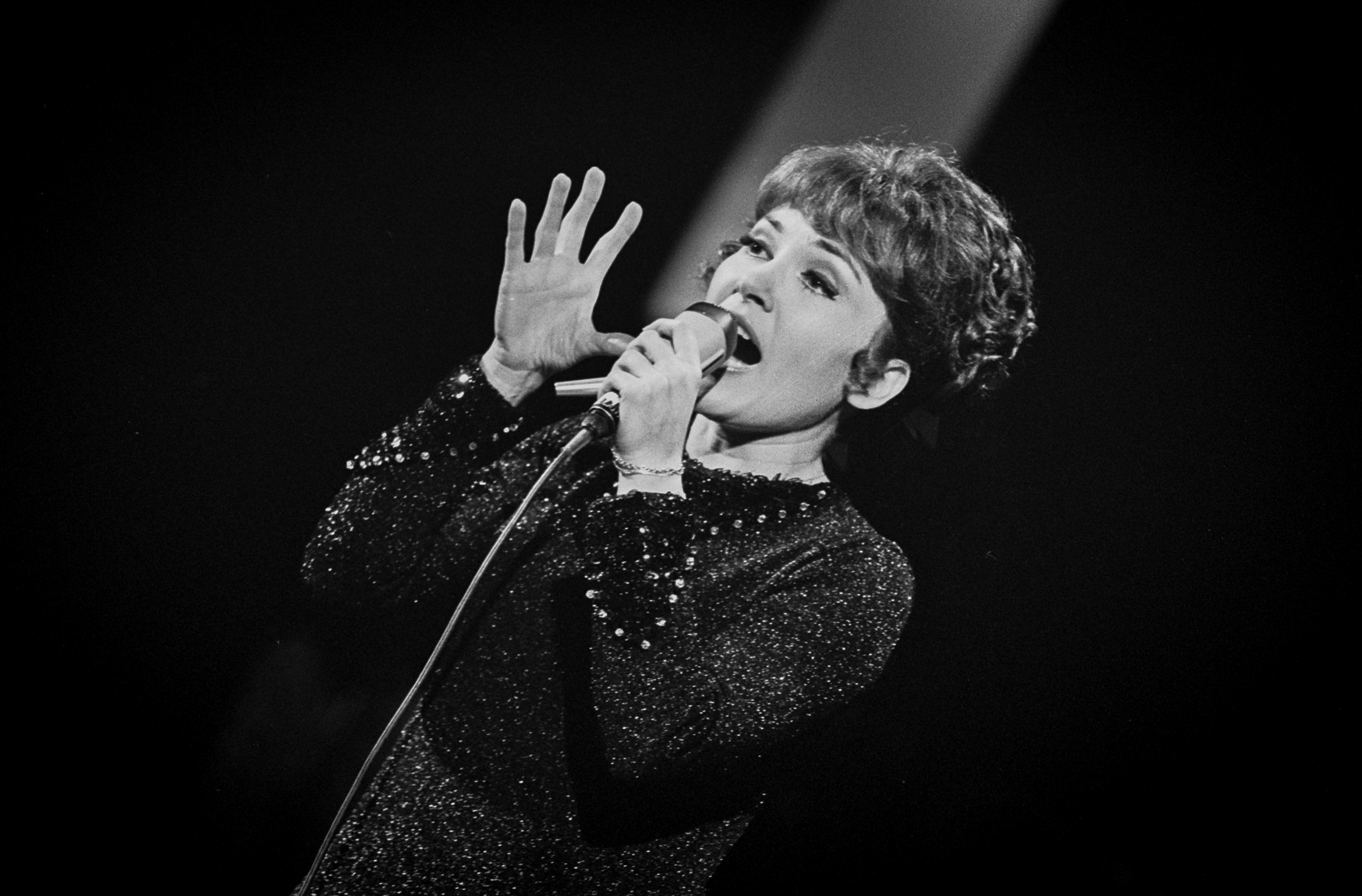
Рика Зарай

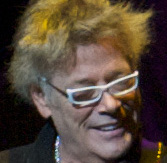
Лесли Уэст

- Андриасян, Аркадий Георгиевич (73) — советский футболист и тренер, бронзовый призёр летних Олимпийских игр в Мюнхене (1972)[115]
- Ганн, Джеймс Эдвин (97) — американский писатель-фантаст, лауреат премии Хьюго (1983)[116].
- Генкин, Иегуда Герцль (75) — израильский ортодоксальный раввин, идеолог еврейского ортодоксального феминизма[117].
- Демьянов, Анатолий Илларионович (78) — советский и российский писатель, журналист и литературный переводчик[118].
- Добрецов, Николай Леонтьевич (84) — советский и российский геолог, академик РАН (1991; академик АН СССР с 1987)[119].
- Зарай, Рика (82) — израильская и французская певица[120].
- Коваленко, Владимир Леонтьевич (82) — советский и российский патологоанатом, член-корреспондент РАМН (2000—2014), член-корреспондент РАН (2014)[121].
- Кохан, Евгений Кириллович (84) — русский поэт[122].
- Курбанов, Фазиль Самед оглы (76) — российский и азербайджанский хирург, действительный член НАНА (2017)[123].
- Рэндалл, Фрэнки (59) — американский боксёр, трёхкратный чемпион мира по версии WBC[124].
- Сосин, Игорь Владимирович (53) — российский предприниматель[125].
- Тарабыкин, Александр Викторович (65) — российский спортивный деятель, вице-президент Паралимпийского комитета Российской Федерации[126].
- Уэст, Лесли (75) — американский автор песен, певец и гитарист, участник рок-группы Mountain[127].
- Эдрич, Джон (83) — английский игрок в крикет[128].
- Экстази (Флетчер Джон) (56) — американский рэпер из группы Whodini[129].

## 22 декабря

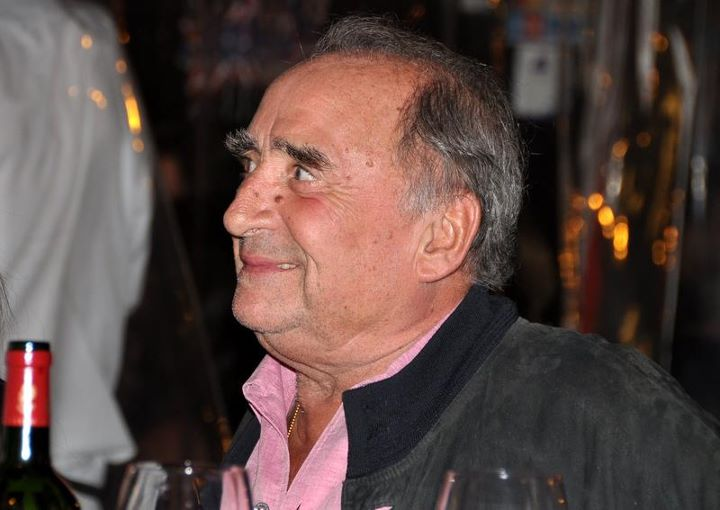
Клод Брассёр

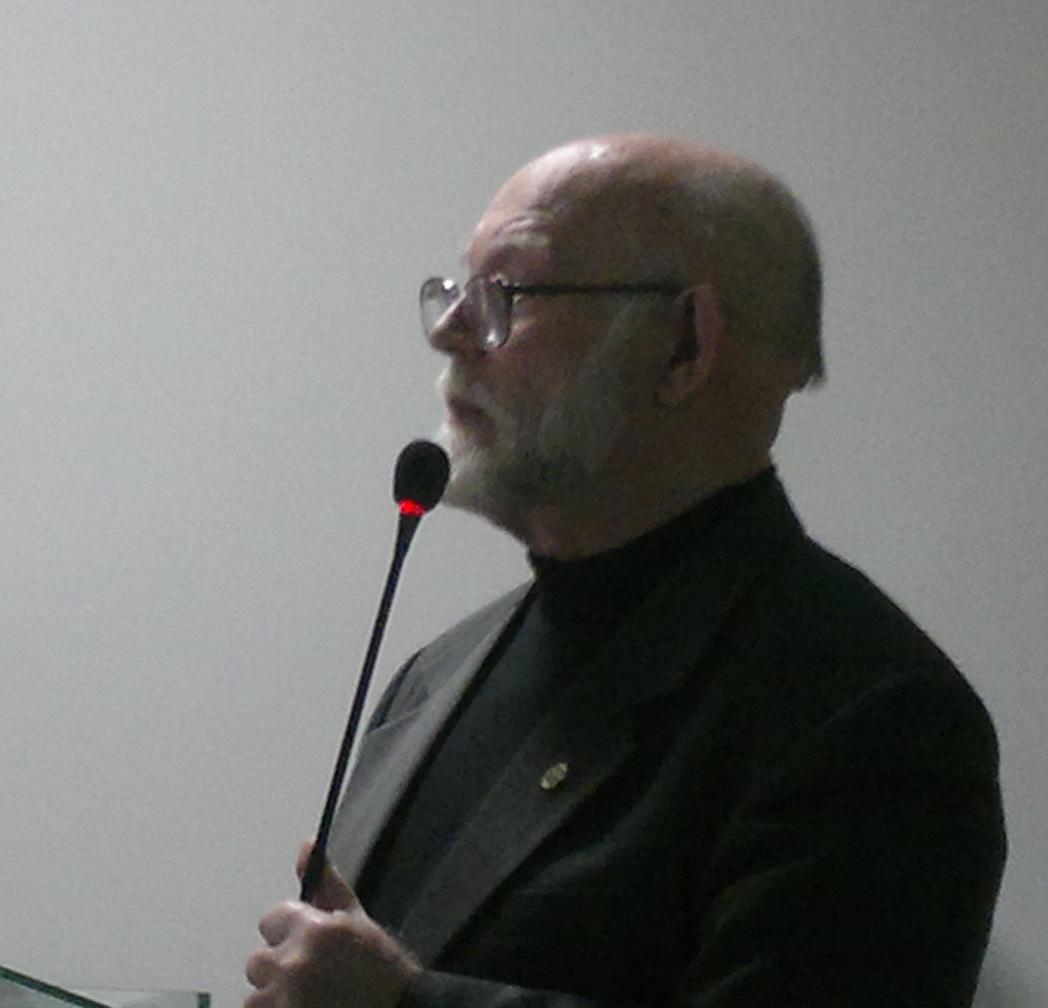
Андрей Вербицкий

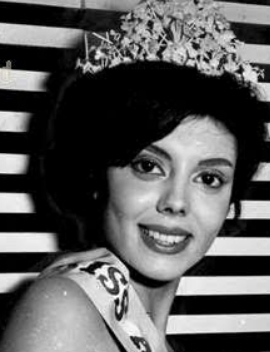
Норма Каппальи

- Алиев, Сабир Магеррам оглы (72) — азербайджанский оперный певец, народный артист Азербайджана (2017)[130].
- Балдаев, Владимир Лазаревич (86) — советский и российский тренер по лёгкой атлетике, заслуженный работник физической культуры РСФСР[131].
- Боровик, Войцех (64) — польский политический деятель, активист движения «Солидарность», депутат Сейма Польши (1993—1997)[132].
- Брассёр, Клод (84) — французский актёр[133].
- Бударагин, Михаил Александрович (36) — российский журналист и публицист; самоубийство[134].
- Бушмелёв, Борис Геннадьевич (83) — советский кинорежиссёр и художник (о смерти объявлено в этот день)[135].
- Вербицкий, Андрей Александрович (79) — российский психолог, академик РАО (2016)[136].
- Доровских, Владимир Анатольевич (78) — советский и российский фармаколог, ректор АГМА (1986—2011), заслуженный деятель науки Российской Федерации[137].
- Каппальи, Норма (81) — аргентинская модель, Мисс мира 1960[138].
- Касим-Заде, Октай Мурадович (67) — российский математик, доктор физико-математических наук (1996), профессор кафедры дискретной математики мехмата МГУ (2005)[139].
- Кларк, Эдмунд Мельсон (75) — американский учёный в области теории вычислительных систем, лауреат премии Тьюринга (2007)[140].
- Кукулин, Владимир Иосифович (81) — российский физик-ядерщик, доктор физико-математических наук, профессор, сотрудник НИИЯФ МГУ[141].
- Мухаммед Мустафа Меро (79) — сирийский политический деятель, премьер-министр Сирии (2000—2003)[142].
- Сарнацкий, Эдуард Васильевич (85) — российский специалист в области инженерного обеспечения в градостроительстве, член-корреспондент РААСН (1998)[143].
- Скнарин, Анатолий Андреевич (80) — советский скульптор, заслуженный художник Российской Федерации (2004)[144].
- Такер, Так (58) — американский мультипликатор[145].
- Теннант, Стелла (50) — британская топ-модель[146].

## 21 декабря

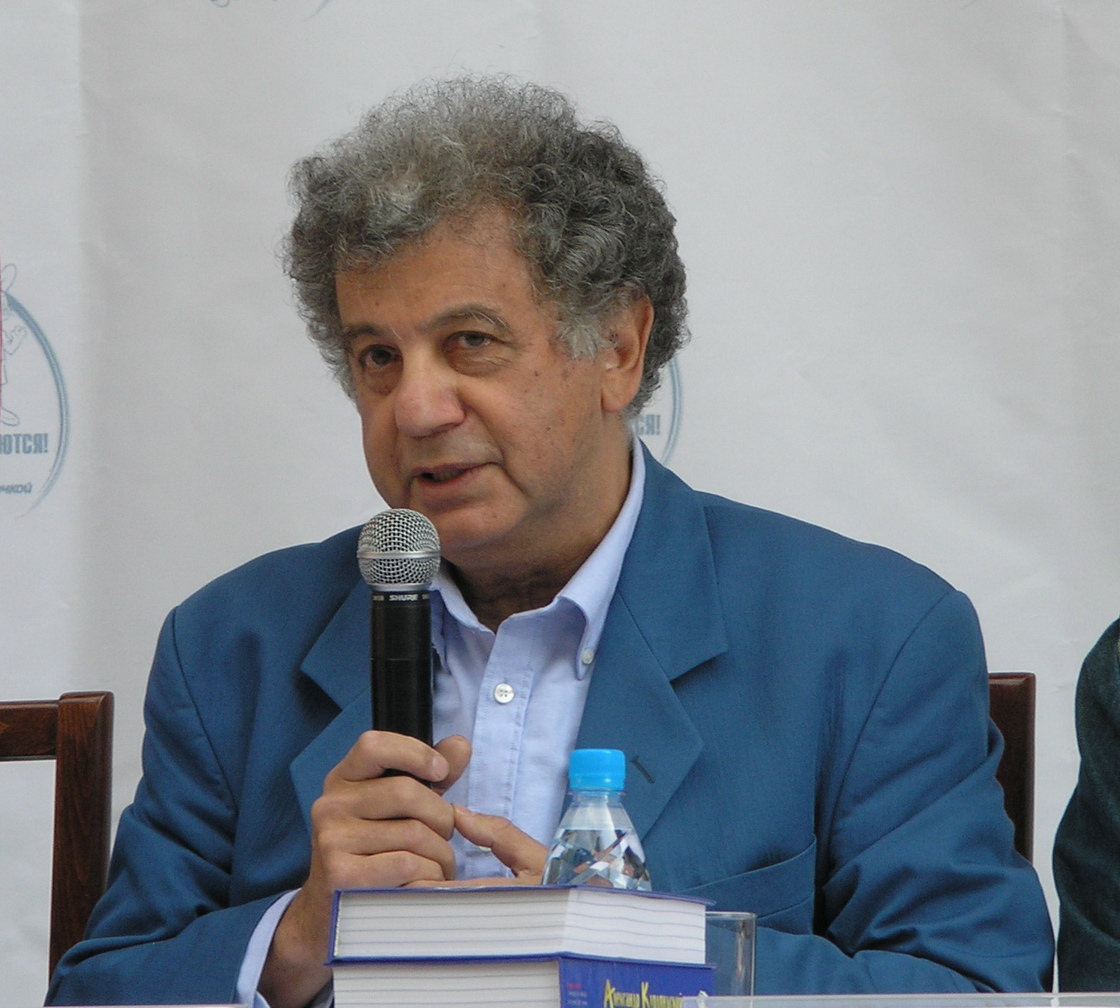
Александр Курляндский

- Ариас, Сесар (79) — мексиканский актёр театра и кино, мастер и режиссёр дубляжа[147].
- Афанасьев, Виктор Леонидович (73) — советский и российский астрофизик, доктор физико-математических наук, профессор, директор САО РАН (1985—1993)[148].
- Вахитов, Шавали Мухаметович (88) — советский передовик сельскохозяйственного производства, Герой Социалистического Труда (1966)[149].
- Волфендейл, Арнольд (93) — британский астроном, член Лондонского королевского общества (1977)[150].
- Горяинов, Константин Константинович (82) — советский и российский криминолог, доктор юридических наук (1991), профессор, заслуженный деятель науки Российской Федерации[151].
- Дегтярёв, Александр Николаевич (61) — русский писатель и морской офицер[152].
- Еделев, Аркадий Леонидович (68) — советский и российский деятель органов госбезопасности и внутренних дел, заместитель министра внутренних дел Российской Федерации (2004—2010), генерал-полковник милиции (2005)[153].
- Зима, Виктор Степанович (79) — советский и российский музыкант и музыкальный педагог, заслуженный работник культуры Российской Федерации (2002)[154].
- Ибрагимова, Сафура Агабаба кызы (81) — советская и азербайджанская актриса, народная артистка Азербайджана (2002)[155].
- Кураков, Лев Пантелеймонович (77) — советский и российский экономист и государственный деятель, академик РАО (2004)[156].
- Курляндский, Александр Ефимович (82) — русский писатель, драматург, сценарист[157].
- Логинов, Олег Николаевич (57) — российский биотехнолог, доктор биологических наук[158].
- Лысенко, Юрий Григорьевич (75) — советский и украинский экономист, член-корреспондент НАН Украины (2006)[159].
- Ослин, Кей Тоннет (78) — американская кантри-певица, автор песен, лауреат премии «Грэмми» (1988, 1989)[160].
- Паршина, Валентина Романовна (83) — передовик советского сельского хозяйства, Герой Социалистического Труда (1978)[161].
- Привалов, Пётр Леонидович (88) — советский и российский биофизик, член-корреспондент РАН (1991; член-корреспондент АН СССР с 1984)[162].
- Сюмер, Озкан (83) — турецкий футболист[163].
- Фицпатрик, Джон (74) — шотландский футболист[164].
- Фогель, Эзра (90) — американский китаевед[165].

## 20 декабря

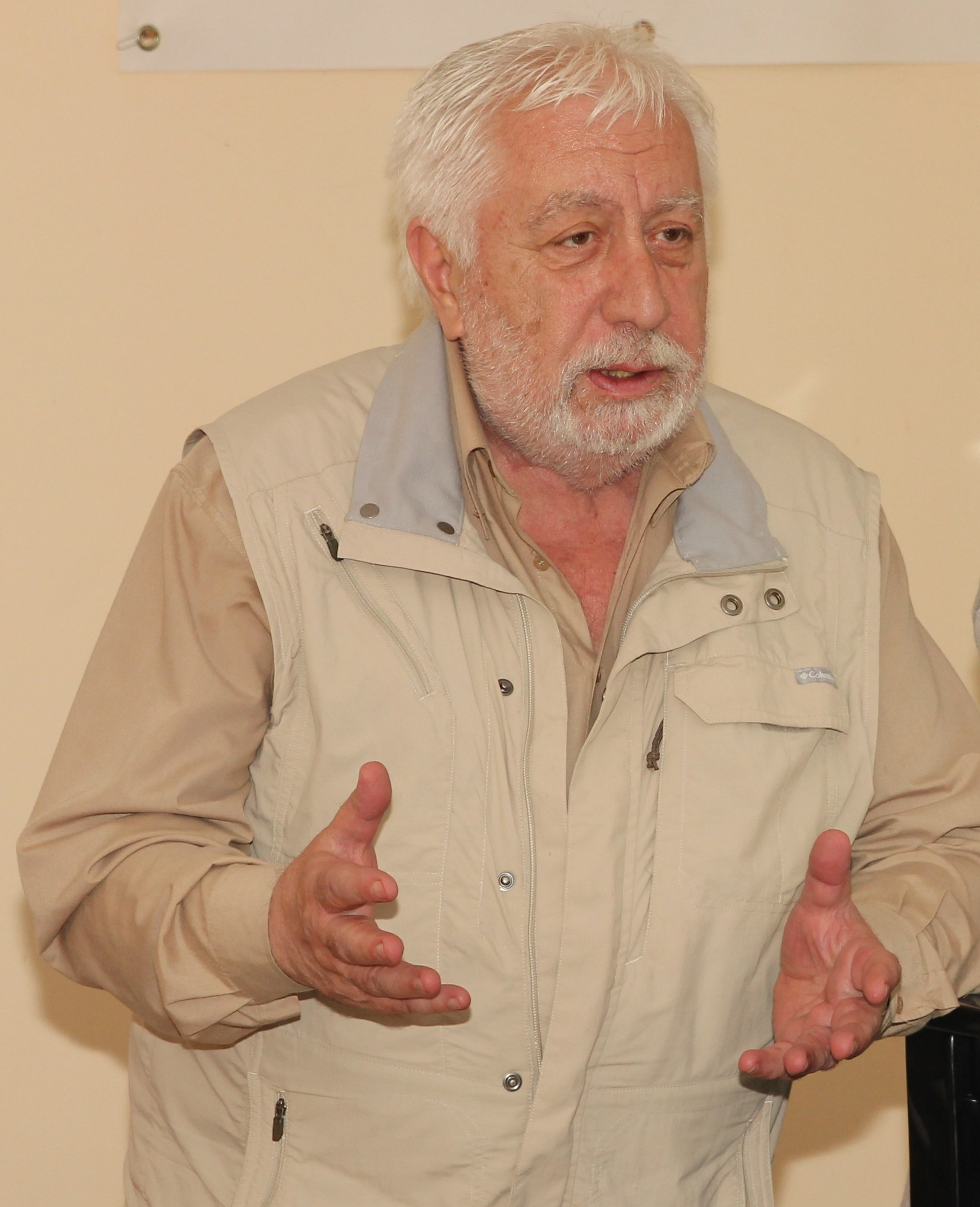
Георгий Кавтарадзе

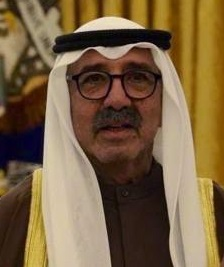
Насер Сабах аль-Ахмед ас-Сабах

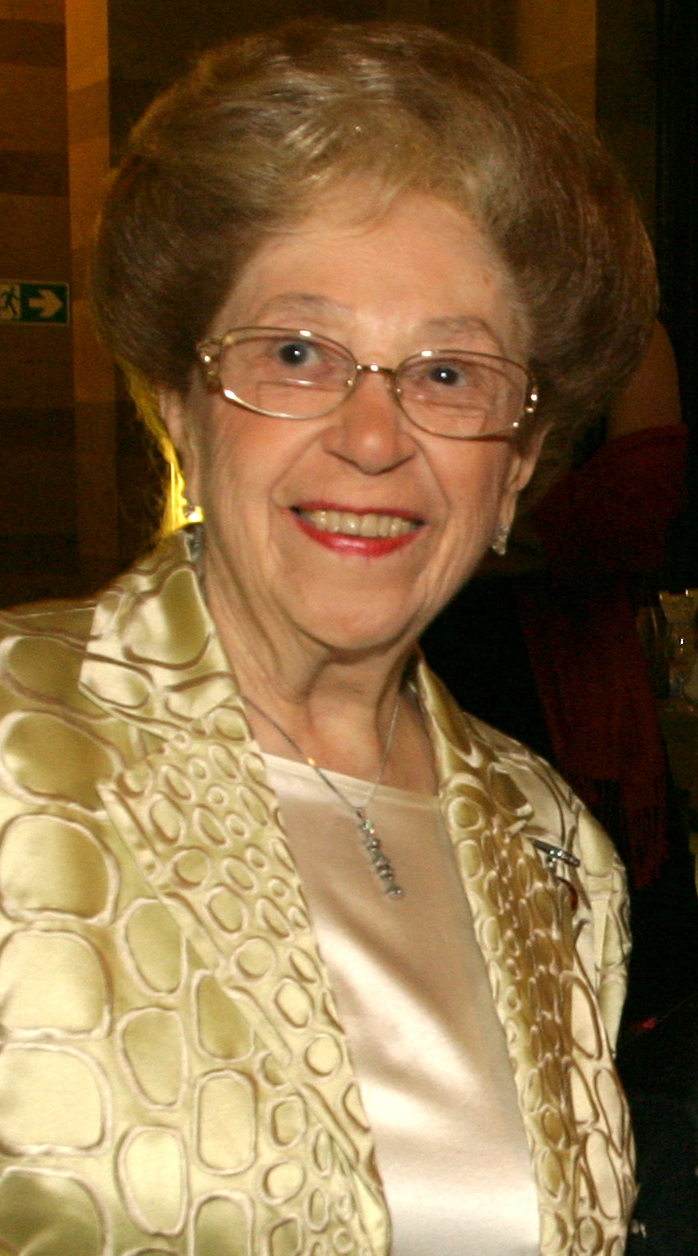
Фанни Уотерман

- Харли Дилли (14)— Американский ютубер
- Алёхин, Евгений Константинович (78) — советский и российский фармаколог, доктор медицинских наук (1985), профессор (1988), заслуженный деятель науки Российской Федерации (2003)[166].
- Бруну, Нисетти (87) — бразильская киноактриса[167].
- Василевский, Александр Гаврилович (81) — советский футболист и журналист[168].
- Говорун, Дмитрий Николаевич (70) — украинский учёный в области молекулярной биофизики, член-корреспондент НАН Украины (2006)[169].
- Гулевич, Олег Александрович (49) — российский художник[170].
- Кавтарадзе, Георгий Георгиевич (80) — советский и грузинский актёр, народный артист Грузинской ССР (1982)[171].
- Карасек, Сватоплук (78) — чешский священник, певец, диссидент и политический деятель[172].
- Креспо, Энрике (79) — уругвайско-немецкий тромбонист, композитор и аранжировщик[173].
- Ксаверчук, Леонид Петрович (71) — советский и украинский организатор промышленного производства, генеральный директор объединения предприятий «Укртрубопром»[174].
- Ланзина, Ева Ворша (92) — лужицкая художница и график[175].
- Ларин, Евгений Степанович (94) — русский писатель, журналист и краевед[176].
- Морено, Инес (88) — аргентинская актриса[177].
- Насер Сабах аль-Ахмед ас-Сабах (72) — кувейтский государственный деятель, вице-премьер и министр обороны (2017—2019)[178].
- Скочиляс, Игорь Ярославович (53) — украинский историк, краевед, доктор исторических наук (2011)[179].
- Уотермен, Фанни (100) — британская пианистка, дама-командор ордена Британской империи (2005)[180].
- Халилов, Владислав Рустемович (78) — советский и российский физик-теоретик, доктор физико-математических наук (1978), профессор кафедры теоретической физики физфака МГУ (1982)[181].
- Энтони, Дуг (90) — австралийский политический деятель, министр промышленности (1967—1971), заместитель премьер-министра (1971—1972, 1975—1983) Австралии[182].

## 19 декабря

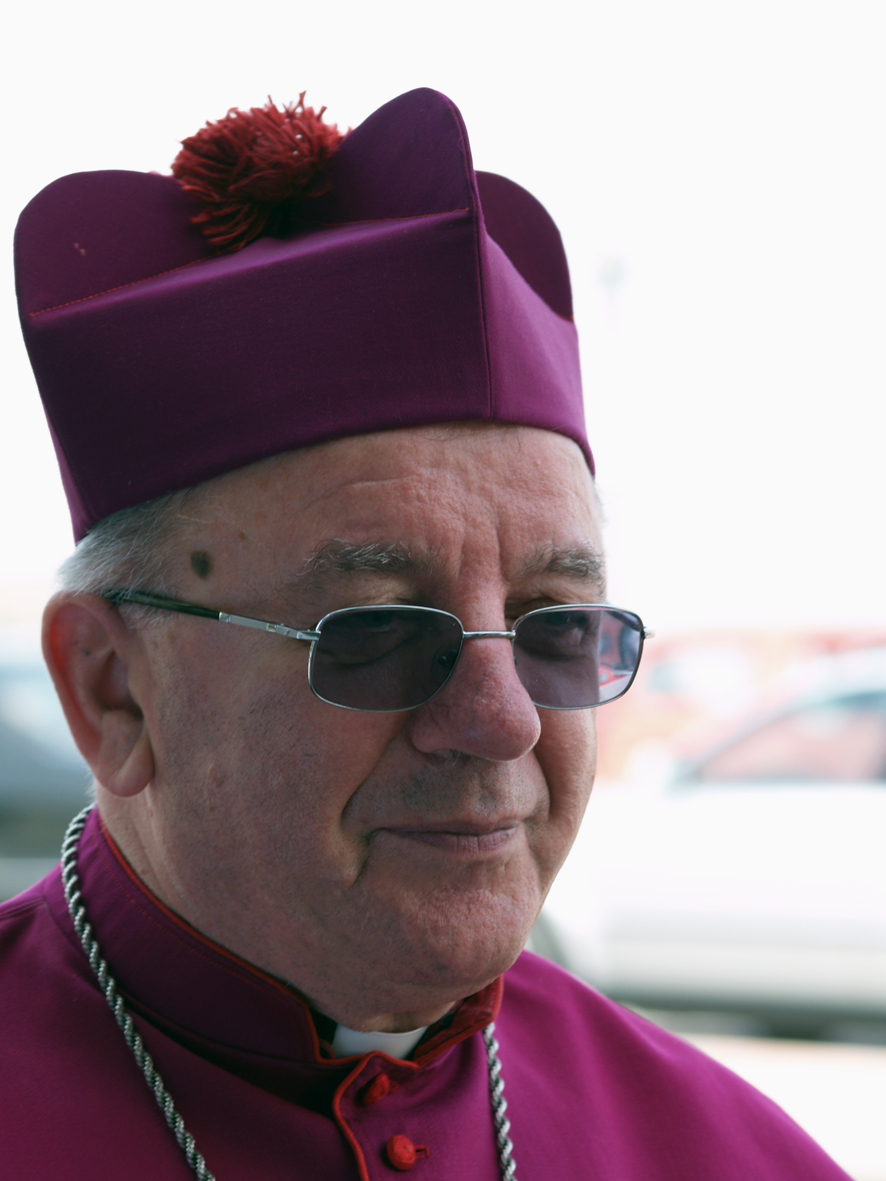
Миле Богович

- Альсинг, Пелле (60) — шведский рок-музыкант, барабанщик группы Roxette[183].
- Аркадин-Школьник, Александр Аркадьевич (68) — украинский театральный режиссёр, заслуженный деятель искусств Украины[184].
- Аскаров, Мирходжи Аскарович (89) — узбекский химик, академик АН РУз (2000)[185].
- Афанасьев, Анатолий Александрович (78) — советский и белорусский физик, сотрудник Института физики НАН Беларуси, член-корреспондент НАН Беларуси (2004)[186].
- Богович, Миле (81) — хорватский католический прелат, епископ Госпичь-Сеньский (2000—2016)[187].
- Вальдес, Альберто (70) — мексиканский спортсмен-конник, бронзовый призёр летних Олимпийских игр в Москве (1980)[188].
- Гайлер, Дэвид (77) — американский сценарист и продюсер[189].
- Гусейнов, Магомед Азизханович (79) — советский и российский композитор, заслуженный деятель искусств Российской Федерации (1998)[190].
- Каганский, Александр Маркович (45) — российский биолог[191].
- Керимова-Гасанова, Патимат Абдуллаевна (74) — советская и российская актриса, артистка Лакского музыкально-драматического театра[192].
- Китагава, Мина (115) — японская долгожительница[193].
- Мораута, Мекере (74) — государственный деятель Папуа — Новой Гвинеи, премьер-министр (1999—2002)[194].
- Норберг, Мерта (98) — шведская лыжница, двукратный бронзовый призёр чемпионатов мира (1954, 1958)[195].
- Обуэн, Жан (92) — французский геолог, академик (1981) и президент (1989—1990) Французской академии наук, иностранный член АН СССР/РАН (1976)[196].
- Пёнтковская, Мария (89) — польская легкоатлетка, чемпионка Европы (1962)[197].
- Рогачёв, Виктор Иванович (69) — украинский артист балета, солист Днепропетровского театра оперы и балета[198].
- Сахно, Владимир Георгиевич (88) — советский и российский вулканолог и петролог, член-корреспондент РАН (2003)[199].
- Сухорукова, Вера Николаевна (69) — казахстанский государственный деятель, аким Усть-Каменогорска (1999—2003)[200].
- Томай, Тэми (75) — албанский политик[201].
- Франко, Винисио (87) — доминиканский певец[202].
- Шкуратник, Владимир Лазаревич (74) — российский геолог, доктор геолого-минералогических наук (1991), профессор Горного института НИТУ «МИСиС» (1992)[203].

## 18 декабря

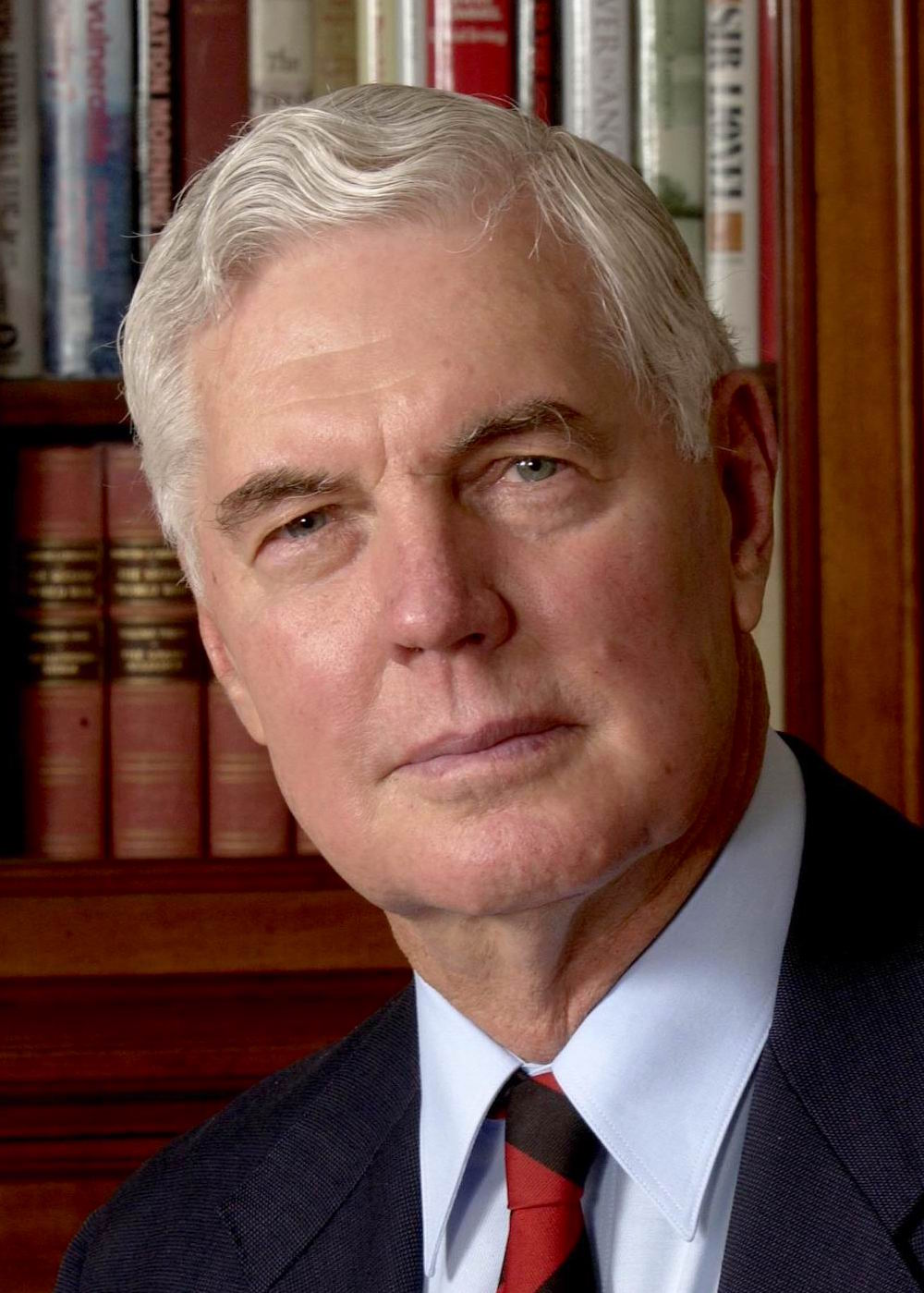
Майкл Джеффери

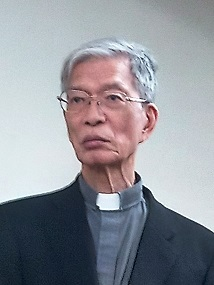
Пётр Окада

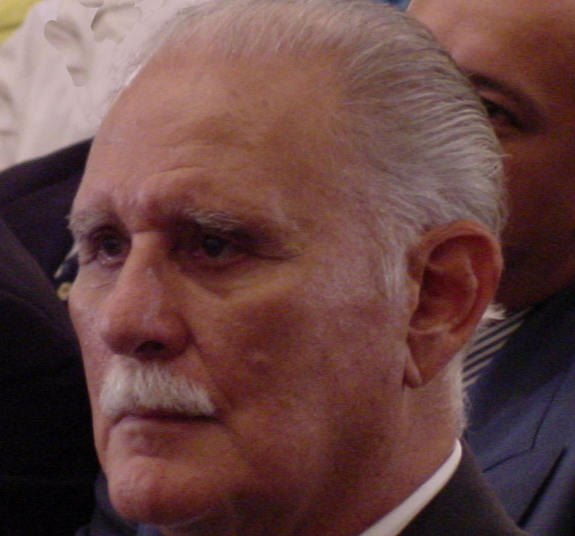
Хосе Ранхель

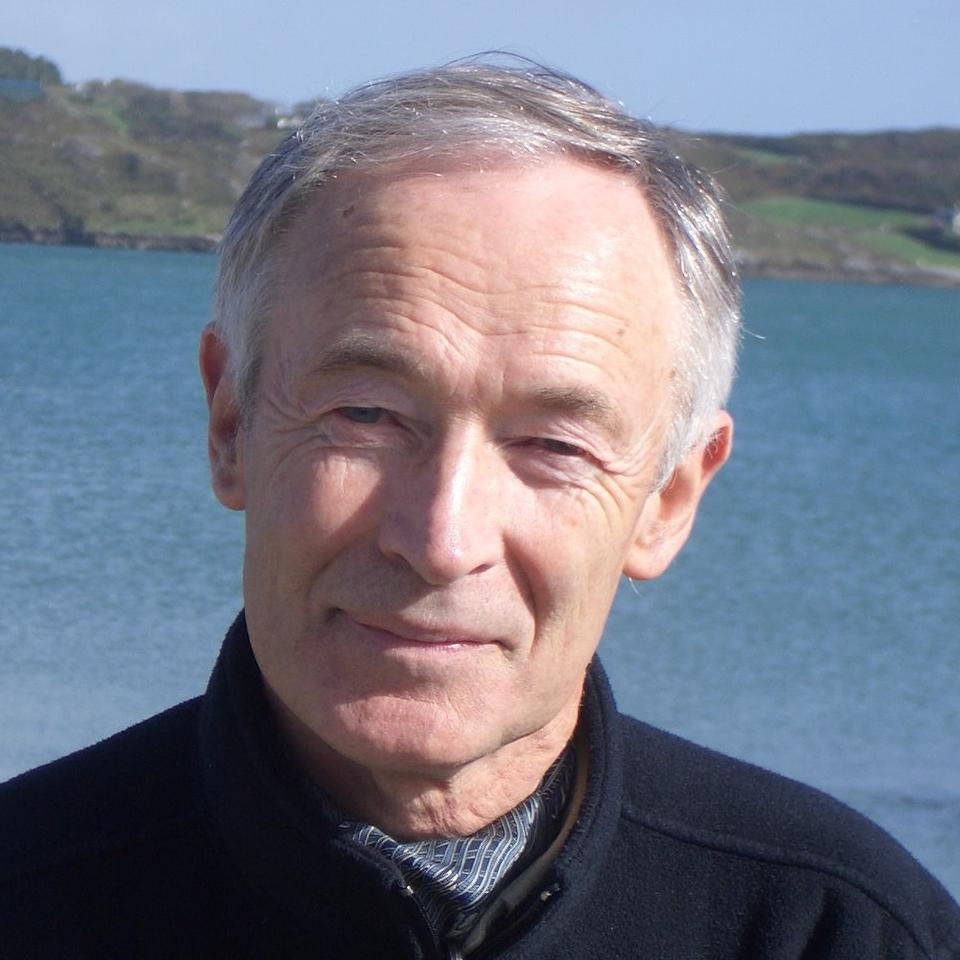
Тим Северин

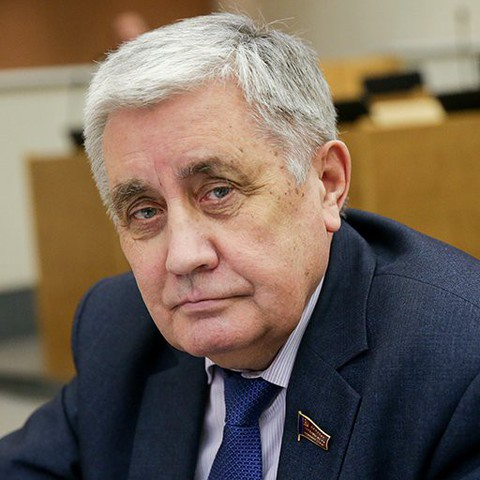
Валентин Шурчанов

- Арбитман, Роман Эмильевич (58) — русский писатель и литературный критик[204].
- Блехцин, Игорь Яковлевич (79) — советский и российский экономикогеограф и шахматист, доктор географических наук (1984), профессор СПбГЭУ, международный мастер (1995)[205].
- Брукер, Чарли (88) — канадский хоккеист, бронзовый призёр зимних Олимпийских игр в Кортина-д’Ампеццо (1956)[206].
- Брятко, Николай Афанасьевич (90) — советский и российский оперный певец (бас), народный артист Российской Федерации (1997)[207].
- Винтер, Уильям Форрест (97) — американский адвокат и государственный деятель, губернатор Миссисипи (1980—1984)[208].
- Джеффери, Майкл (83) — генерал-губернатор Австралии (2003—2008)[209].
- Леймонт, Питер (91) — британский художник кино и дизайнер[210].
- Либерман, Михаил Исаакович (83) — советский и российский биатлонист, судья всесоюзной категории[211].
- Массарский, Александр Самойлович (92) — советский и российский каскадёр, заслуженный тренер России по самбо и дзюдо, изобретатель[212].
- Окада, Пётр Такэо (79) — японский католический прелат, епископ Сайтамы (1991—2000), архиепископ Токио (2000—2017)[213].
- Пашинин, Павел Павлович (85) — советский и российский физик, сотрудник ИОФ РАН, член-корреспондент РАН (1994)[214].
- Ранхель, Хосе Висенте (91) — венесуэльский государственный деятель, вице-президент (2002—2007) и министр иностранных дел (1999—2001) Венесуэлы[215].
- Рибас Рейг, Оскар (84) — андоррский государственный деятель, премьер-министр (1982—1984, 1990—1994)[216].
- Робинсон, Харольд Эрнест (88) — американский ботаник[217].
- Северин, Тим (80) — английский путешественник, историк, писатель, кинорежиссёр-документалист[218].
- Тавадзе, Реваз (82) — грузинский пианист, заслуженный артист Грузии[219].
- Шурчанов, Валентин Сергеевич (73) — российский государственный деятель, депутат Государственной думы (1999—2003 и с 2007)[220].

## 17 декабря

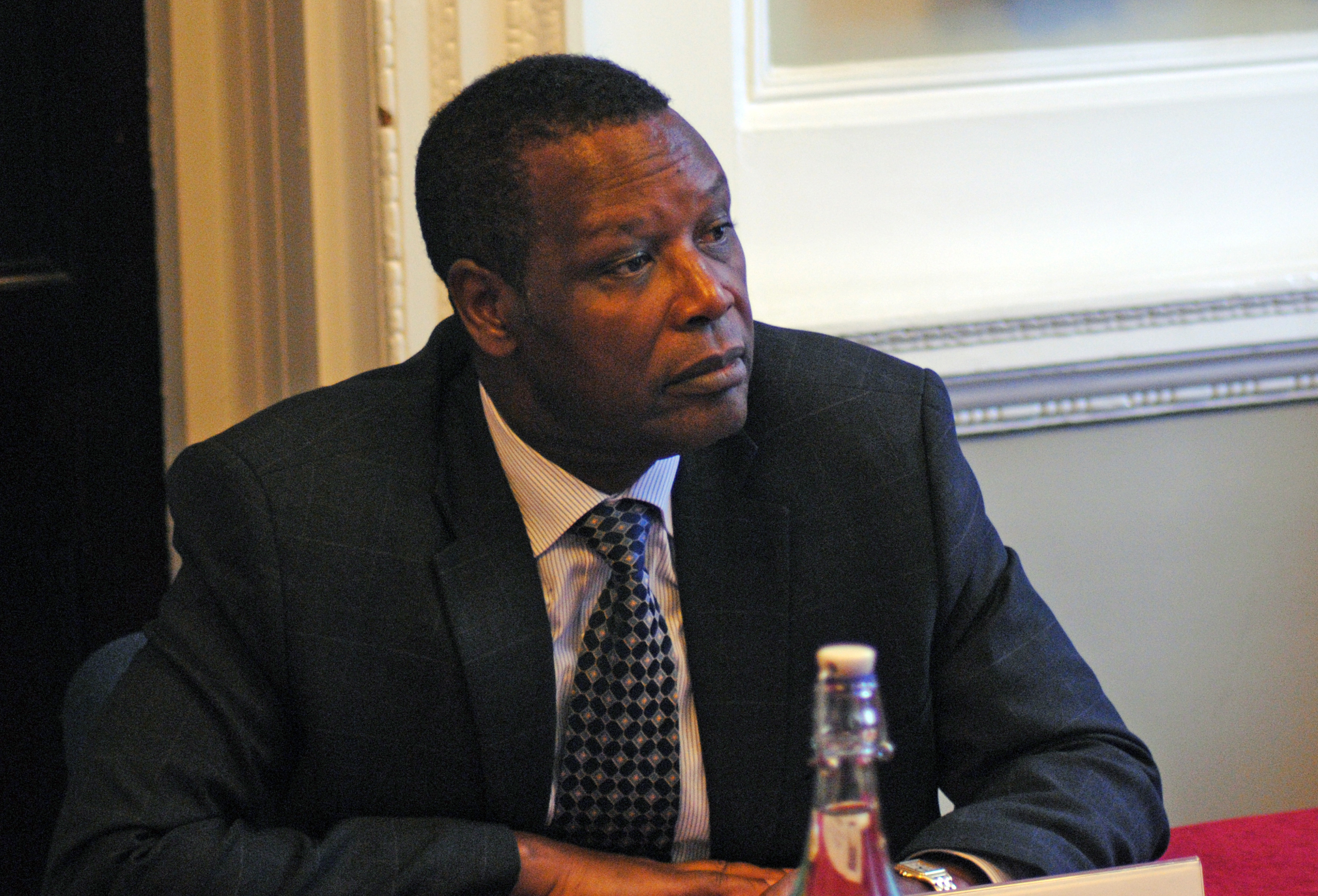
Пьер Буйоя

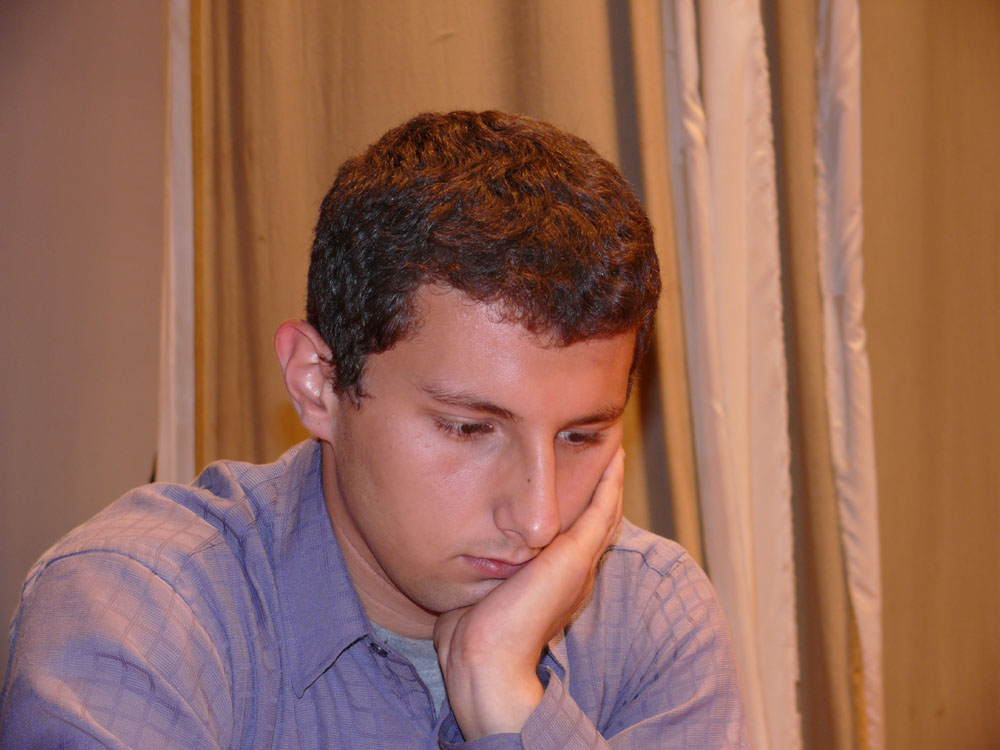
Кшиштоф Бульский

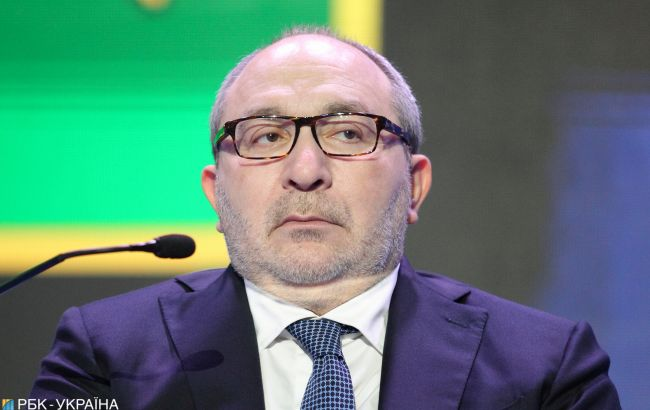
Геннадий Кернес

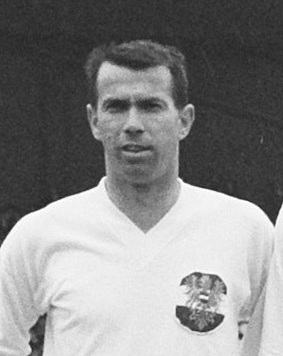
Игнац Пушник

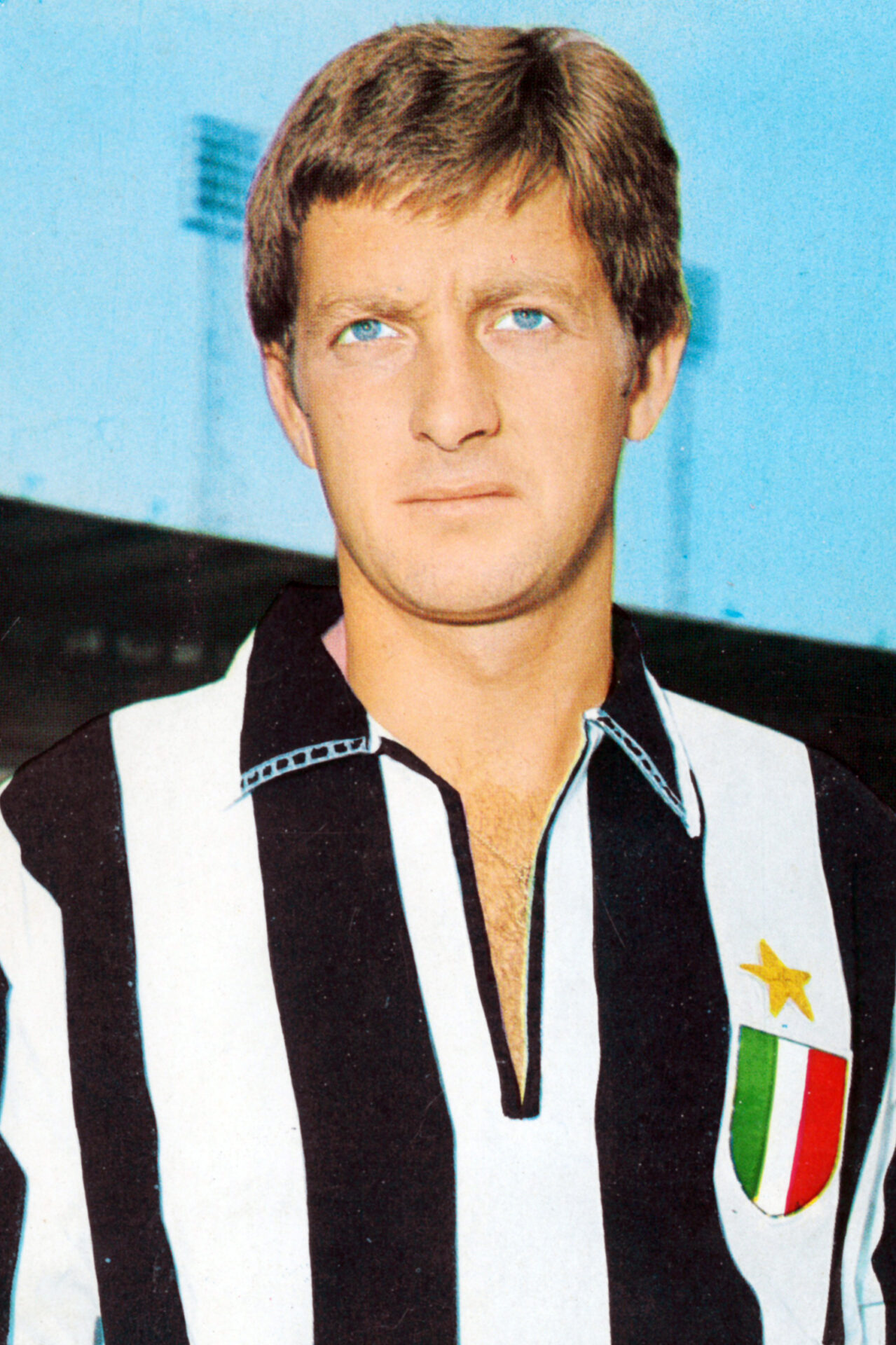
Джованни Сакко

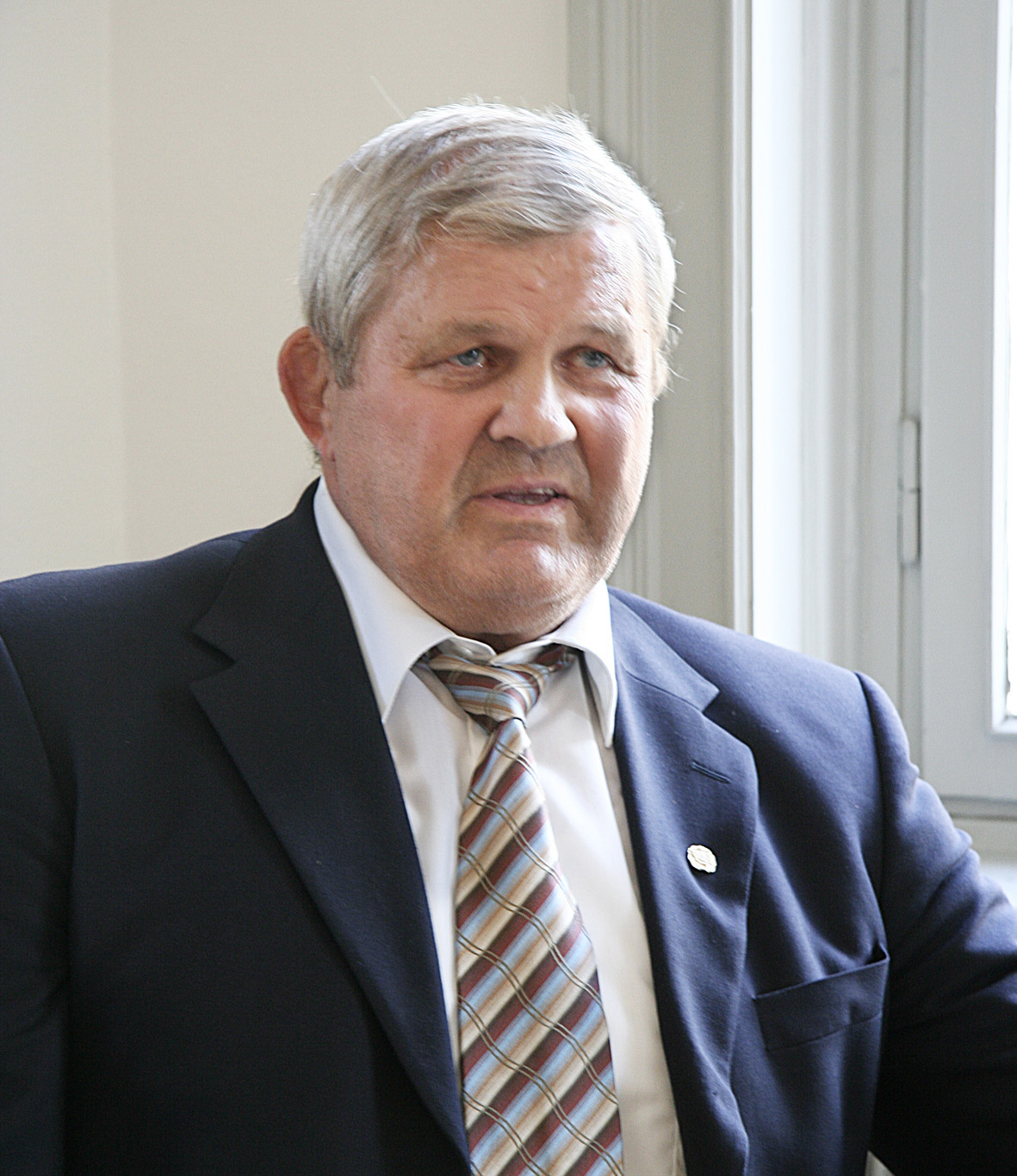
Пер Свенссон

- Абдулла, Намат (76) — малайзийский футболист, игрок национальной сборной страны[221].
- Биланча, Донато (69) — итальянский серийный убийца[222].
- Брук, Тони (73) — сербский кинорежиссёр[223].
- Буйоя, Пьер (71) — бурундийский государственный деятель, президент (1986—1993, 1996—2003)[224].
- Буллок, Джереми (75) — английский актёр[225].
- Бульский, Кшиштоф (33) — польский шахматист, гроссмейстер (2012)[226].
- Васильев, Лев (91) — советский и эстонский художник[227].
- Кернес, Геннадий Адольфович (61) — украинский политический деятель, мэр Харькова (с 2010 года)[228].
- Матараджи, Тунджай (85) — турецкий государственный деятель, министр по делам таможни и монополий (1978—1979)[229].
- Пономарёв, Виталий Васильевич (81) — советский и российский актёр, артист Липецкого театра драмы, народный артист РСФСР (1991)[230].
- Пушник, Игнац (86) — австрийский футболист, участник чемпионата мира (1958)[231].
- Сакко, Джованни (77) — итальянский футболист и тренер[232].
- Свенссон, Пер (77) — шведский борец греко-римского стиля, серебряный призёр летних Олимпийских игр в Токио (1964), чемпион мира (1970, 1971)[233].
- Сопоанга, Сауфату (68) — государственный деятель Тувалу, премьер-министр (2002—2004) (о смерти объявлено в этот день)[234].
- Спиридонов, Василий Альбертович — советский и российский морской биолог[235].
- Фролов, Иван Евгеньевич (71) — российский географ, океанолог, гляциолог, директор ААНИИ (1992—2017), член-корреспондент РАН (2016)[236].

## 16 декабря

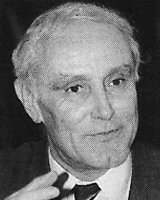
Флавио Котти

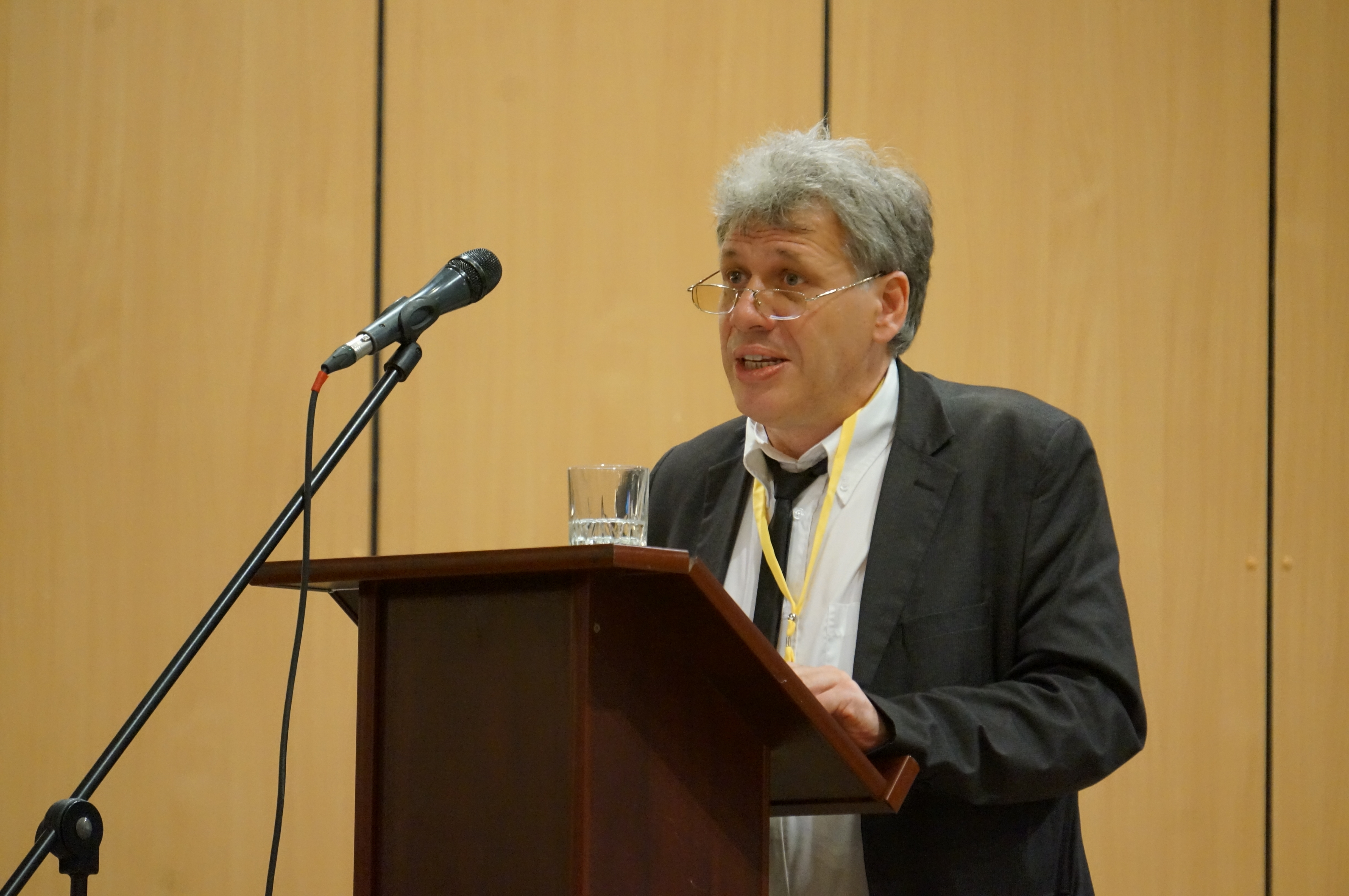
Сергей Саксонов

- Агибалов, Геннадий Петрович (81) — российский криптограф, доктор технических наук (1993), профессор ТГУ (1994)[237].
- Дьяченко, Юрий Михайлович (83) — советский и российский футбольный тренер, заслуженный тренер РСФСР (1978)[238].
- Ерёмин, Николай Иосифович (88) — советский и российский геолог, член-корреспондент РАН (1991)[239].
- Котти, Флавио (81) — швейцарский юрист, политик, президент Швейцарии (1991 и 1998)[240].
- Кряжевских, Николай Фёдорович (80) — российский государственный деятель, мэр Краснодара (1994—1997)[241].
- Леодольтер, Отто (84) — австрийский прыгун с трамплина на лыжах, бронзовый призёр зимних Олимпийских игр в Скво-Вэлли (1960)[242].
- Микаберидзе, Руслан Григорьевич (81) — советский и грузинский актёр театра и кино, заслуженный артист Грузинской ССР[243].
- Намазова, Адилия Аваз-Кызы (94) — советский и азербайджанский педиатр, член-корреспондент АМН СССР/РАМН (1971—2014), член-корреспондент РАН (2014)[244].
- Саксонов, Сергей Владимирович (60) — российский ботаник, эколог, доктор биологических наук (2001), профессор (2006), заслуженный деятель науки Российской Федерации (2009)[245].
- Филкова, Федя (70) — болгарская поэтесса и переводчица с немецкого языка[246].
- Ходукин, Валентин Михайлович (81) — советский футболист и украинский футбольный тренер[247].
- Шовари, Кальман (79) — венгерский футболист, игрок национальной сборной (1960—1966)[248].

## 15 декабря

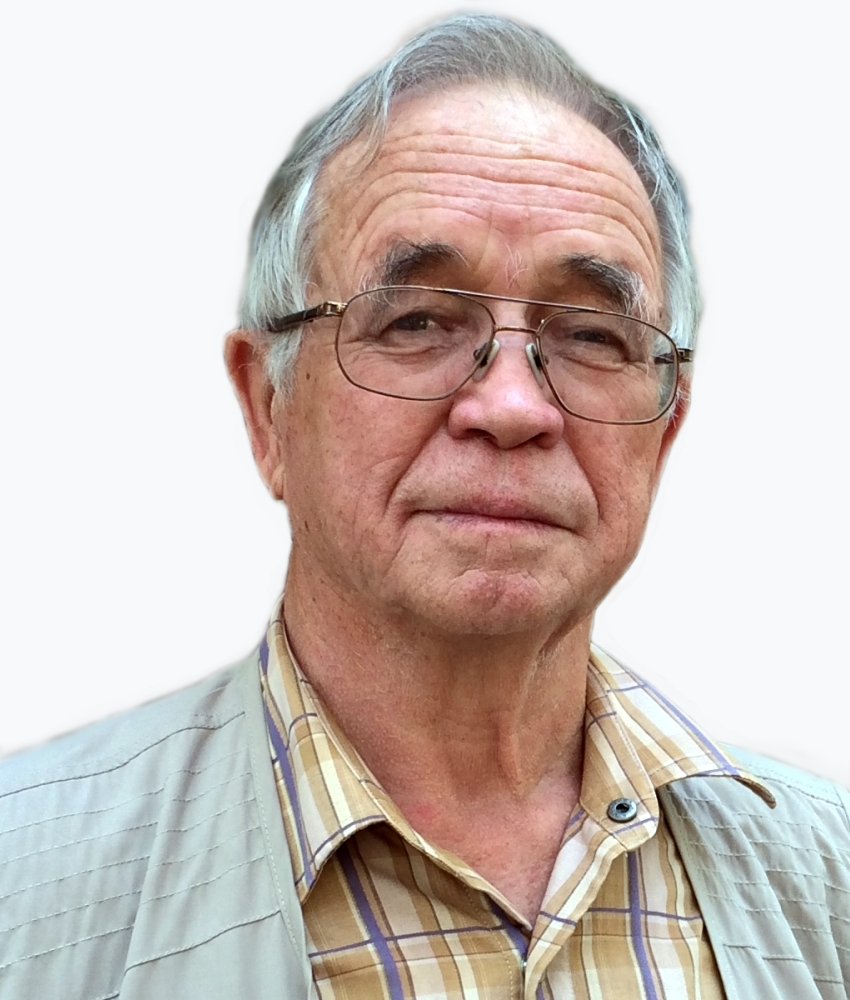
Геннадий Трифонов

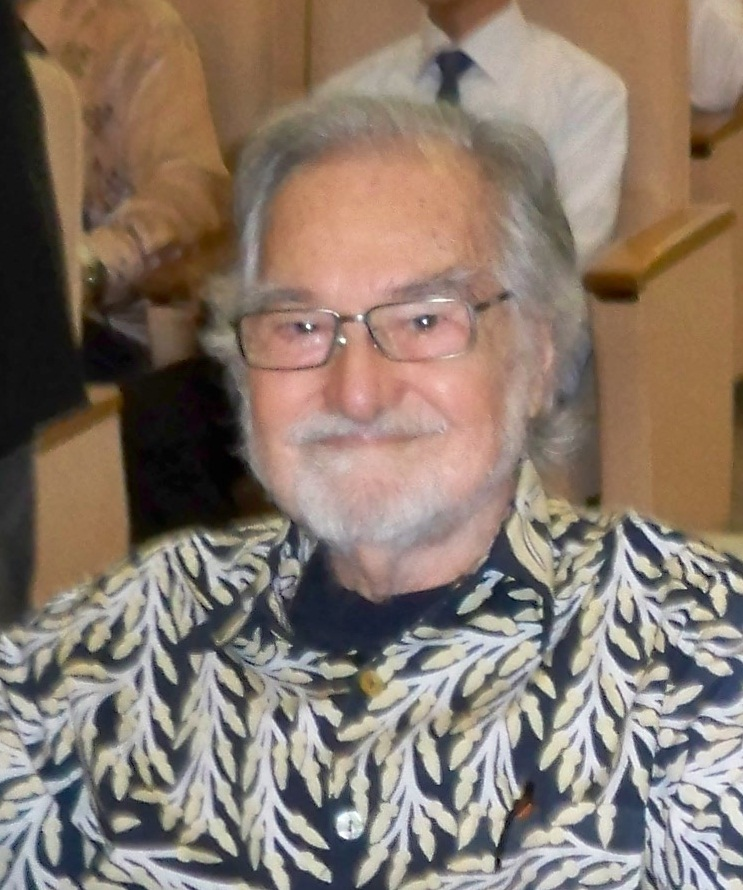
Унгку Абдул Азиз

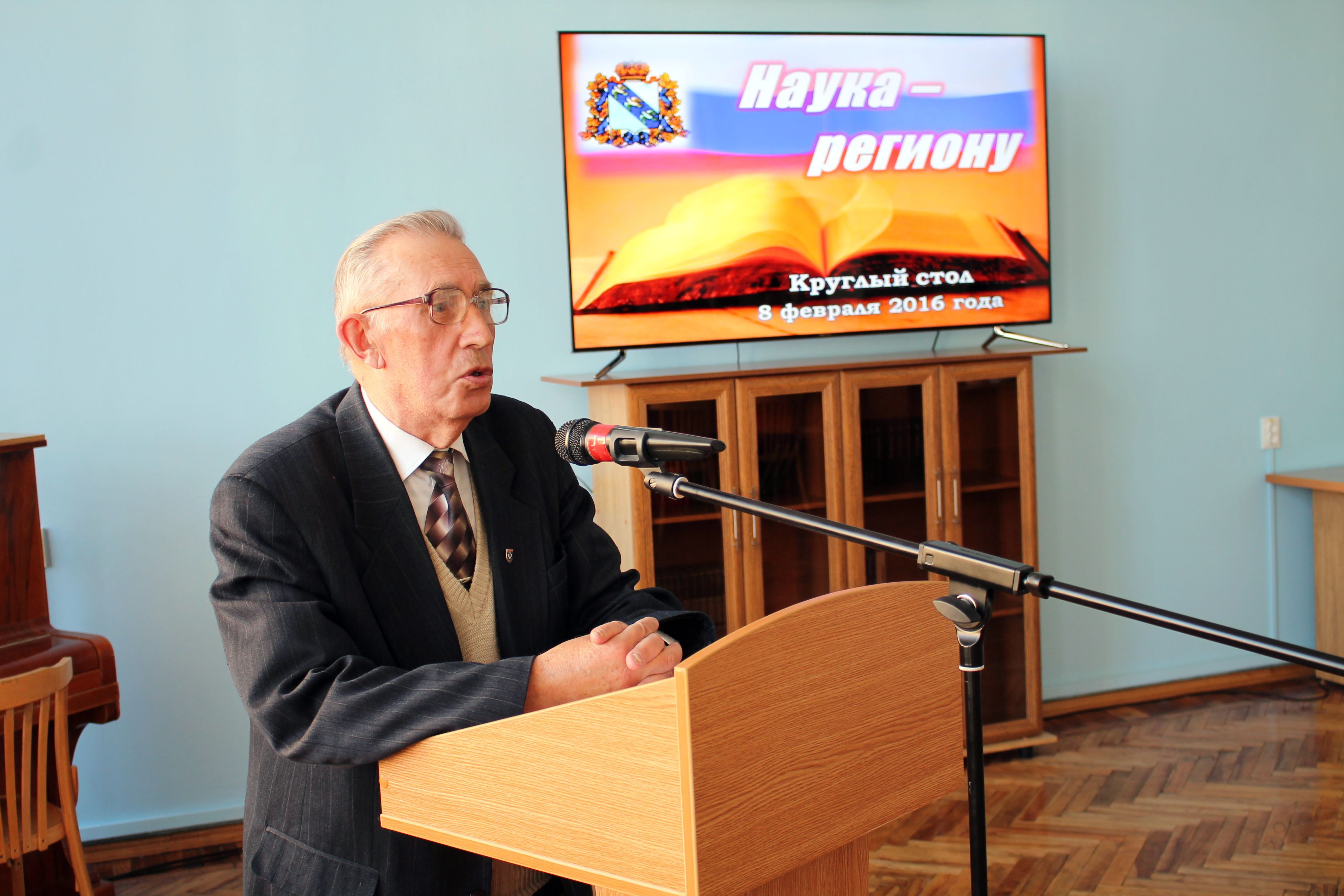
Алексей Чернышёв

- Баранов, Владимир Васильевич (76) — советский и российский гидролог и полярник[249].
- Волошин, Алексей Иванович (69) — украинский учёный в области механики, член-корреспондент НАН Украины (2006)[250].
- Зибарев, Василий Георгиевич (102) — советский военный деятель, начальник НВВКУ (1967—1973), генерал-майор[251].
- Коновалов, Геннадий Викторович (75) — советский и российский государственный деятель, мэр Томска (1993—1996)[252].
- Мезенцев, Виталий Александрович (81) — советский и российский архитектор[253].
- Нихилл, Пол (81) — британский легкоатлет, серебряный призёр летних Олимпийских игр в Токио в ходьбе на 50 км (1964)[254].
- Пятницкий, Юрий Георгиевич (80) — советский и российский политический деятель, председатель Курской областной думы (1994—1997)[255].
- Слободян, Пётр Петрович (67) — советский футболист и украинский тренер[256].
- Ткаченко, Леонид Анисимович (93) — советский и российский живописец и график, участник Группы одиннадцати (о смерти объявлено в этот день)[257].
- Торребиарте, Адела де (71) — гватемальский государственный деятель, министр внутренних дел (2007—2008)[258].
- Трифонов, Геннадий Фёдорович (82) — советский и российский философ и историк геологии, доктор философских наук (1997), профессор (2000)[259].
- Тузов, Юрий Васильевич (67) — российский актёр театра и кино[260].
- Тяжельников, Евгений Михайлович (92) — советский дипломат и государственный деятель, первый секретарь ЦК ВЛКСМ (1968—1977)[261].
- Унгку Абдул Азиз (98) — малайзийский экономист[262].
- Фэн Дуань (97) — китайский физик, член Китайской академии наук (1980)[263].
- Чернышёв, Алексей Сергеевич (84) — советский и российский психолог, доктор психологических наук (1980), профессор кафедры психологии КГУ (1984)[264].

## 14 декабря

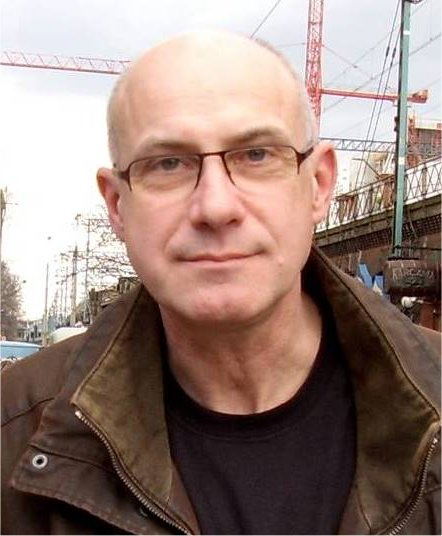
Пётр Махалица

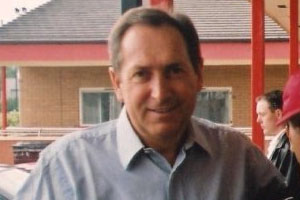
Жерар Улье

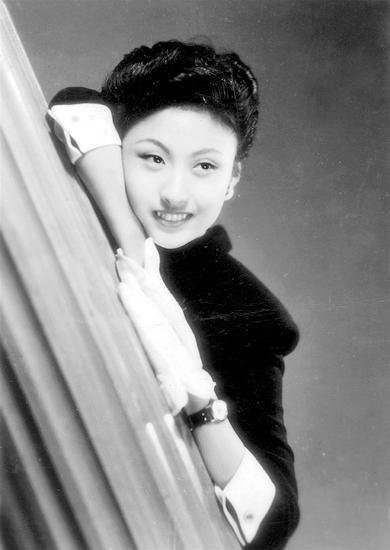
Хуан Цзунъин

- Аббасов, Эльбрус (70) — советский футболист и азербайджанский тренер[265].
- Бабинец, Надежда Даниловна (75) — украинская пианистка-концертмейстер[266].
- Гундлах, Свен Гуидович (61) — российский художник, поэт, музыкант[267].
- Зубков, Радий Анатольевич (89) — советский военно-морской деятель, главный штурман ВМФ СССР (1974—1986), контр-адмирал (1976)[268].
- Качановский, Виталий Николаевич (61) — советский боксёр, чемпион Европы (1983) и СССР (1986), заслуженный мастер спорта СССР (1991)[269].
- Кугель, Наталия Аркадьевна (74) — советский и российский деятель культуры, заслуженный деятель искусств Российской Федерации[270].
- Кузнецов, Виктор Александрович (83) — советский и российский домрист, народный артист Российской Федерации (2007)[271].
- Лэнд, Майкл Фрэнсис (78) — английский нейробиолог, член Лондонского королевского общества (1982)[272].
- Магеррамов, Ариф Муса оглы (68) — азербайджанский физик, доктор физико-математических наук, профессор[273].
- Мамлин, Юрий Ефимович (73) — советский и белорусский архитектор[274].
- Махалица, Пётр (65) — польский актёр театра и кино[275].
- Пудовочкина, Светлана Борисовна (85) — хормейстер Тульского государственного хора под руководством И. А. Михайловского, заслуженная артистка России (1996)[276].
- Савицки, Гюнтер (88) — западногерманский футболист, игрок национальной сборной (1956—1963)[277].
- Станкувна, Ханна (82) — польская актриса[278].
- Тихомиров, Александр Сергеевич (91) — советский и российский хирург, ректор Владивостокского медицинского института (1970—1984)[279].
- Улье, Жерар (73) — французский футбольный тренер, трёхкратный чемпион Франции, обладатель Кубка и Суперкубка УЕФА[280].
- Усынин, Юрий Семёнович (83) — российский учёный в области электромеханики, доктор технических наук (1994), профессор (1996)[281].
- Хуан Цзунъин (95) — китайская актриса и писательница[282].

## 13 декабря

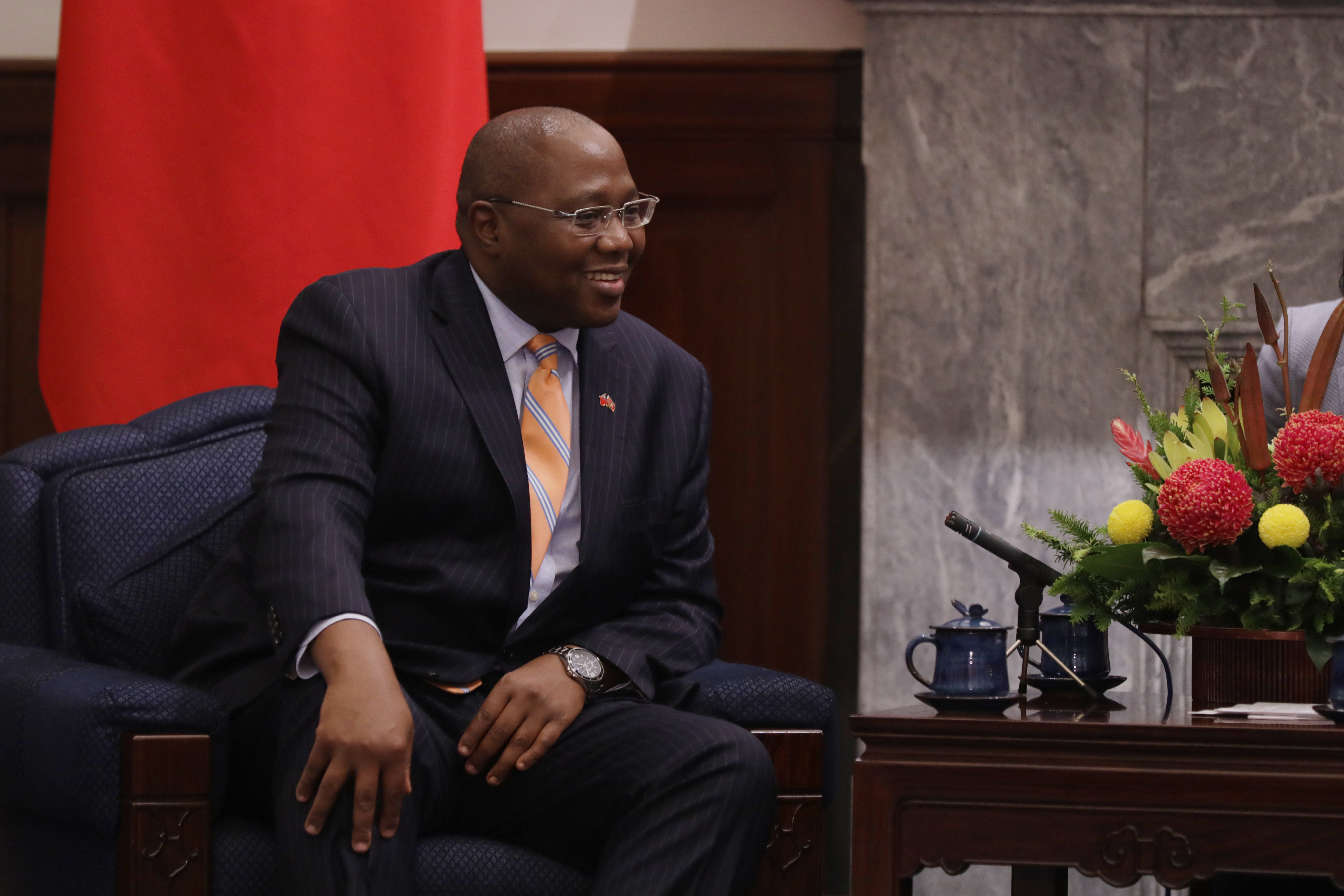
Амброз Мандвуло Дламини

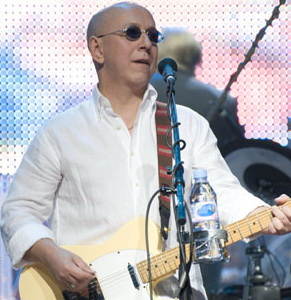
Андрей Сапунов

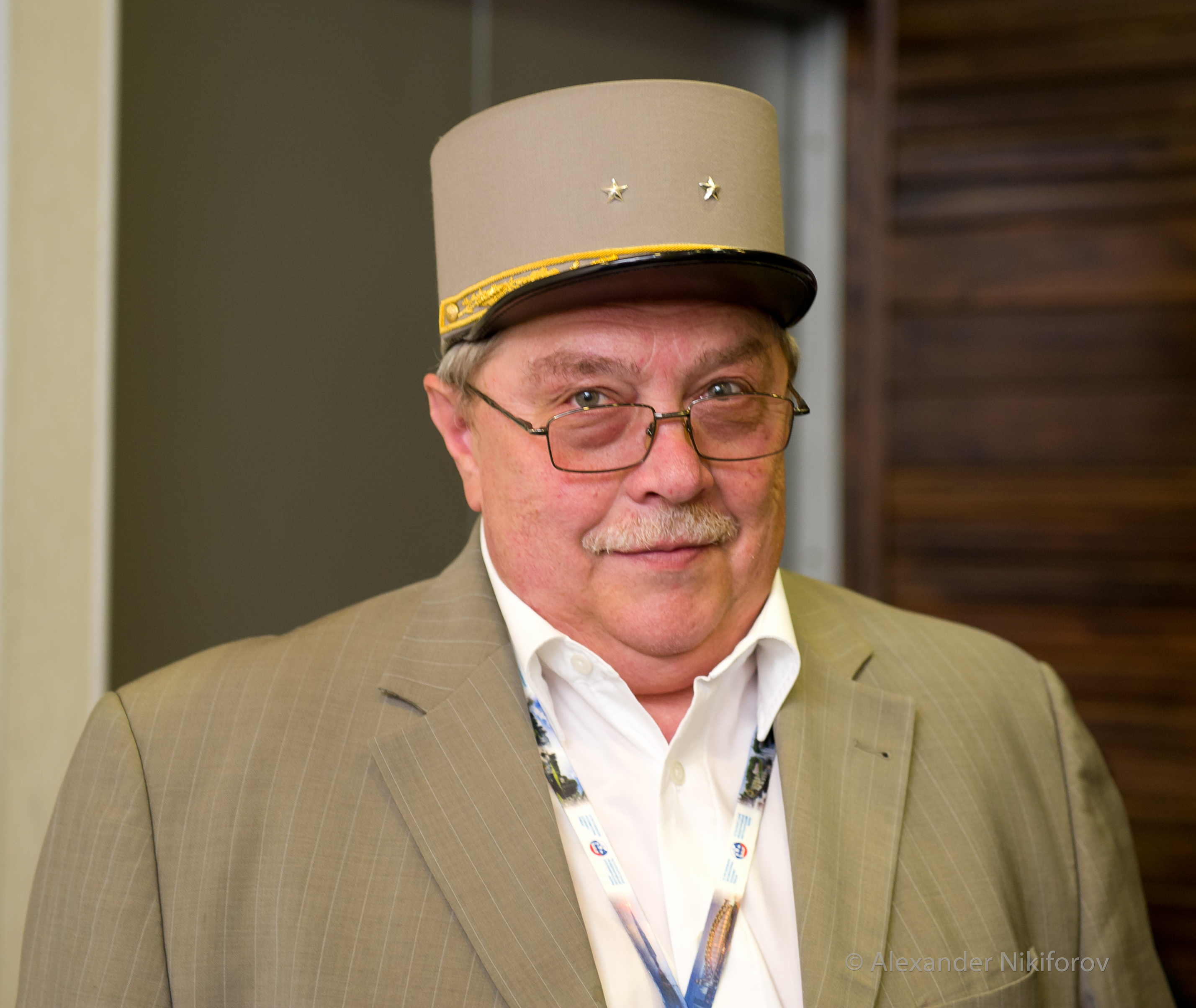
Евгений Хорошевцев

- Абдуллаев, Калык Абдуллаевич (78) — казахстанский учёный и государственный деятель, аким Южно-Казахстанской области (1997—1999)[283].
- Афанасьев, Александр Алексеевич (83) — советский и российский учёный в области технологий и оборудования для заводского и строительного производства, член-корреспондент РААСН[284].
- Баженов, Юрий Михайлович (90) — советский и российский учёный в области строительного материаловедения, академик РААСН[285].
- Барич, Отто (87) — югославский футболист, югославский, хорватский и австрийский футбольный тренер[286].
- Дламини, Амброз Мандвуло (52) — государственный деятель Эсватини, премьер-министр (с 2018 года)[287].
- Кравцов, Владимир Васильевич (94) — советский оперный певец (тенор), солист Ленинградского театра оперы и балета имени С. М. Кирова (1958—1980), заслуженный артист РСФСР (1964)[288].
- Маклейн, Джеймс (90) — американский пловец, трёхкратный чемпион летних Олимпийских игр (1948 в Лондоне — дважды, 1952 в Хельсинки)[289].
- Нагорничных, Олег Леонидович (58) — российский театральный режиссёр[290].
- П. Кришнамурти (77) — индийский художник-постановщик и художник по костюмам[291].
- Саидорипов, Саидкарим (56) — узбекский киноактёр[292].
- Сапунов, Андрей Борисович (64) — советский и российский певец, вокалист, гитарист и бас-гитарист, музыкант группы «Воскресение»[293].
- Севастьянов, Виктор Викторович (78) — российский невролог, доктор медицинских наук (1996), профессор кафедры «Радиотехнические системы» Марийского государственного технического университета (2001)[294].
- Таэль, Бенно (87) — советский футболист, хоккеист; судья, тренер[295].
- Тюлентин, Владимир Николаевич (66) — российский государственный деятель, спикер госсовета Республики Алтай (с 2016)[296]
- Хафизов, Айдар Садриевич (77) — советский и российский театральный актёр, артист Татарского государственного академического театра имени Г. Камала (с 1978), заслуженный артист России (2014)[297].
- Хорошевцев, Евгений Александрович (76) — советский и российский диктор радио и телевидения, народный артист Российской Федерации (2001)[298].
- Шутьков, Анатолий Антонович (89) — советский и российский учёный в области экономики и организации производства АПК, академик ВАСХНИЛ/РАСХН (1990—2013), академик РАН (2013)[299].

## 12 декабря

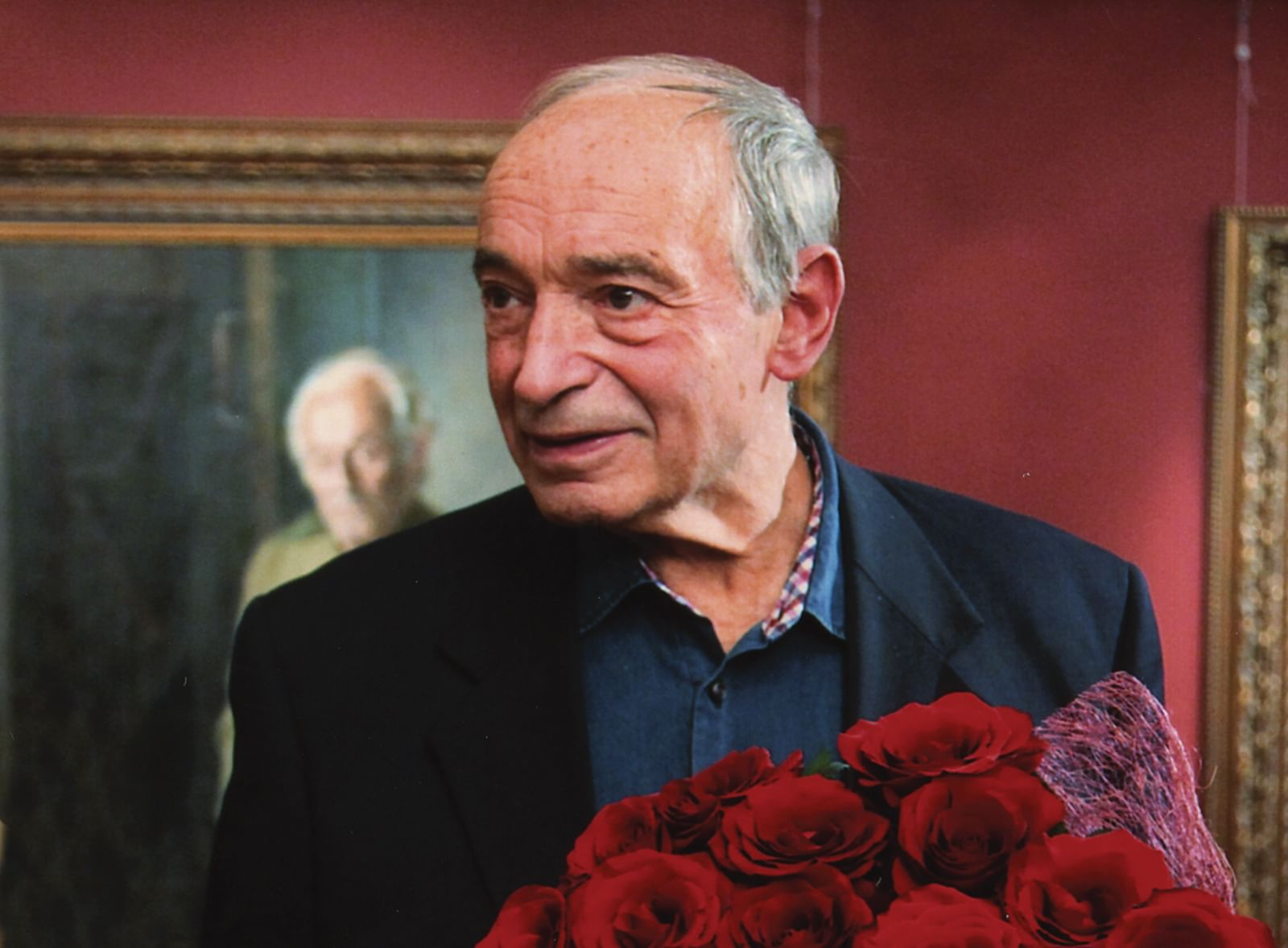
Валентин Гафт

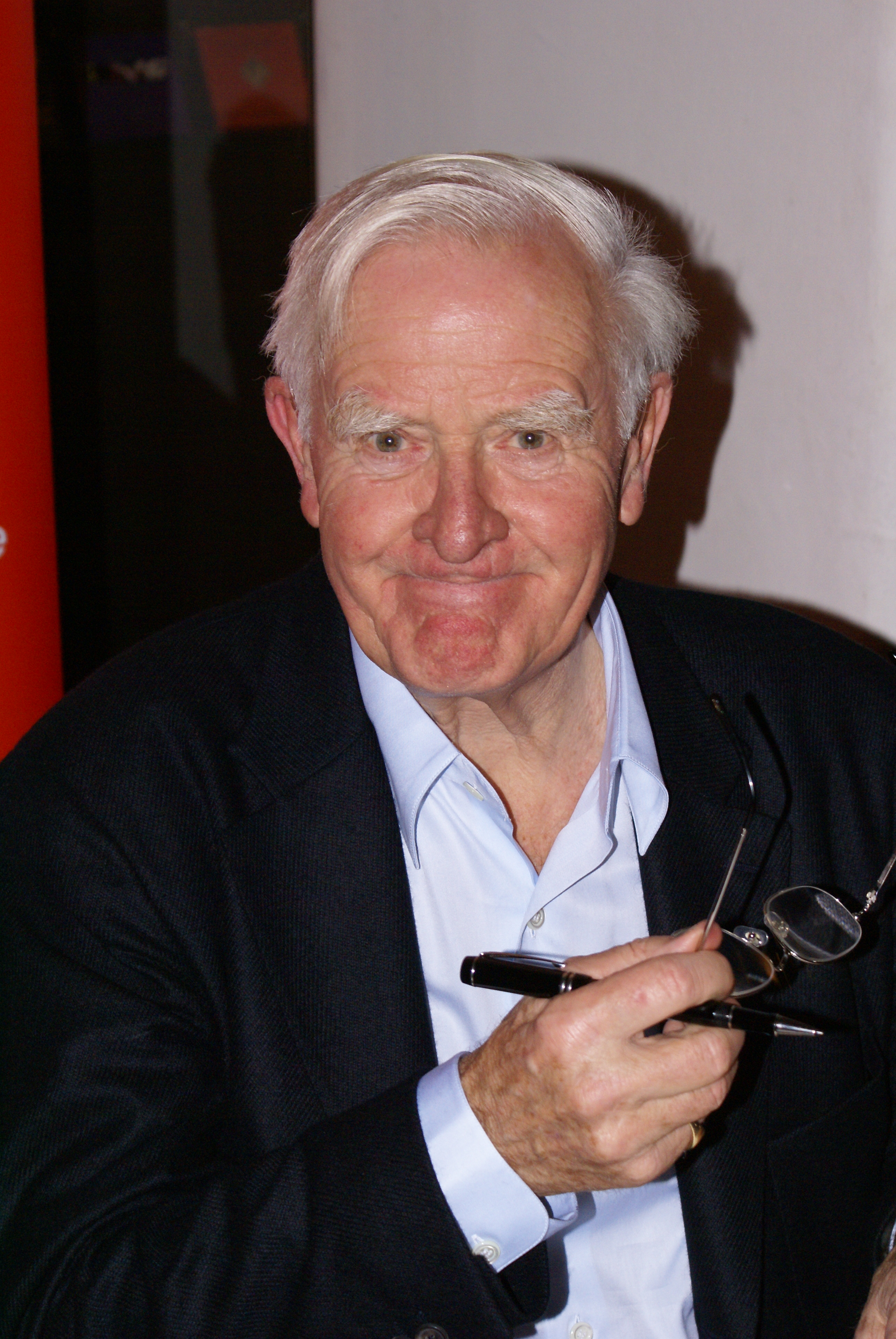
Джон Ле Карре

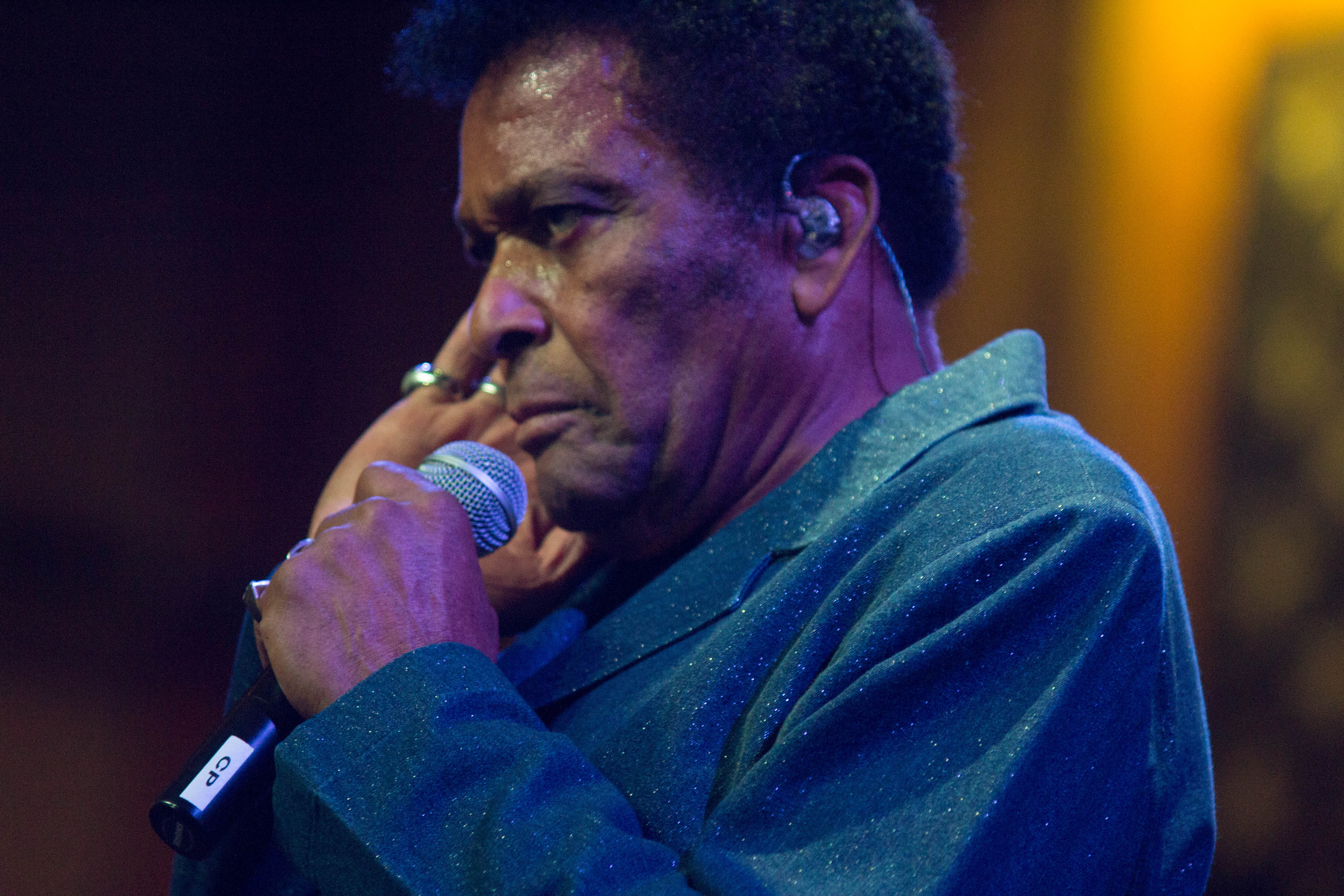
Чарли Прайд

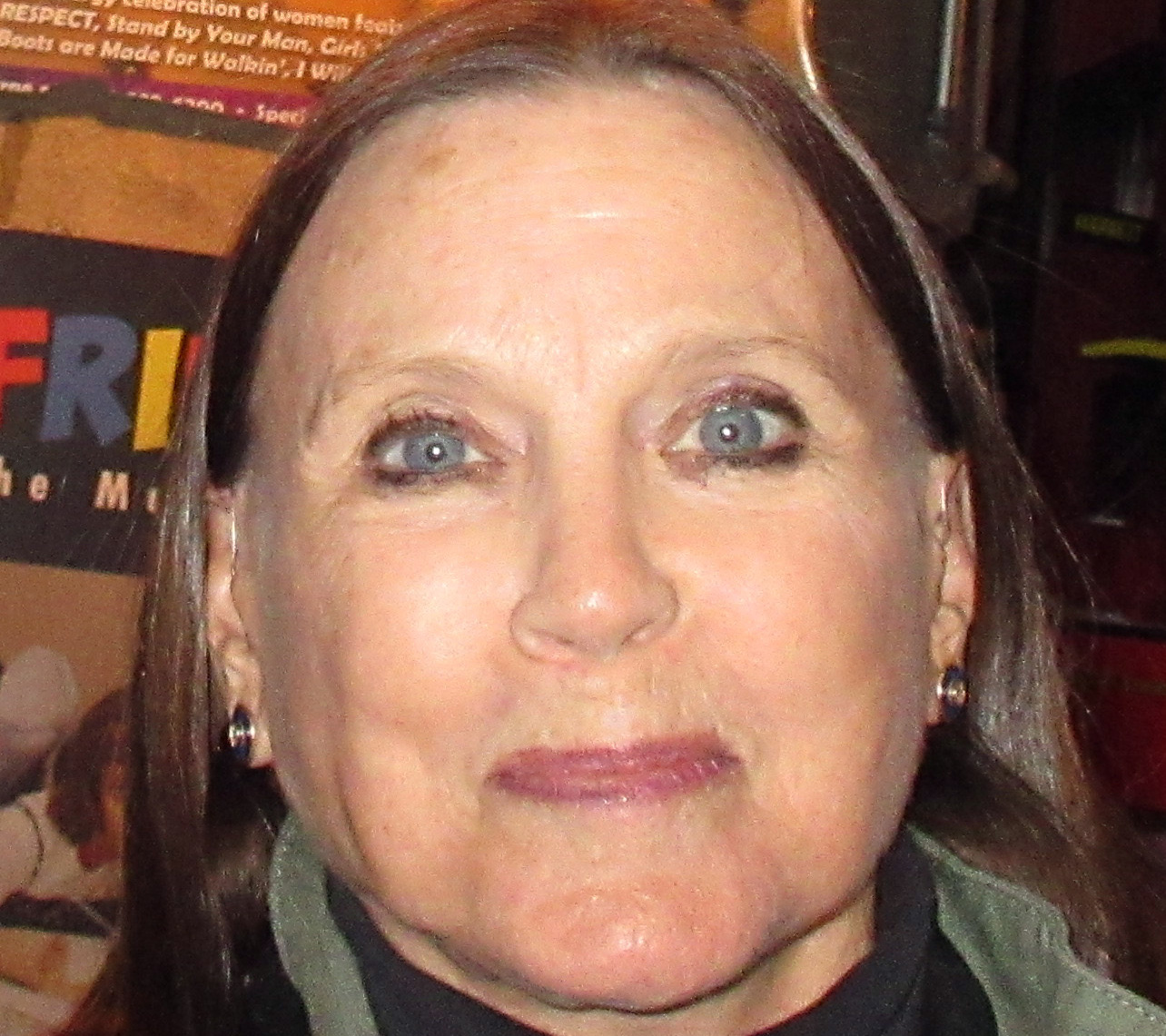
Энн Райнкинг

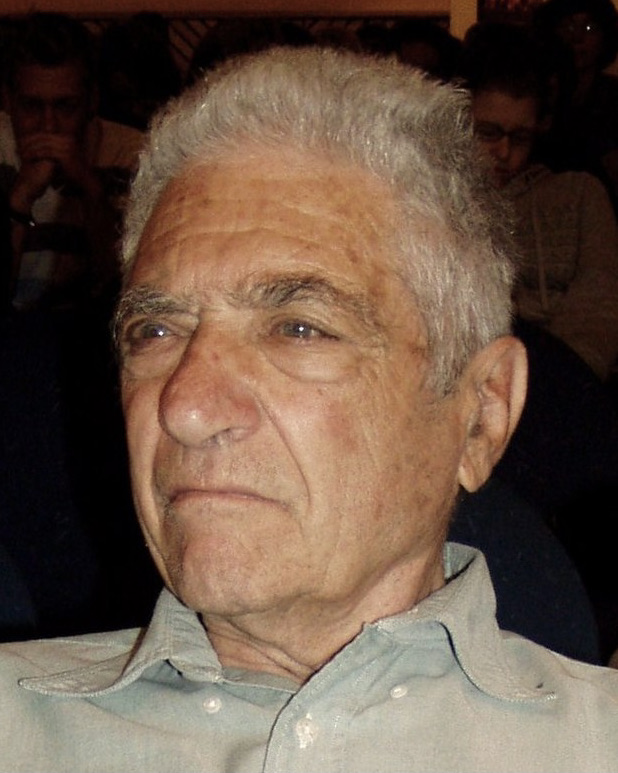
Джек Стейнбергер

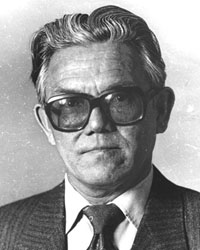
Виль Уметбаев

- Безуглый, Александр Васильевич (70) — советский и российский оперный певец, солист Краснодарского музыкального театра (с 1976 года)[300].
- Боев, Валентин Владимирович (84) — советский и российский авиаконструктор, генеральный директор ТАНТКа (2002—2003)[301].
- Гафт, Валентин Иосифович (85) — советский и российский актёр театра и кино, народный артист РСФСР (1984)[302].
- Гнанапрагасам, Виктор (80) — шриланкийский католический епископ, ординарий апостольского викариата Кветты (с 2001 года)[303].
- Жилинский, Александр Евгеньевич (65) — украинский композитор, заслуженный деятель искусств Украины (1995)[304].
- Зам, Рухолла (42) — иранский журналист и общественный активист; казнён[305].
- Кастонгай, Клод (91) — канадский политик и бизнесмен, сенатор[306].
- Кустодио Феррейра, Бенедито (90) — бразильский футболист[307].
- Ле Карре, Джон (89) — английский писатель[308].
- Пизони, Ферруччо (84) — итальянский политик, депутат парламента Италии[309].
- Прайд, Чарли (86) — американский кантри-музыкант[310].
- Прибытков, Виктор Васильевич (85) — советский партийный деятель[311].
- Райнкинг, Энн (71) — американская актриса и хореограф, лауреат премии «То́ни» за лучшую хореографию (1997)[312].
- Стейнбергер, Джек (99) — американский физик, лауреат Нобелевской премии по физике (1988)[313].
- Уметбаев, Виль Гайсович (82) — российский инженер-нефтяник, доктор технических наук (1997); ДТП[314].
- Фукс, Григорий Ефимович (84) — русский писатель[315].
- Фыкре Селассие Вогдерес (75) — эфиопский государственный деятель, премьер-министр (1987—1989)[316].
- Цыганник, Валерий Петрович (84) — советский и российский музейный деятель, генеральный директор Алуштинского литературного музея Сергея Сергеева-Ценского[317].
- Чумаченко, Николас (76) — польский скрипач[318].
- Эверитт, Бёрд (68) — американский баскетболист[319].

## 11 декабря

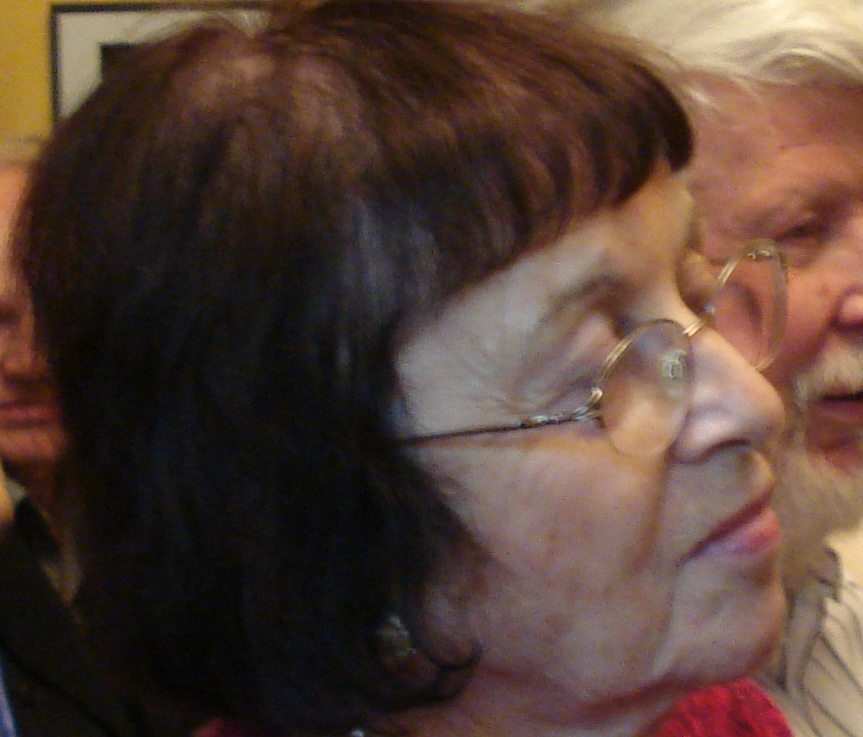
Ирена Вейсайте

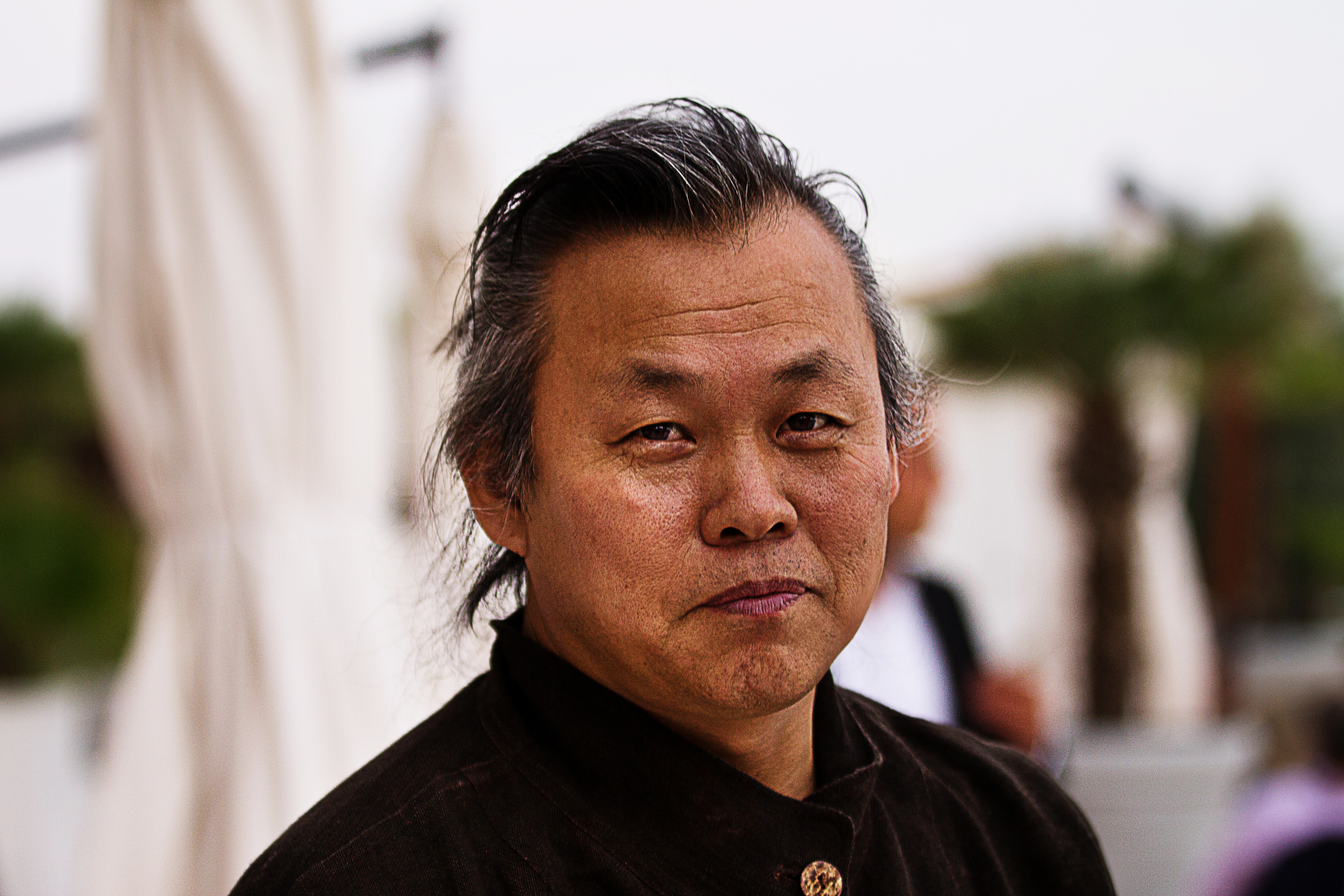
Ким Ки Дук

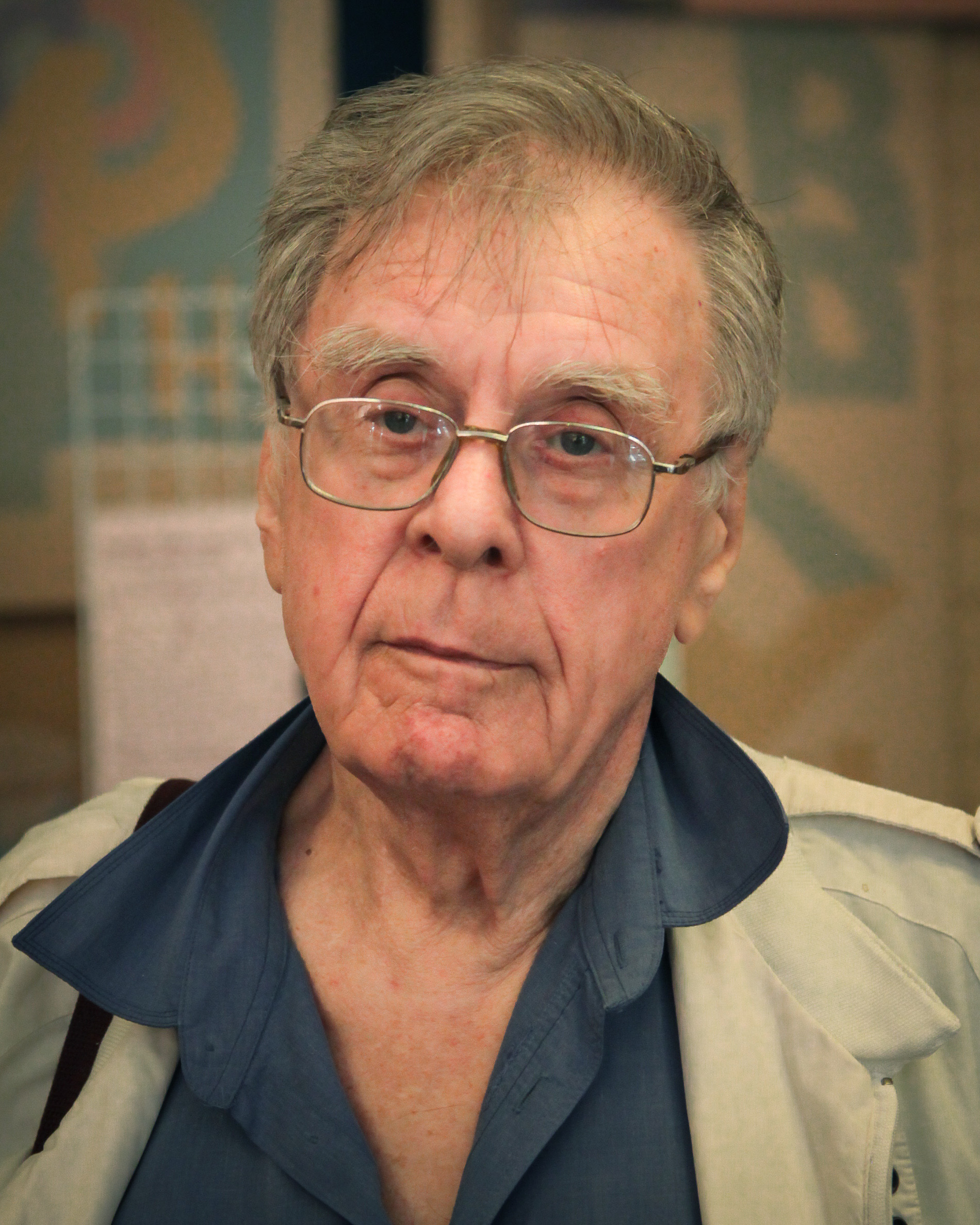
Валентин Осипов

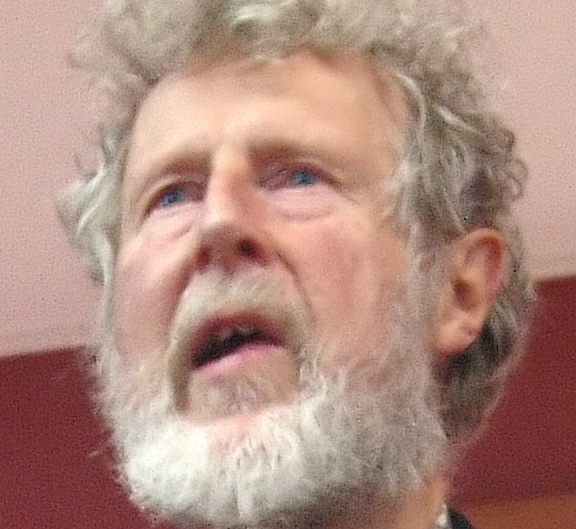
Джеймс Флинн

- Байбузенко, Раиса Васильевна (87) — диктор ленинградского телевидения, заслуженная артистка РСФСР (1988)[320][321].
- Вейсайте, Ирена Изидоровна (92) — литовский литературовед, театровед и театральный критик, общественный деятель[322].
- Иванов, Николай Николаевич (77) — советский и российский актёр театра и кино, народный артист Российской Федерации (1992)[323].
- Ивезич, Джурджа (84) — хорватская киноактриса[324].
- Кальво, Карлос Андрес (67) — аргентинский киноактёр[325].
- Ким Ки Дук (59) — южнокорейский кинорежиссёр[326].
- Кит, Григорий Семёнович (90) — советский и украинский учёный в области механики, член-корреспондент АН УССР/НАНУ (1990)[327].
- Оныкий, Борис Николаевич (81) — советский и российский физик-ядерщик, ректор (1997—2007) и президент (с 2007 года) МИФИ[328].
- Осипов, Валентин Осипович (88) — советский и российский журналист и издатель[329].
- Пшезьдзецкий, Ежи (93) — польский писатель, сценарист, драматург[330].
- Скуратов, Иван Иванович (85) — советский и российский певец, солист Оренбургского русского народного хора (с 1958), заслуженный артист РСФСР (1983)[331].
- Столяров, Александр Леонтьевич (75) — советский и российский певец, солист Ансамбля песни и пляски Тихоокеанского флота (с 1977 года), народный артист Российской Федерации (2000)[332].
- Сурду, Александру (82) — румынский философ, действительный член Румынской академии (1993)[333].
- Убайдуллаева, Рано Ахатовна (84) — узбекский экономист, академик Академии наук Узбекистана (2000)[334].
- Фёдоров, Владимир Иванович — советский боксёр, тренер и судья всесоюзной категории по боксу[335].
- Флинн, Джеймс (86) — новозеландский философ и психолог[336].
- Чернов, Артём Сергеевич (38) — российский хоккеист[337].
- Щеглов, Лев Моисеевич (74) — российский сексолог и психотерапевт, доктор медицинских наук (1998), профессор, ректор Института психологии и сексологии (с 2002 года)[338].
- Элвин, Кеннет (95) — британский дирижёр, главный дирижёр симфонического оркестра Би-Би-Си радио 2 и Лондонского симфонического оркестра[339].

## 10 декабря

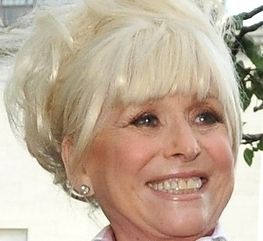
Барбара Виндзор

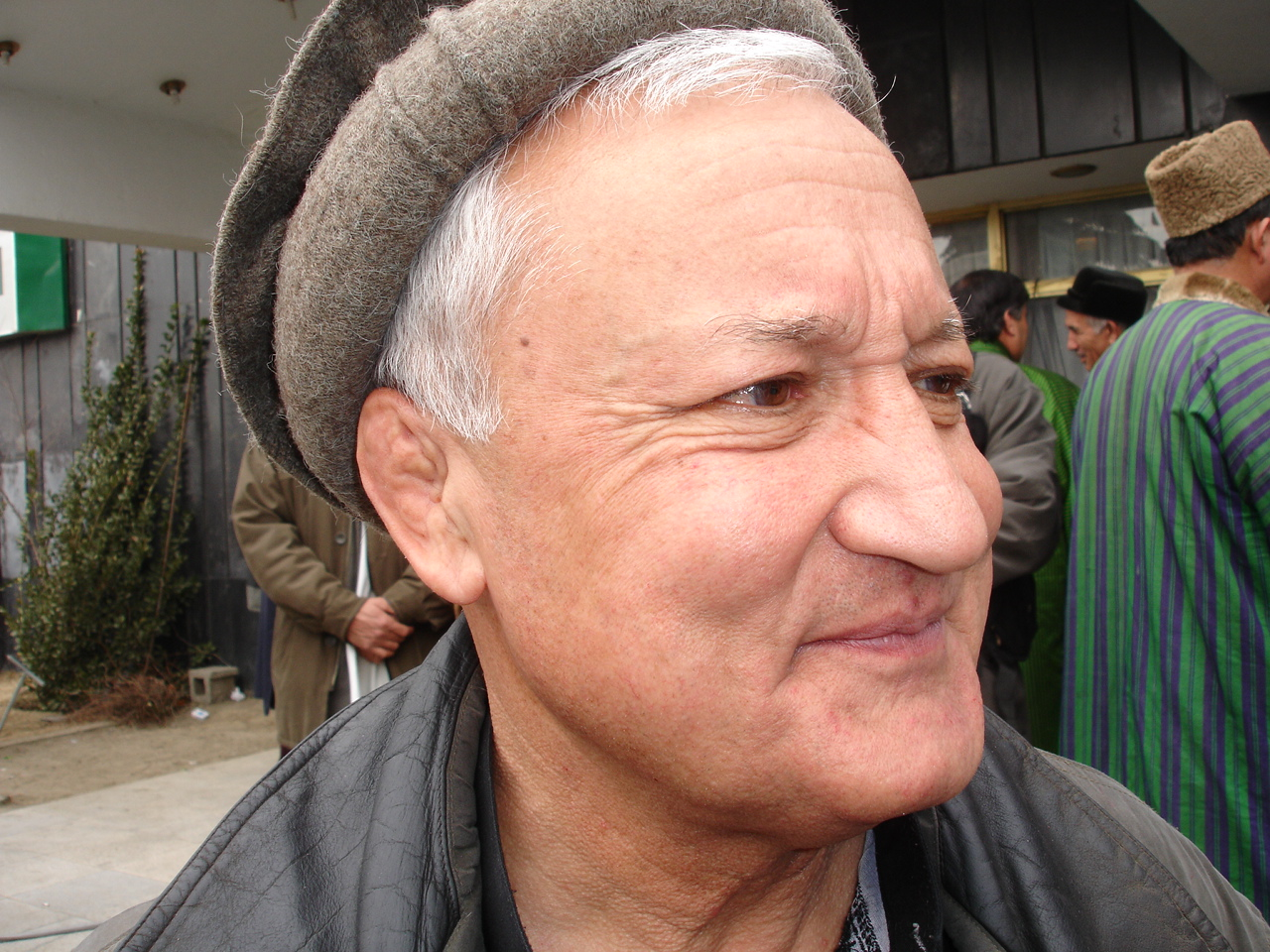
Азам Зарьяб

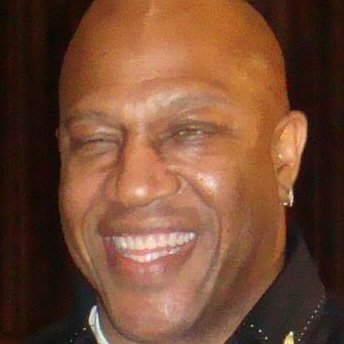
Том Листер-младший

- Бабуров, Владимир Филиппович (74) — советский и российский скульптор[340].
- Бхиде, Нарендра (47) — индийский композитор, автор киномузыки[341].
- Виндзор, Барбара (83) — британская актриса театра и кино[342].
- Волговской, Яков Борисович (80) — советский и российский актёр, заслуженный артист Российской Федерации (1998)[343].
- Гутнов, Феликс Хазмурзаевич (68) — российский историк, доктор исторических наук (1998), профессор кафедры истории древнего мира и средних веков СОГУ (1995)[344].
- Дебу, Астад (73) — индийский танцовщик и хореограф[345].
- Зарьяб, Азам Рахнавард (76) — афганский писатель на языке дари[346].
- Зырянов, Александр Иванович (68) — полковник милиции, первый командир СОБР МВД РФ[347].
- Листер, Том (62) — американский киноактёр[348].
- Рехвиашвили, Александр Павлович (82) — советский, грузинский и российский кинооператор, актёр, сценарист и кинорежиссёр[349].
- Руис Навас, Хосе Марио (90) — эквадорский католический архиепископ[350].
- Сайкс, Брайан (73) — британский генетик[351].
- Сафра, Джозеф (81) — бразильский банкир[352].
- Сергеев, Николай Михайлович (82) — советский и российский физикохимик, доктор химических наук (1982), профессор (1993)[353].
- Сиенра, Мирьям (81) — парагвайская актриса и журналистка[354].
- Филиппов, Станислав Кириллович (75) — советский и российский журналист и краевед[355].
- Фомин, Александр Гурьевич (62) — российский военачальник, генерал-майор, Герой Российской Федерации (2001)[356].

## 9 декабря

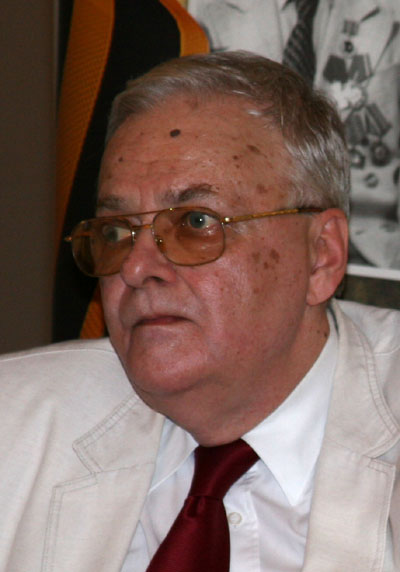
Вячеслав Езепов

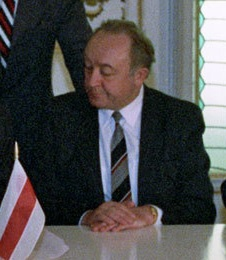
Вячеслав Кебич

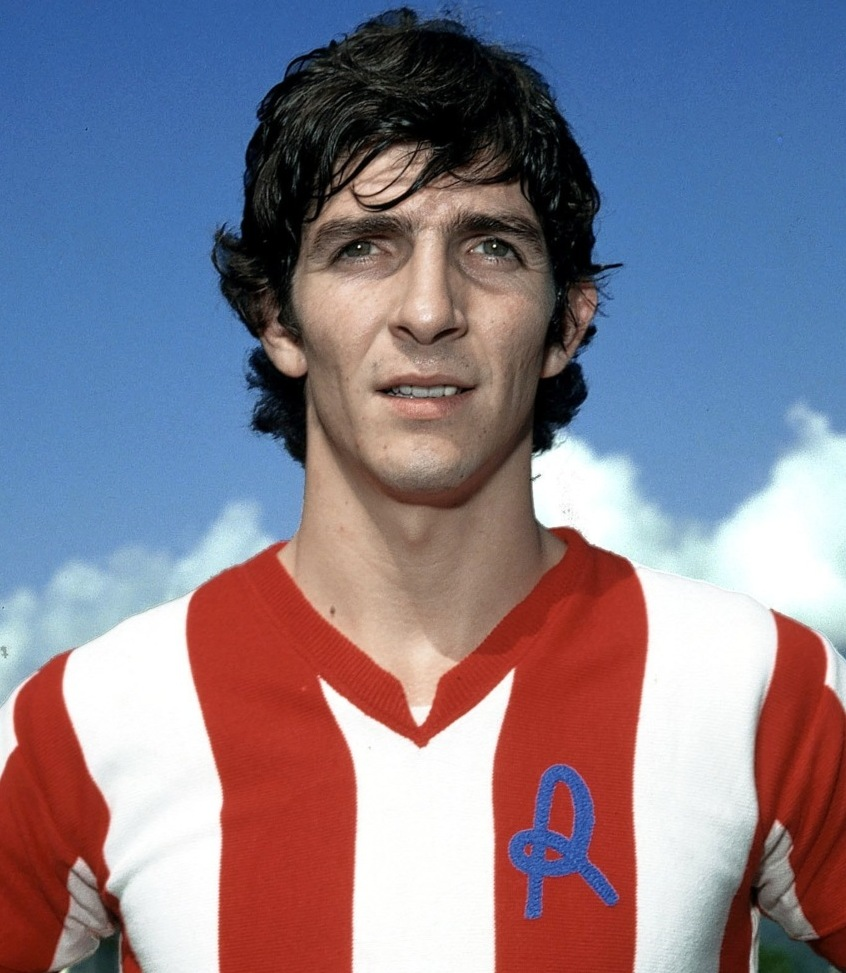
Паоло Росси

- Алимжанов, Исахан Молдаханович (61) — казахстанский бизнесмен, депутат Мажилиса[357].
- Антонова, Екатерина Тимофеевна (92) — советский украинский хозяйственный деятель, Герой Социалистического Труда (1966)[358].
- Вознесенский, Лев Александрович (94) — советский и российский экономист[359].
- Езепов, Вячеслав Иванович (79) — советский и российский актёр театра и кино, народный артист РСФСР (1989), народный артист Украины (2004)[360].
- Исаков, Валерий Александрович (75) — российский инфекционист, доктор медицинских наук (1997), профессор кафедры инфекционных болезней и эпидемиологии ПСПбГМУ[361].
- Кебич, Вячеслав Францевич (84) — советский и белорусский партийный, государственный и политический деятель, председатель Совета министров Белорусской ССР / Республики Беларусь (1990—1994)[362].
- Кокран Филью, Освалду (87) — бразильский ватерполист[363].
- Ольмедо, Алекс (84) — перуанский и американский теннисист[364].
- Райчук, Пелагея Ивановна (98) — советский общественный деятель[365].
- Рамазанова, Эльмира Мамедамин кызы (86) — азербайджанский учёный в области разработки нефтегазовых и газоконденсатных месторождений, член-корреспондент НАНА (2007)[366].
- Росси, Паоло (64) — итальянский футболист, чемпион мира (1982) в составе национальной сборной[367].
- Рядчиков, Виктор Георгиевич (86) — советский и российский учёный в области животноводства, директор Северо-Кавказского НИИ животноводства (1983—1999), академик РАСХН (1995—2013), академик РАН (2013)[368].
- Самойлов, Александр Владимирович (68) — советский и российский актёр театра и кино, заслуженный артист Российской Федерации (1997)[369].
- Туря, Валериу (69) — молдавский дипломат, посол Республики Молдова в Португалии[370].
- Форбс, Гордон (86) — южноафриканский теннисист[371].
- Эзит, Жанна Яковлевна (83) — латвийская переводчица и редактор[372].

## 8 декабря

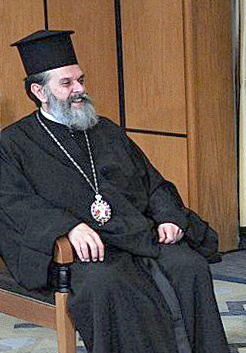
Нифон (Цаварис)

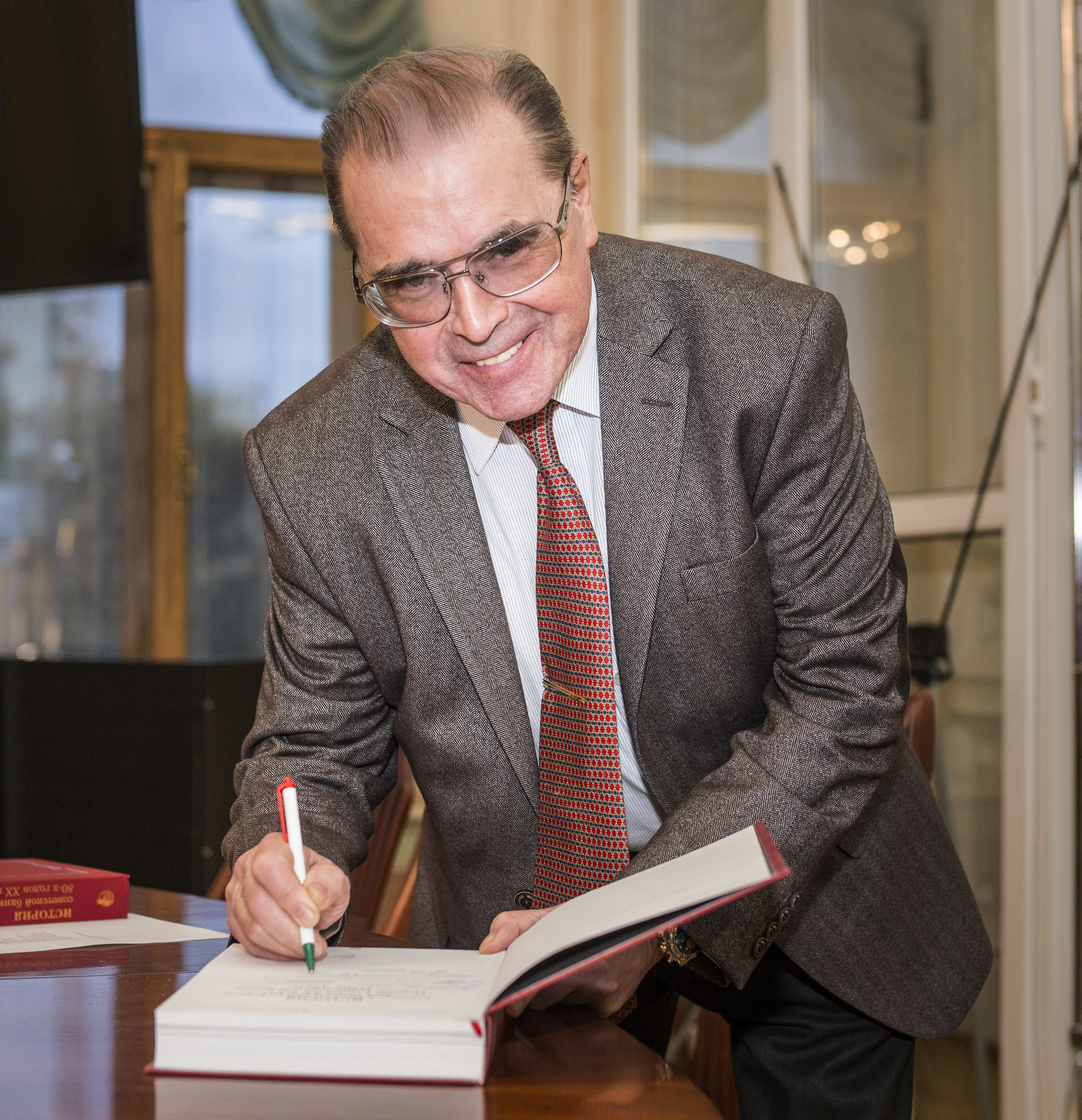
Владимир Раевский

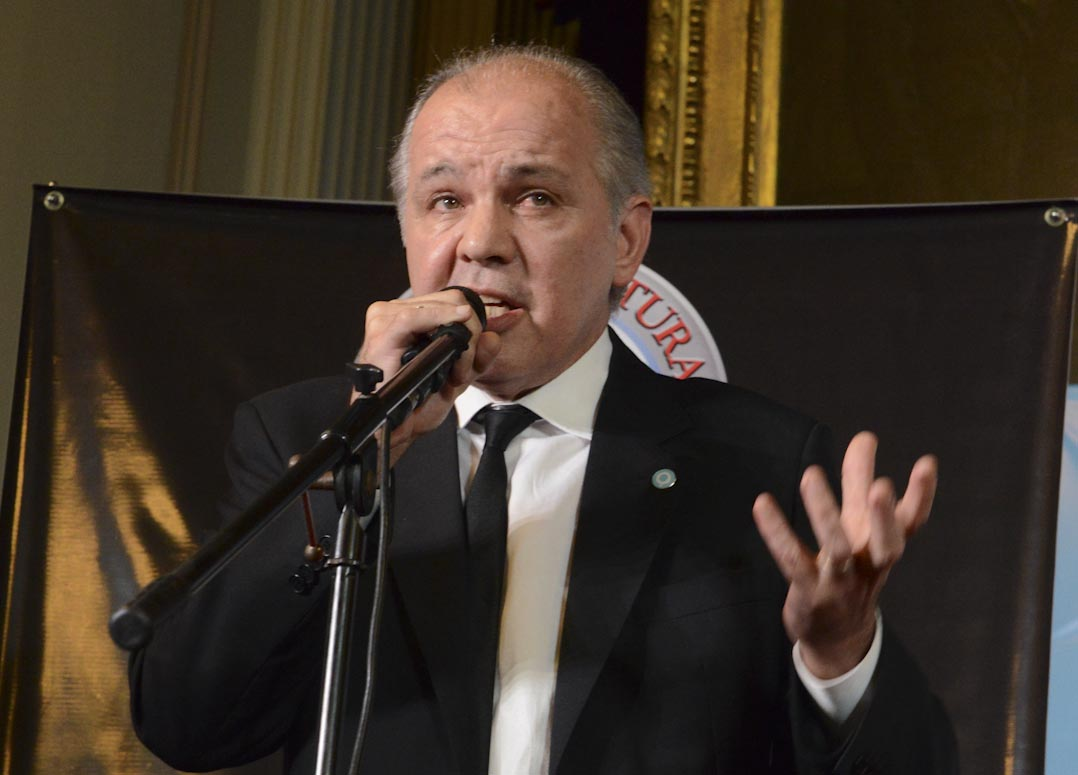
Алехандро Сабелья

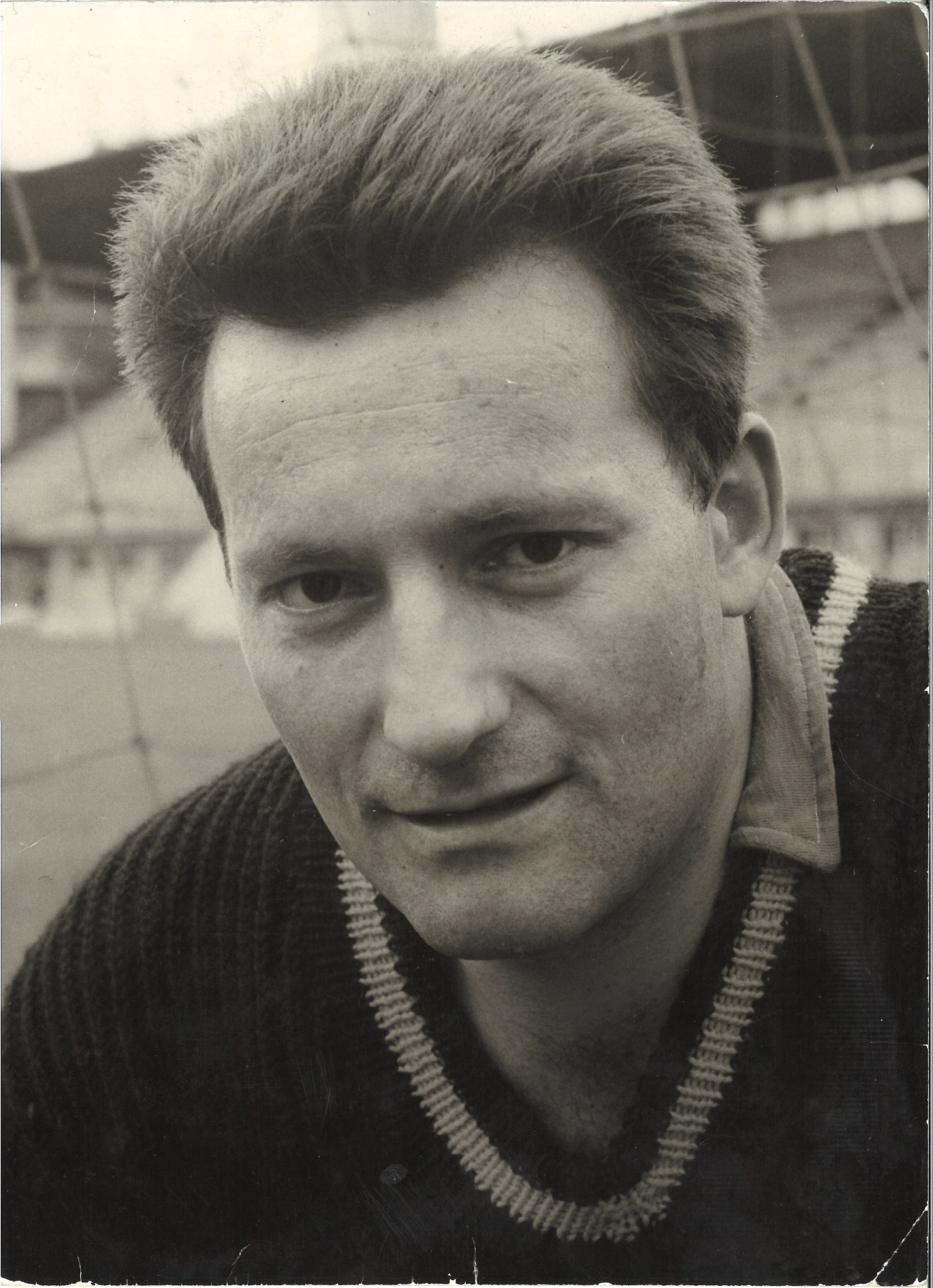
Курт Штеттлер

- Бгажноков, Барасби Хачимович (73) — советский и российский учёный-кавказовед, этнолог и историк, доктор исторических наук[373].
- Боннер, Александр Тимофеевич (83) — советский и российский правовед, доктор юридических наук (1980), профессор[374].
- Будд, Гарольд (84) — американский пианист, поэт и композитор[375].
- Ван Юйпу (64) — китайский бизнесмен и политический деятель, министр по чрезвычайным ситуациям Китая[376].
- Вихарев, Николай Павлович (69) — советский футболист[377].
- Герасимова-Персидская, Нина Александровна (92) — советский и украинский музыковед и культуролог[378].
- Кандич, Боривое (59) — сербский киноактёр[379].
- Кевхишвили, Темур (79) — грузинский хормейстер, народный артист Грузии[380][381].
- Масумян, Белла Амовна (83) — советская и белорусская актриса, народная артистка Беларуси (1995)[382].
- Нифон (Цаварис) (61) — епископ Александрийской православной церкви, митрополит Пилусийский (с 2014 года)[383].
- Паг, Клаус (85) — датский киноактёр[384].
- Пинто, Раффаэле (75) — итальянский автогонщик[385].
- Полубоярцев, Владимир Кириллович (70) — украинский актёр, артист Криворожского театра драмы и музыкальной комедии, народный артист Украины (2010)[386].
- Раевский, Владимир Абрамович (80) — советский государственный деятель, и. о. министра финансов СССР (1991)[387].
- Сабелья, Алехандро (66) — аргентинский футболист и тренер[388].
- Свириденко, Андрей Арьевич (68) — российский философ, поэт[389].
- Седипков, Алексей Доржуевич (62) — советский и российский тувинский художник[390].
- Фидаров, Асланбек Эдикович (47) — российский борец вольного стиля, победитель крупных международных турниров[391].
- Худоерко, Александр Михайлович (94) — советский юрист, руководитель военного трибунала Северного флота (1972—1979)[392].
- Чистов, Евгений Валентинович (78) — советский и российский художник[393].
- Шапошников, Евгений Иванович (78) — советский и российский военачальник, министр обороны СССР (1991), секретарь Совета безопасности России (1993), маршал авиации (1991)[394].
- Штеттлер, Курт (88) — швейцарский футбольный вратарь, участник чемпионата мира (1962)[395].

## 7 декабря

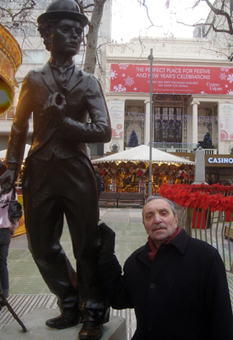
Александр Гордон

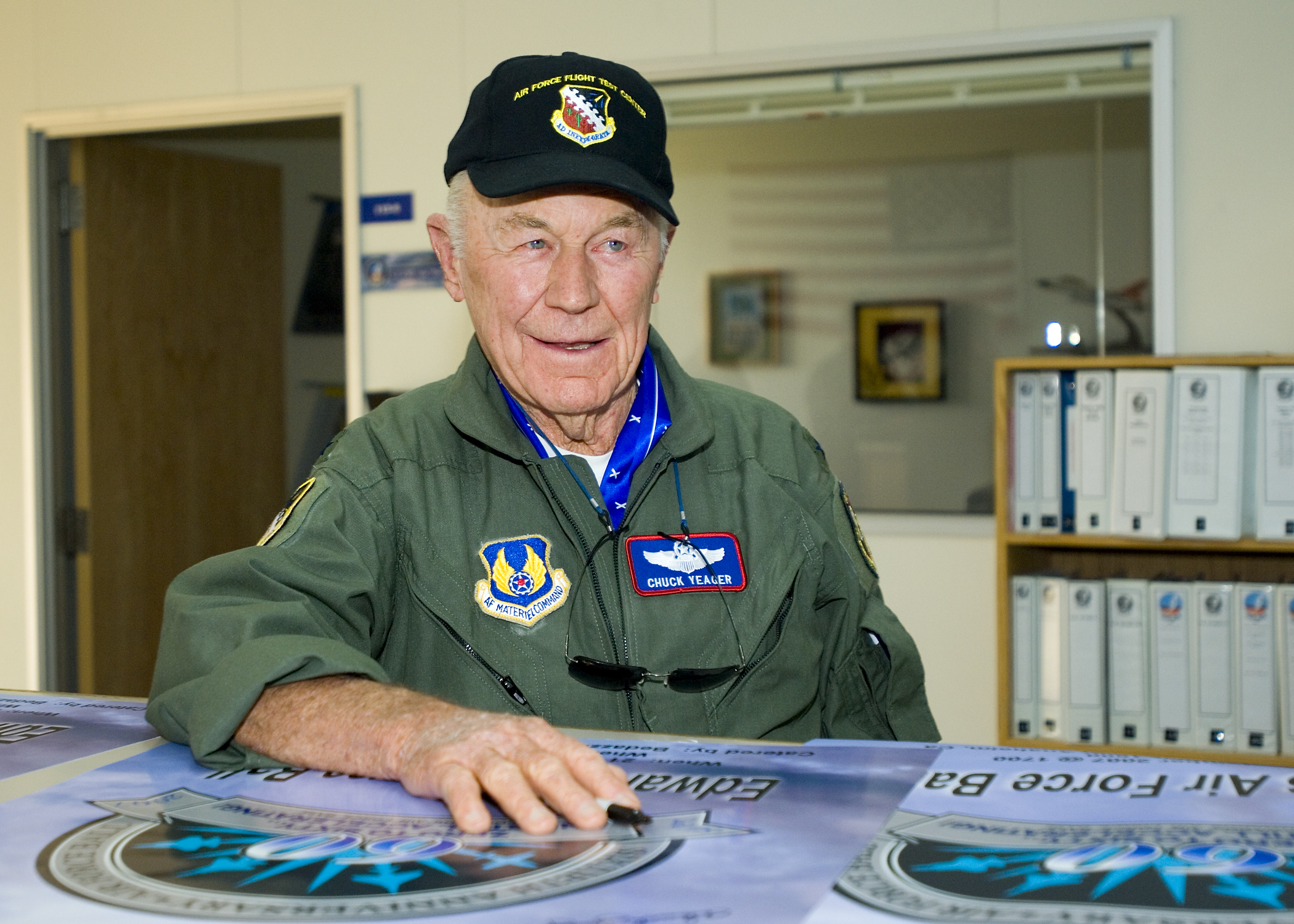
Чарльз Йегер

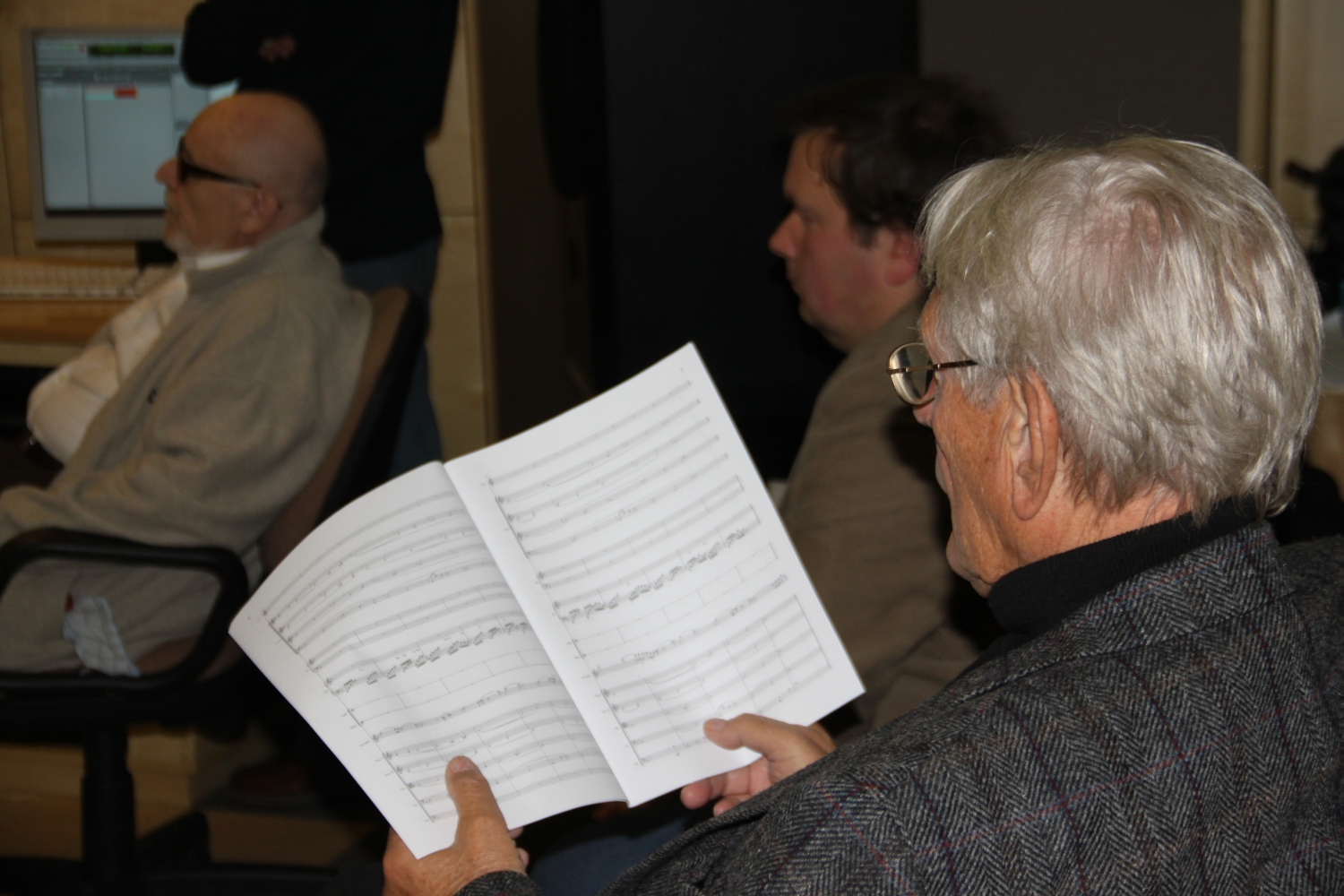
Вадим Петров

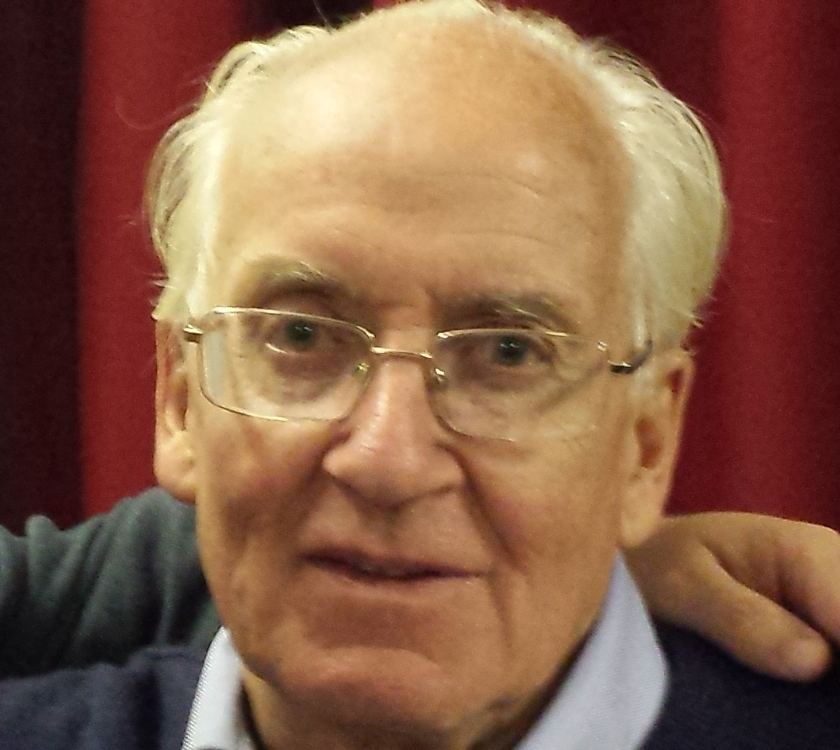
Даг Скотт

- Алексий (Михалопулос) (88) — епископ Элладской православной церкви, митрополит Триккский и Стагонский (1981—2015)[396].
- Арима, Акито (90) — японский физик-теоретик, министр образования Японии (1998—1999)[397].
- Аршич, Тихомир (64) — сербский актёр театра, кино и телевидения[398].
- Ахатов, Шаукат Нурлигаянович (98) — советский хозяйственный деятель, генеральный директор Управления Урало-Сибирскими магистральными нефтепроводами (1970—1983)[399].
- Блам, Михаил Семёнович (83) — российский альтист и скрипач, заслуженный работник культуры Российской Федерации[400].
- Галван, Эдуарду (58) — бразильский киноактёр[401].
- Гордон, Александр Витальевич (88) — советский кинорежиссёр[402].
- Грицай, Геннадий Яковлевич (82) — советский и российский педагог, народный учитель СССР (1986)[403].
- Гуцу, Георгий (67) — молдавский тренер по тяжёлой атлетике, тренер сборной Молдовы[404].
- Йегер, Чарльз Элвуд (97) — американский лётчик-испытатель[405].
- Казинцев, Александр Иванович (67) — российский публицист и журналист[406].
- Кано, Джозелин (29) — американская фотомодель и модельер[407].
- Корюкина, Ирина Петровна (67) — российский педиатр, доктор медицинских наук (1992), профессор (1993), ректор ПГМУ (с 2005 года)[408].
- Лэндер, Дэвид (73) — американский киноактёр[409].
- Михин, Пётр Алексеевич (99) — советский военный и общественный деятель[410].
- Петров, Вадим (88) — чешский композитор[411].
- Савостьянов, Вадим Константинович (79) — советский и российский почвовед, директор НИИ аграрных проблем Хакасии Сибирского отделения РАСХН, заслуженный агроном Российской Федерации (1993)[412].
- Скотт, Даг (79) — английский альпинист[413].
- Стрельникова, Нина Ивановна (87) — советский и российский ботаник, доктор биологических наук, профессор[414].
- Третьяков, Валентин Филиппович (79) — российский химик, доктор химических наук, профессор, сотрудник ИНХС РАН[415].

## 6 декабря

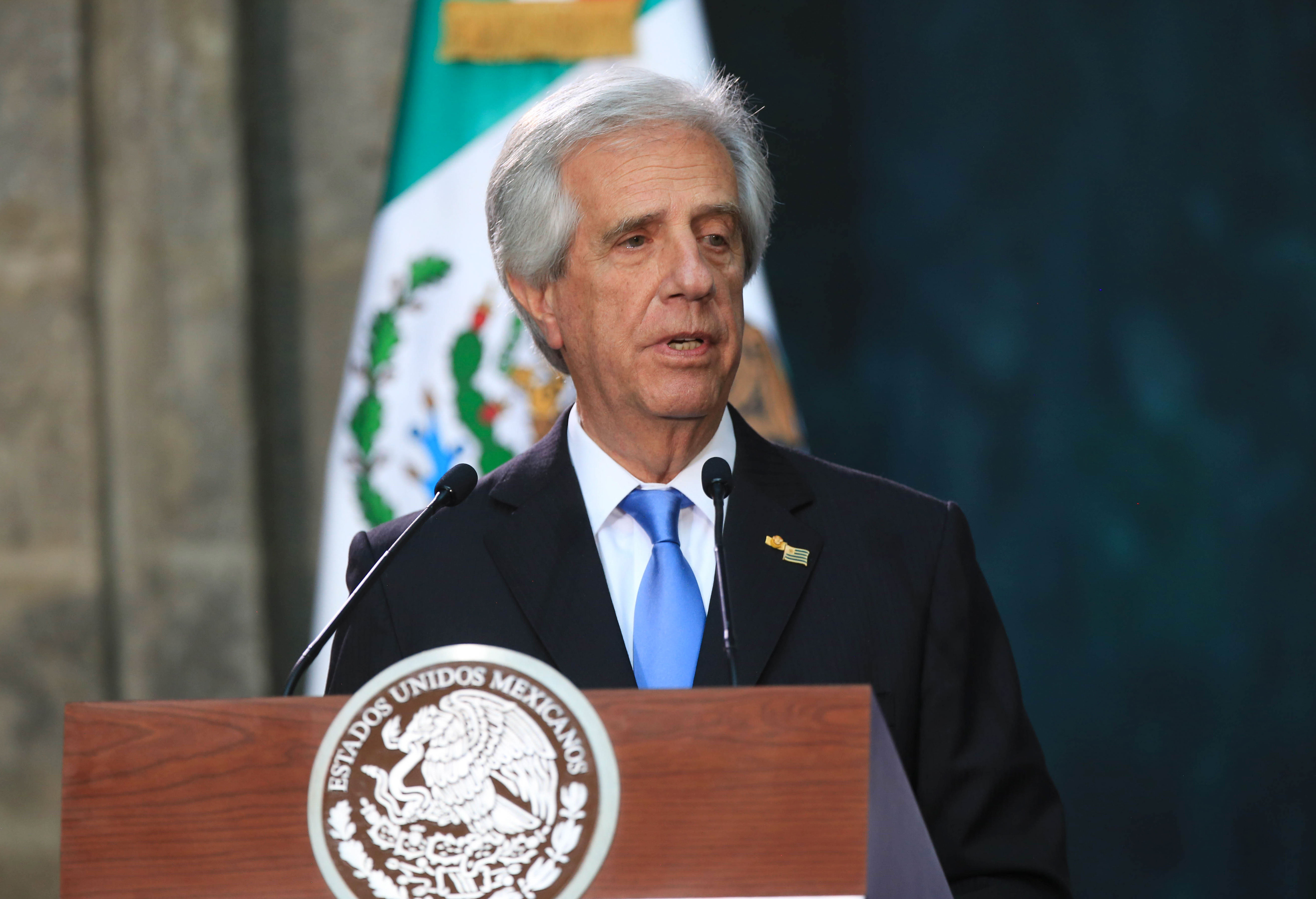
Табаре Васкес

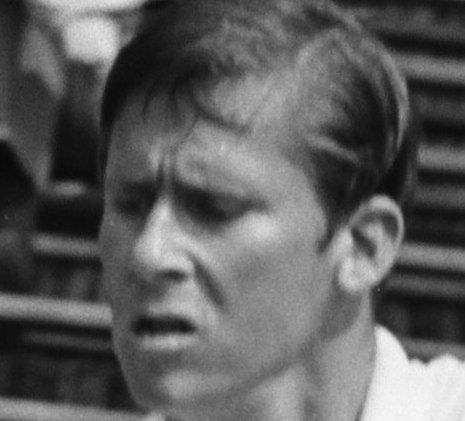
Деннис Ралстон

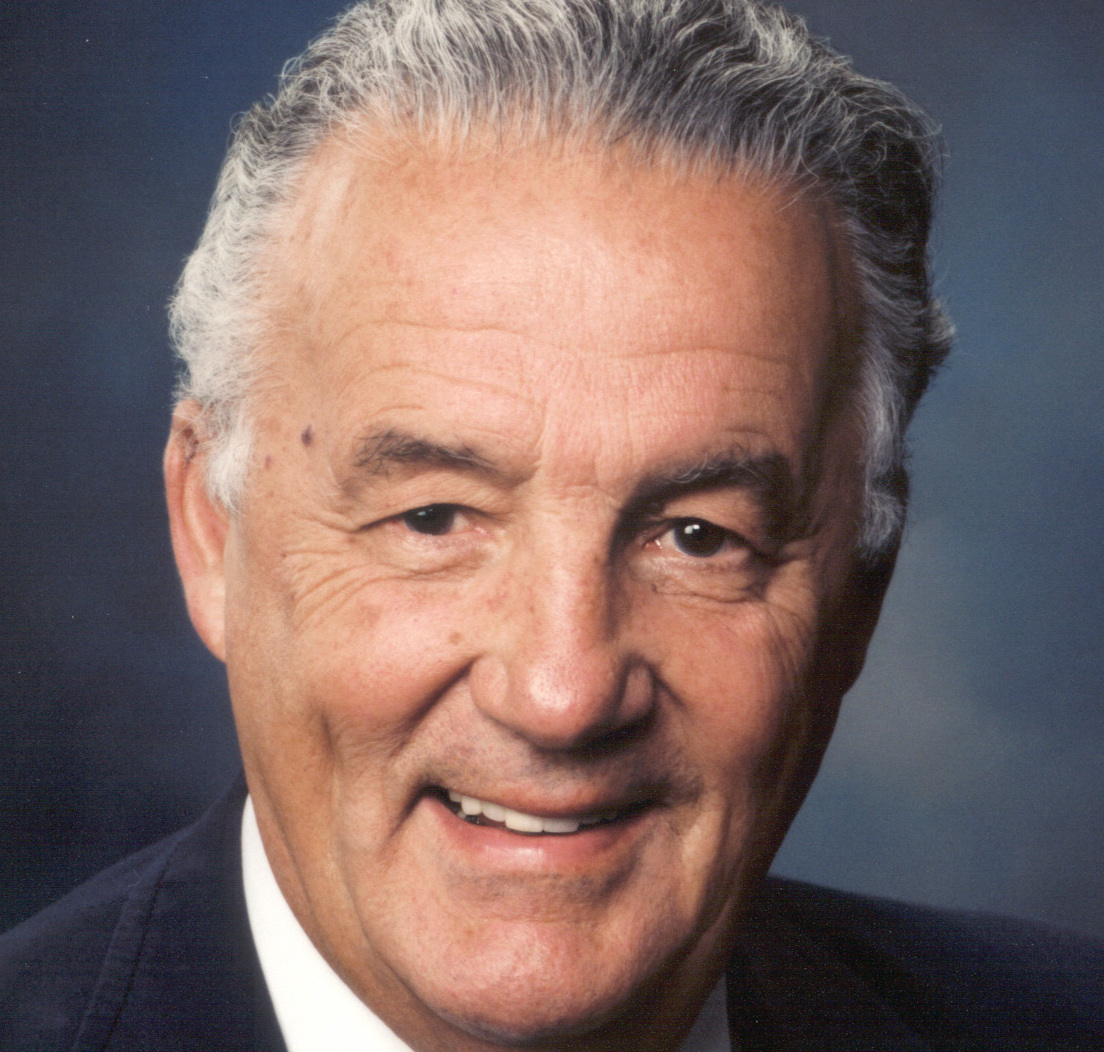
Пол Сарбейнз

- Армстронг, Нил (87) — канадский хоккейный судья[416].
- Бунин, Николай Владимирович (68) — российский скульптор[417].
- Васкес, Табаре (80) — уругвайский государственный деятель, президент (2005—2010, 2015—2020)[418].
- Венграф, Зента (96) — австрийская актриса[419].
- Дабович, Деян (76) — югославский ватерполист, чемпион летних Олимпийских игр в Мехико (1968)[420].
- Евстигнеев, Игорь Иванович (86) — советский передовик промышленного производства, Герой Социалистического Труда (1971)[421].
- Игумнов, Анатолий Александрович (74) — российский государственный деятель, мэр Чебоксар (1995—2002)[422].
- Кунц, Ласло (63) — венгерский ватерполист, бронзовый призёр летних Олимпийских игр в Москве (1980)[423].
- Моисеев, Николай Андреевич (86) — советский военачальник, генерал-полковник (1987)[424].
- Нетупская, Любовь Алексеевна (100) — советская телеграфистка, сообщившая в 1945 году о победе над Германией в Великой Отечественной войне[425].
- Мухопадхьяй, Мону (90) — индийский киноактёр[426].
- Овчарек, Клаус (81) — австрийский оперный певец[427].
- Поливанова, Галина Анатольевна (91) — советская и украинская певица (сопрано), народная артистка УССР (1963)[428].
- Ралстон, Деннис (78) — американский теннисист, пятикратный победитель турниров Большого шлема в мужском парном разряде[429].
- Рамадановский, Джей (56) — сербский фолк-певец[430].
- Ратников, Борис Константинович (76) — советский и российский общественный деятель, публицист, генерал-майор ФСБ[431].
- Сарбейнз, Пол (87) — американский юрист, сенатор от штата Мэриленд (1977—2007)[432].
- Тарунин, Евгений Леонидович (83) — советский и российский математик, доктор физико-математических наук, профессор кафедры прикладной математики мехмата ПГНИУ[433].
- Узбек, Виктор Спиридонович (81) — советский украинский художник-гравер, скульптор-медальер, заслуженный художник Украины (2017)[434].
- Швед, Густав Моисеевич (84) — советский и российский физик, доктор физико-математических наук (1988), профессор кафедры физики атмосферы СПбГУ (1991)[435].

## 5 декабря

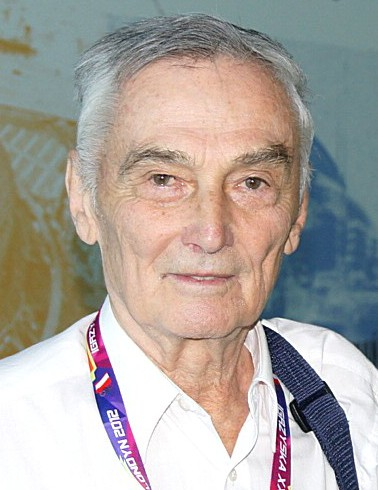
Войцех Заблоцкий

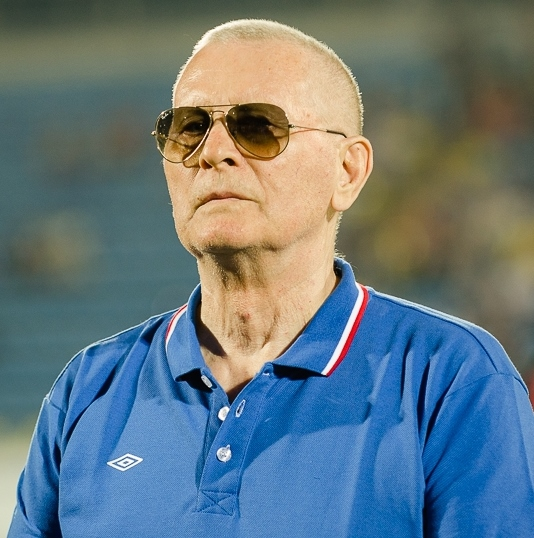
Виктор Понедельник

- Авдеев, Владимир Борисович (58) — российский публицист националистического и расистского направления[436].
- Ванеев, Сергей Николаевич (54) — российский журналист, главный редактор газеты «Знамя» (Узловая); убит[437].
- Восканян, Юрий Вагаршакович (82) — армянский театральный актёр, артист Гюмрийского государственного драматического театра, заслуженный артист Республики Армения (2003)[438].
- Заблоцкий, Войцех (89) — польский архитектор и фехтовальщик-саблист, чемпион мира (1959, 1961 и 1963), серебряный призёр Летних Олимпийских игр (1956 и 1960)[439].
- Йовчев, Минчо (77) — болгарский государственный и политический деятель, вице-премьер и министр промышленности Болгарии[440].
- Кастель, Робер (87) — французский актёр[441].
- Кукер, Хенрик (90) — польский боксёр наилегчайшей весовой категории, чемпион Европы (1953)[442].
- Кржижкова, Мари Рут (84) — чешская диссидентка, спикер движения Хартия-77 и историк литературы[443].
- Мазари, Шербаз Хан (90) — пакистанский политический деятель, лидер оппозиции (1975—1977)[444].
- Печи, Ильдико (80) — венгерская актриса[445].
- Понедельник, Виктор Владимирович (83) — советский футболист и журналист, последний остававшийся в живых чемпион Европы 1960 года[446].
- Семёнова, Меланья Васильевна (81) — советский и украинский животновод, Герой Социалистического Труда (1971)[447].
- Собисевич, Леонид Евгеньевич (90) — советский и российский геофизик, доктор технических наук (1973), профессор (1981), заслуженный деятель науки Российской Федерации[448].
- Ироду Сундар (63) — индийский сценарист и кинорежиссёр[449].
- Сюй Шоушэн (67) — китайский партийный и государственный деятель, член ЦК КПК (с 2007 года), губернатор провинции Ганьсу (2006—2010), губернатор провинции Хунань (2010—2013), глава парткома КПК пров. Хунань (2013—2016)[450].
- Фроянов, Игорь Яковлевич (84) — советский и российский историк, доктор исторических наук (1976), профессор (1979), декан истфака СПбГУ (1982—2001)[451].
- Хрушовар, Тадей (74) — югославский и словенский композитор и музыкант, основатель группы «Pepel in kri»[452].
- Циолковский, Теодор (88) — американский литературовед[453].
- Чубриков, Илия (85) — болгарский автогонщик[454].

## 4 декабря

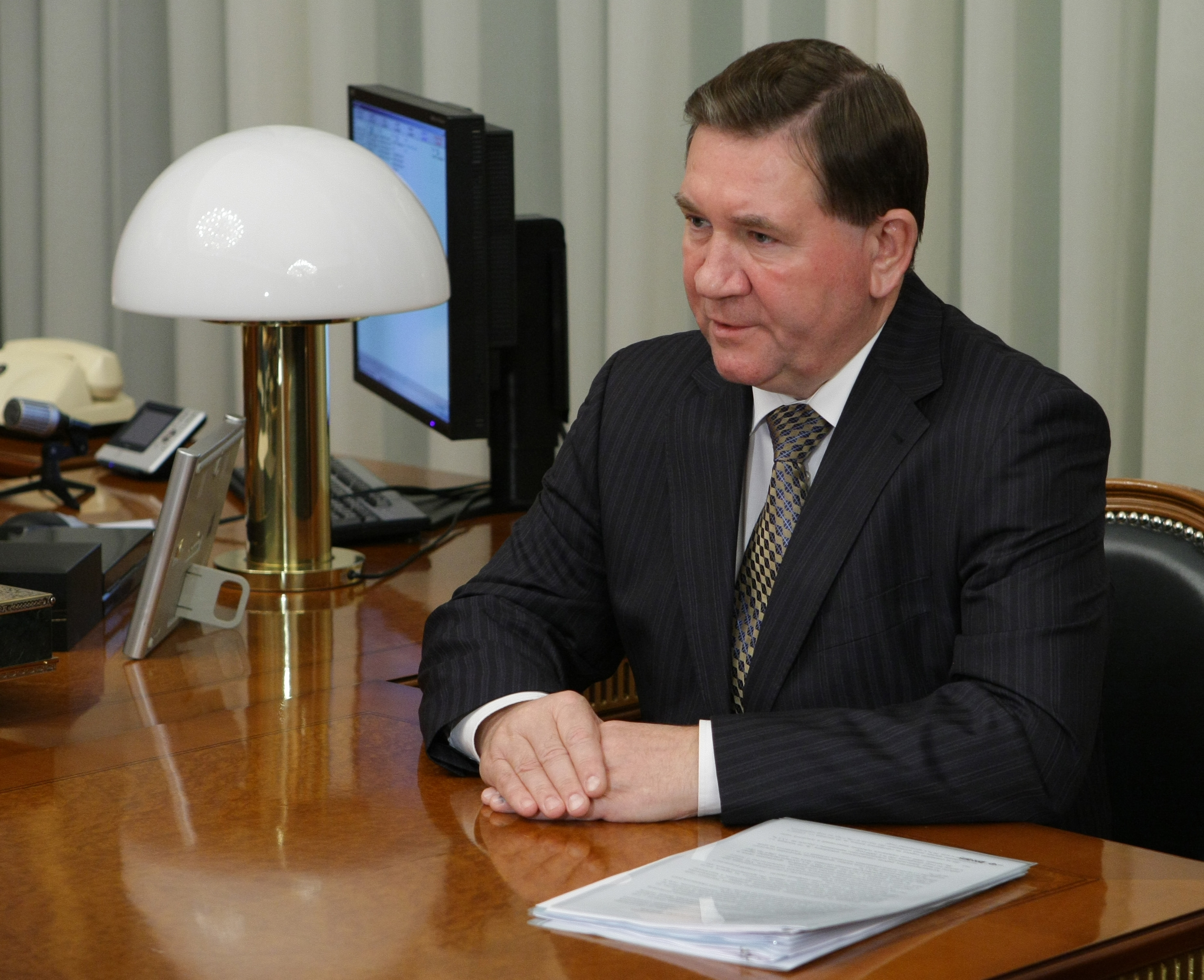
Александр Михайлов

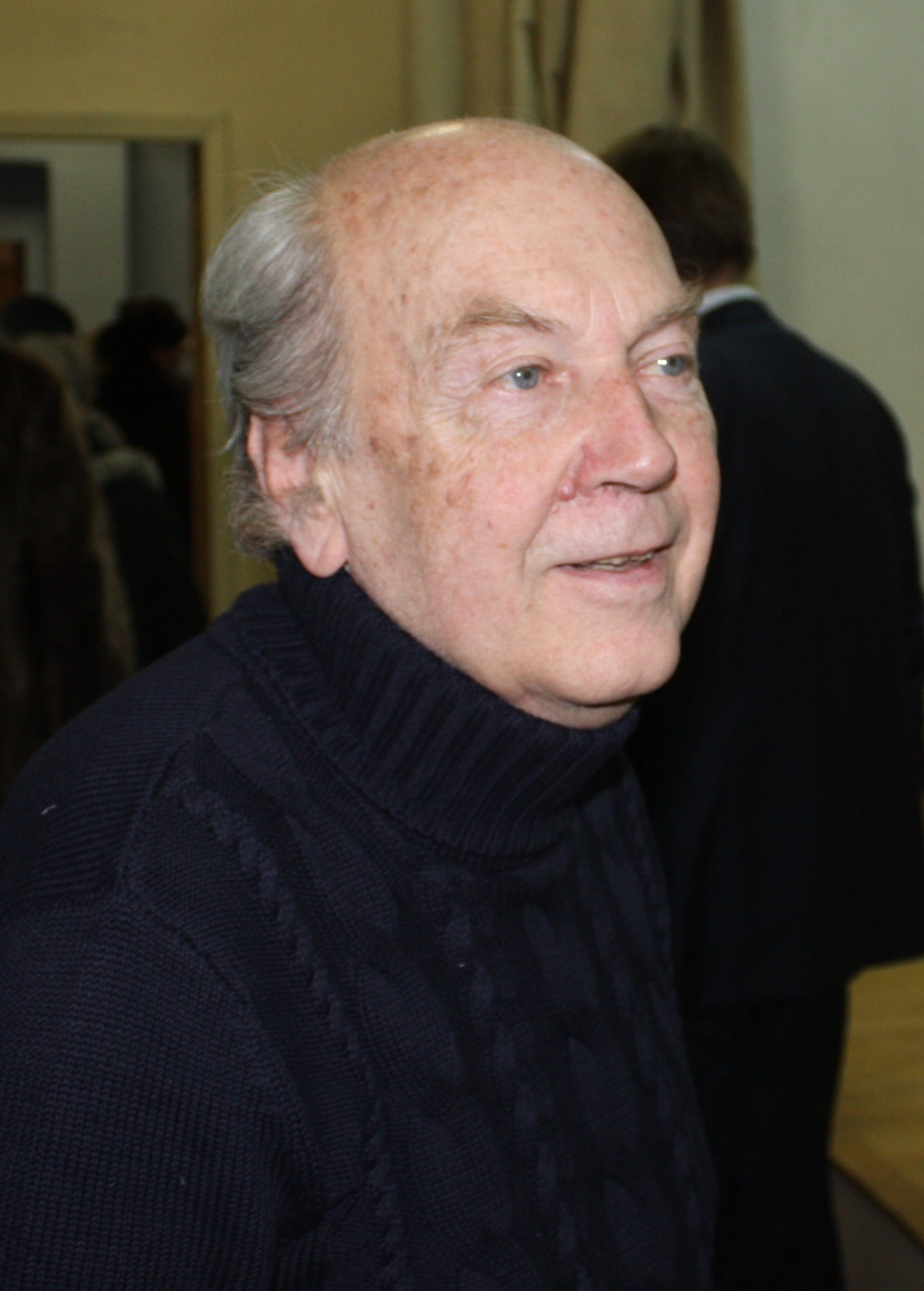
Роллан Сергиенко

- Барсуков, Иван Иванович (83) — советский и российский военный и общественный деятель, контр-адмирал в отставке[455].
- Бекизова, Лейла Абубекировна (91) — советский и российский литературовед, общественный деятель[456].
- Болиньяри, Франко (91) — итальянский певец[457].
- Ботнару, Евгения (84) — советская и молдавская актриса[458].
- Буянов, Роман Алексеевич (93) — советский и российский физикохимик, член-корреспондент РАН (1991; член-корреспондент АН СССР с 1981)[459].
- Капани, Нариндер Сингх (94) — американский физик, один из основоположников волоконной оптики[460].
- Летерье, Франсуа (91) — французский актёр и кинорежиссёр[461].
- Мавети, Ларри (78) — канадский хоккеист и тренер[462].
- Михайлов, Александр Николаевич (69) — российский политический деятель, губернатор Курской области (2000—2018), член Совета Федерации[463].
- Рабель, Пако (86) — мексиканский актёр («Падре Гальо», «Свет и тень», «Дом в конце улицы») и театральный режиссёр[464].
- Самойленко, Анатолий Михайлович (82) — советский и украинский математик, академик НАН Украины (1995), директор Института математики НАН Украины (с 1988 года)[465].
- Сангулия, Гарри Владимирович — советский и абхазский хореограф, балетмейстер ансамбля песни и танца Абхазии, заслуженный артист Республики Абхазия[466].
- Седдики, Сухайна (82) — афганская государственная деятельница, министр здравоохранения (2001—2004)[467].
- Сергиенко, Роллан Петрович (84) — украинский и российский кинорежиссёр и сценарист, заслуженный деятель искусств Украины (2010)[468].
- Сести, Эдуардо (78) — перуанский актёр[469].
- Сингх, Ананд (72) — фиджийский государственный деятель, генеральный прокурор (1999—2000)[470].
- Танида, Кинуко (81) — японская волейболистка, чемпионка летних Олимпийских игр (1964), чемпионка мира (1962)[471].
- Тиккоев, Сергей Борисович (?) — российский тренер по лыжным гонкам и поэт[472].
- Шарма, Денешвар (66) — индийский полицейский офицер, директор Разведывательного бюро (2015—2017), администратор Лакшадвипа (с 2019)[473].

## 3 декабря

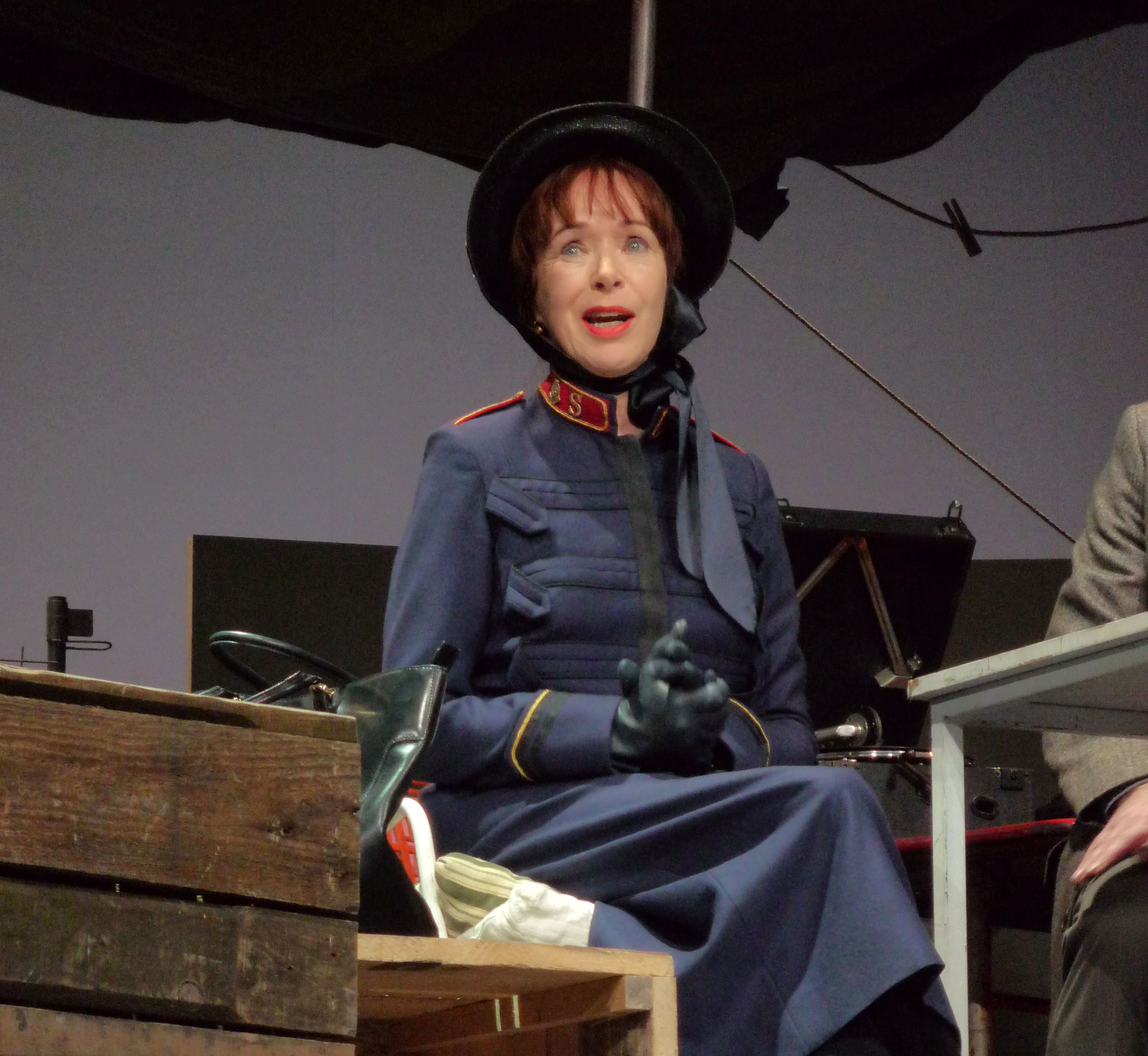
Ютта Лампе

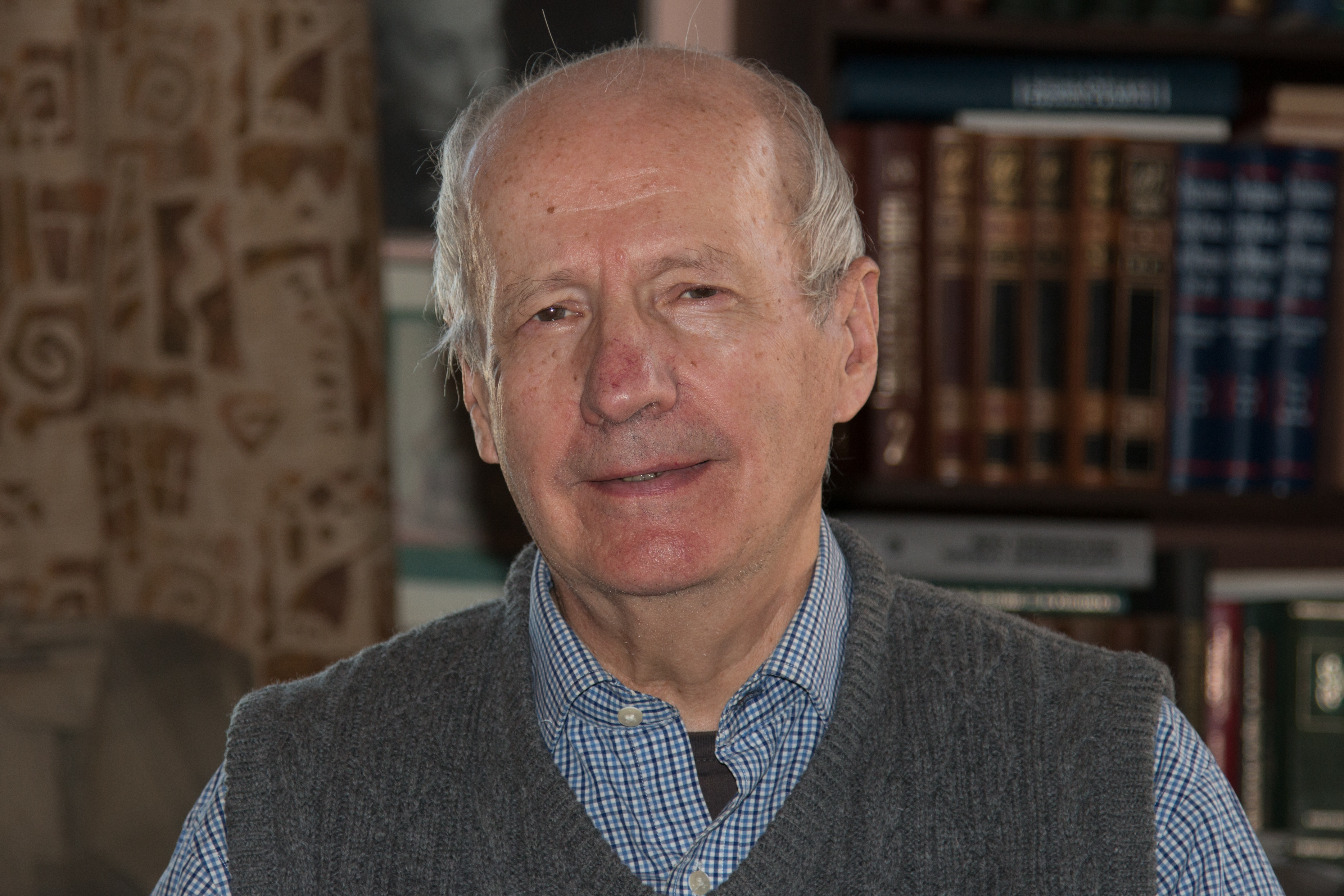
Борис Фрезинский

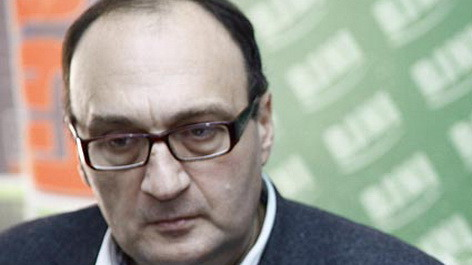
Самвел Худоян

- Атбашьян, Дмитрий Александрович (82) — советский и армянский лётный инженер, начальник Главного управления гражданской авиации Армянской ССР при Министерстве гражданской авиации СССР (1971—1987)[474].
- Ганьон, Андре (82) — канадский композитор и дирижёр[475].
- Григорьев, Олег Вадимович (60) — советский и российский экономист, аналитик, государственный советник Российской Федерации первого класса, руководитель Научно-исследовательского центра Олега Григорьева «Неокономика»[476].
- Губа, Владимир Петрович (81) — советский и украинский композитор, народный артист Украины (1999)[477].
- Иваницкий, Виктор Павлович (82) — советский и российский хозяйственный, государственный и политический деятель, доктор экономических наук, профессор, ректор Иркутского института народного хозяйства (1976—1987)[478].
- Исмаилов, Адиль Алвиз оглы (63) — азербайджанский юрист, правовед, следователь и общественный деятель[479].
- Лампе, Ютта (82) — немецкая актриса театра и кино, лауреат Венецианского кинофестиваля (1981)[480].
- Латышев, Юрий Иванович (87) — советский и российский педагог, народный учитель Российской Федерации (2005)[481].
- Лури, Элисон (94) — американская писательница, лауреат Пулитцеровской премии (1985)[482].
- Масаулов, Сергей Иванович (65) — российский политолог, доктор философских наук[483].
- Мораски, Марио (81) — итальянский футболист («Лацио», «Фиорентина») и тренер[484].
- Оралбаева, Нуржамал Оралбаевна (92) — казахский лингвист, тюрколог, доктор филологических наук, профессор КазНПУ имени Абая[485].
- Сальвадо, Альберт (69) — андоррский писатель[486].
- Стефановский, Благоя (67) — северомакедонский актёр и режиссёр, министр культуры (2002—2006)[487].
- Фрезинский, Борис Яковлевич (79) — советский и российский историк литературы[488].
- Хайат, Миан Мухаммед (?) — пакистанский государственный деятель, главный министр Пенджаба (1996—1997)[489].
- Холмс, Билл (94) — английский футболист, участник летних Олимпийских игр (1952)[490]
- Худоян, Самвел Суренович (60) — армянский психолог, доктор психологических наук, профессор[491].
- Шегельман, Илья Романович (76) — советский и российский учёный, доктор технических наук, тренер по самбо, заслуженный тренер Российской Федерации[492].

## 2 декабря

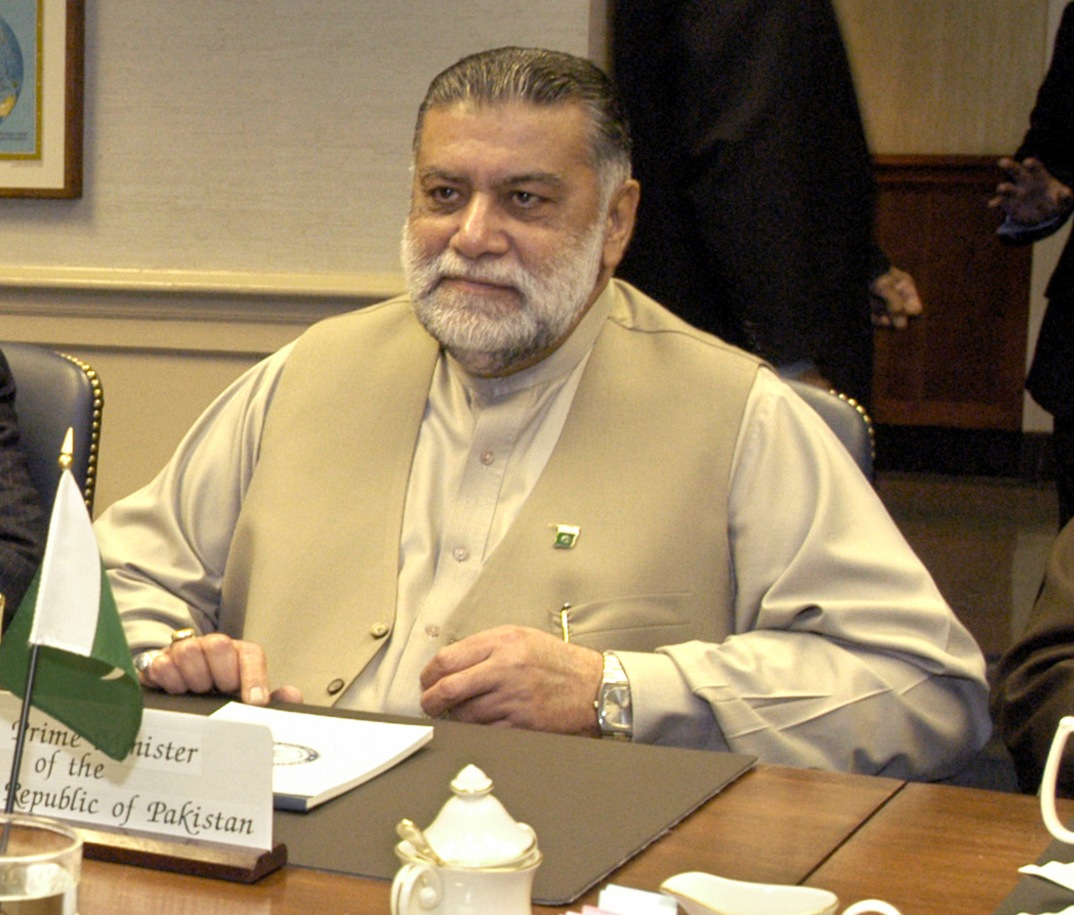
Зафарулла Хан Джамали

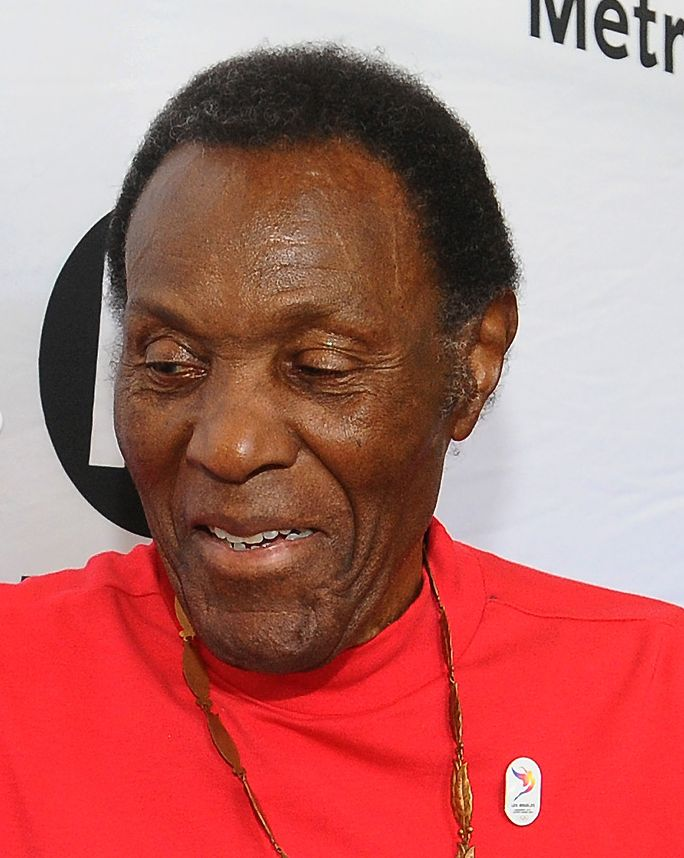
Рафер Джонсон

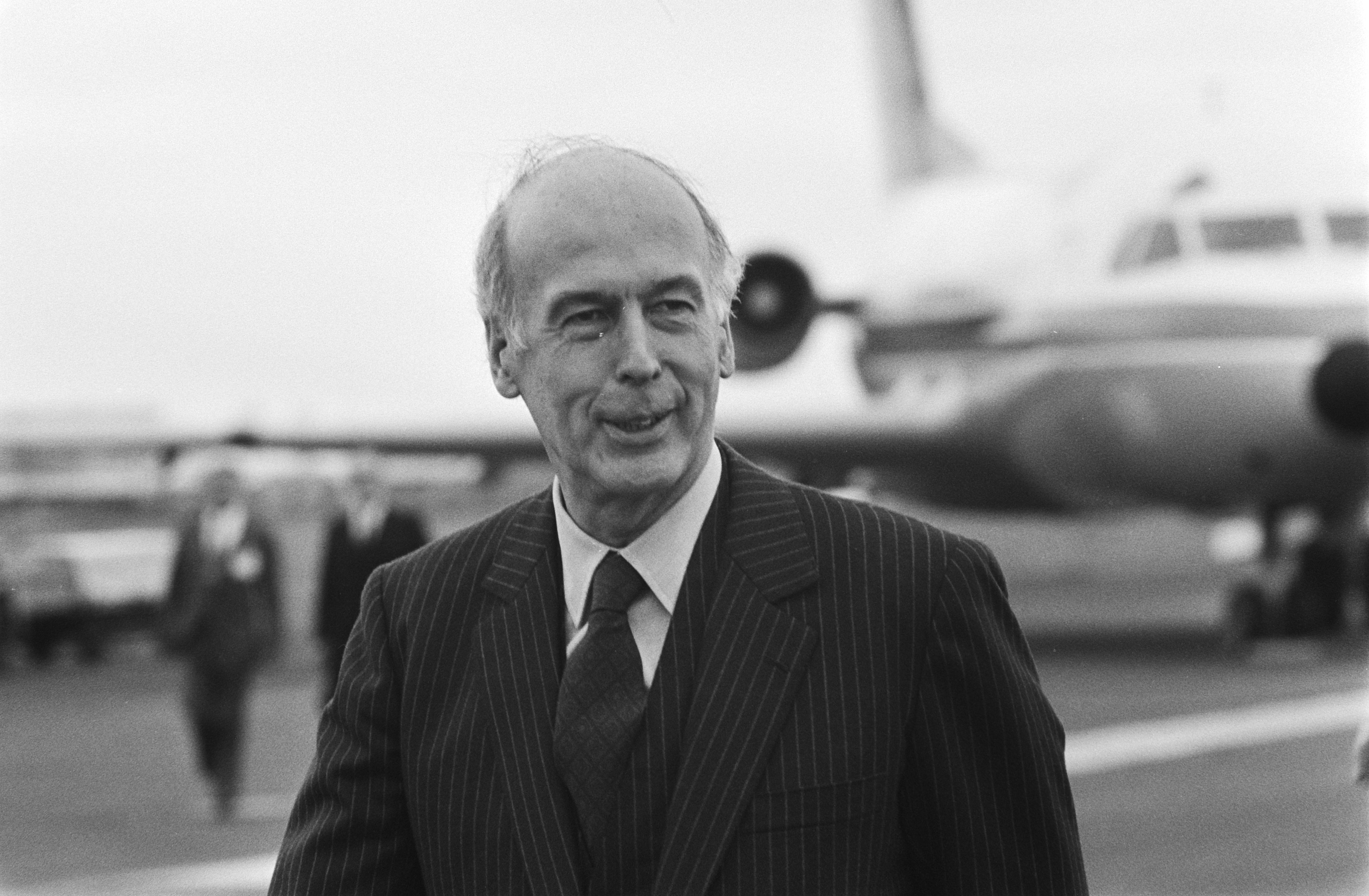
В. Жискар д’Эстен

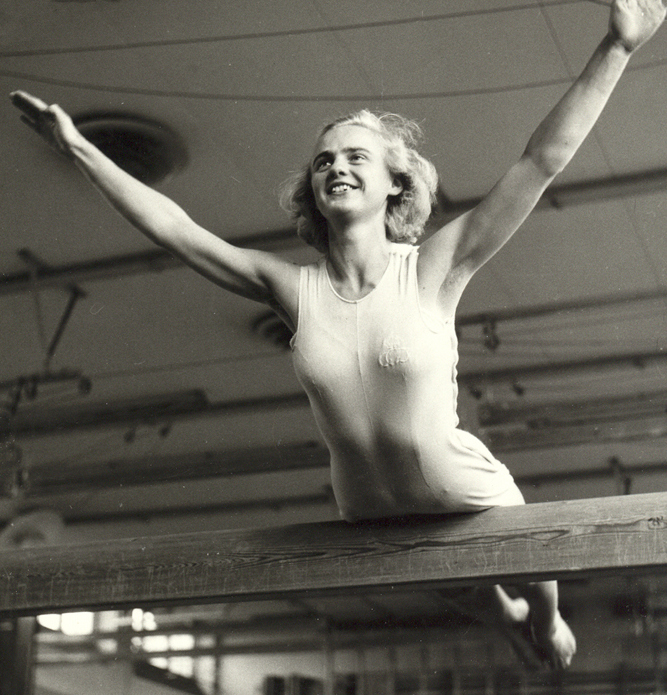
Карин Линдберг

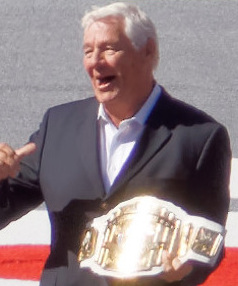
Пат Паттерсон

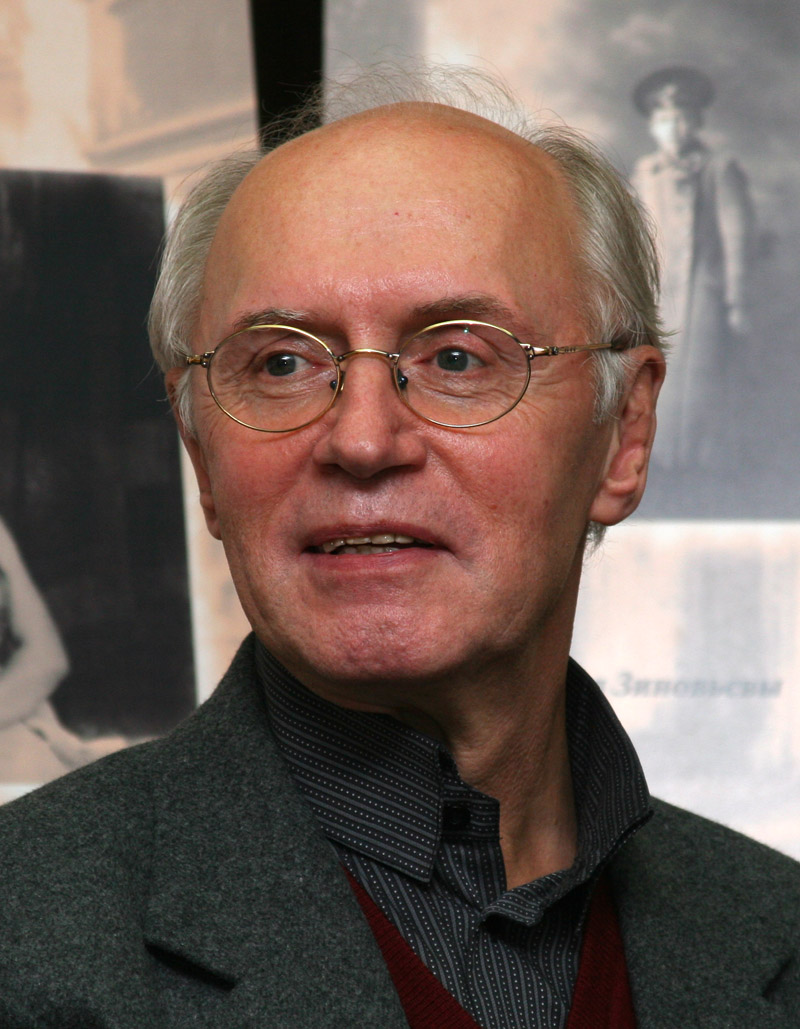
Борис Плотников

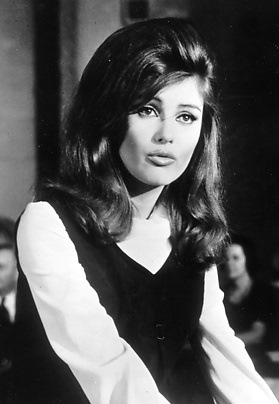
Памела Тиффин

- Абархун, Мухаммед (31) — марокканский футболист, игрок национальной сборной[493].
- Берлинджер, Уоррен (83) — американский актёр[494].
- Буссхоттс, Людо (64) — бельгийский киноактёр[495].
- Вильвовская, Нина Николаевна (75) — советская и российская актриса[496].
- Возба, Вахтанг Иосифович (67-68) — советский и абхазский танцовщик, солист ансамбля танца «Шаратын», народный артист Абхазии[497].
- Давиташвили, Коба Романович (49) — грузинский политический деятель, лидер «Партии народа», депутат Парламента (1999—2016)[498].
- Джамали, Зафарулла Хан (76) — пакистанский государственный деятель, премьер-министр (2002—2004)[499].
- Джиральди, Франко (89) — итальянский кинорежиссёр[500].
- Джонсон, Рафер (85) — американский легкоатлет и киноактёр, чемпион летних Олимпийских игр в десятиборье (1960)[501].
- Жискар д’Эстен, Валери (94) — французский государственный и политический деятель, президент Франции (1974—1981)[502]
- Карни, Фрэнк (82) — американский бизнесмен, сооснователь Pizza Hut[503].
- Кисельников, Сергей Юрьевич (62) — советский футболист, чемпион мира среди молодёжи (1977)[504].
- Кияс-Бёрн, Хью (73) — австралийский характерный актёр английского происхождения[505].
- Линдберг, Карин (91) — шведская гимнастка, чемпионка летних Олимпийских игр в Хельсинки (1952), серебряный призёр летних Олимпийских игр в Мельбурне (1956), чемпионка мира (1950)[506].
- Листов, Виктор Семёнович (83) — советский и российский искусствовед и киносценарист-документалист[507].
- Мозер, Альдо (86) — итальянский велогонщик[508].
- Паттерсон, Пат (79) — канадский и американский рестлер, первый интерконтинентальный чемпион WWE (1979)[509].
- Плотников, Борис Григорьевич (71) — советский и российский актёр и театральный педагог, народный артист Российской Федерации (1998)[510].
- Поликша, Александр Михайлович (79) — советский и российский организатор производства, генеральный директор завода «Уралкалий»[511].
- Сальман, Карим (55) — иракский футболист, игрок национальной сборной (1988—1993)[512].
- Тиффин, Памела (78) — американская актриса и модель[513].

## 1 декабря

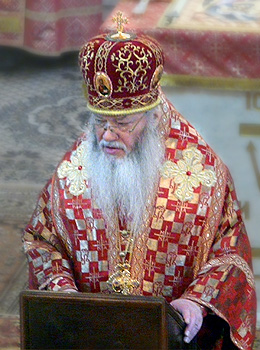
Иов (Тывонюк)

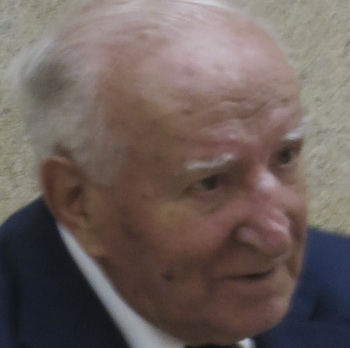
Эдуарду Лоренсу

- Абрамсон, Норман (88) — американский инженер, разработчик компьютерной сети ALOHAnet[514].
- Альгарин, Мигель (79) — пуэрто-риканский писатель[515].
- Бегум, Хасна (89) — бангладешский философ и феминистка, доктор философских наук, профессор Даккского университета[516].
- Бем, Александр Иванович (67) — советский и российский скульптор, заслуженный художник Российской Федерации (2003)[517].
- Гассиев, Хсар Исмаилович (91) — советский и южноосетинский художник[518].
- Гриценко, Ольга Николаевна (85) — советский и украинский педагог, общественный деятель, заслуженный учитель Украины (1991)[519].
- Джувеликян, Хачик Акопович (79) — советский и российский биолог, доктор биологических наук, профессор Воронежского государственного университета[520].
- Иванова, Нина Георгиевна (86) — советская киноактриса[521].
- Иов (Тывонюк) (82) — архиерей Русской православной церкви, архиепископ (1994—1996) и митрополит (1996—2011) Челябинский и Златоустовский[522].
- Иткина, Мария Леонтьевна (88) — советская легкоатлетка, неоднократная чемпионка Европы и СССР по бегу на короткие дистанции, заслуженный мастер спорта СССР (1960)[523].
- Брайан, Керр, барон Керр из Тонагмора (72) — североирландский пэр и юрист, лорд-главный судья Северной Ирландии (2004—2009), судья Верховного Суда Великобритании (2009—2020)[524].
- Кетов, Рюрик Александрович (92) — советский офицер-подводник, капитан 1-го ранга, командир подводной лодки Б-4 «Челябинский комсомолец», участник операции «Кама»[525].
- Кисанга, Жан-Пьер (51) — конголезский государственный деятель, министр высшего и университетского образования, губернатор Восточной провинции (2005—2007)[526].
- Крог, Эвальд (76) — датский врач и общественный деятель, основатель фонда помощи больным с мышечной дистрофией[527].
- Кузьмин, Сергей Леонидович (55) — российский археолог[528].
- Ли Гуаньсин (80) — китайский инженер, председатель Китайского ядерного общества (2008—2018)[529].
- Лоренсу, Эдуарду (97) — португальский писатель и философ[530].
- Малеки, Мухаммед (87) — иранский правозащитник, ректор Тегеранского университета (1979)[531].
- Ормаэчеа, Хуан (81) — испанский государственный деятель, президент Кантабрии (1987—1990, 1991—1995), мэр Сантандера (1977—1987)[532].
- Робинсон, Арни (72) — американский легкоатлет, чемпион летних Олимпийских игр в Монреале по прыжкам в длину (1976)[533].
- Стадник, Ханна (91) — польская участница Второй мировой войны, исполняющая обязанности председателя Всемирной ассоциации солдат Армии Крайовой (2020)[534].
- Талачёв, Александр Олегович (57) — советский борец греко-римского стиля, бронзовый призёр чемпионата СССР (1985)[535].
- Толчинский, Сол (91) — канадский баскетболист, участник летних Олимпийских игр (1948)[536].
- Уильямс, Уолтер (84) — американский экономист, профессор университета Джорджа Мейсона[537].
- Шигапов, Фарит Зуфарович (69) — советский и российский актёр, народный артист Татарстана[538].

## Без точной даты
- Лайхо, Алекси (41) — финский гитарист и вокалист, фронтмен группы Children of Bodom[539].